# Brasile
Il Brasile (in portoghese Brasil), ufficialmente Repubblica Federale del Brasile (in portoghese República Federativa do Brasil), è uno Stato sovrano situato nell'America meridionale.
Con una superficie di 8514877 kmq, è il Paese più vasto del Sudamerica, il terzo del Continente Americano, dopo il Canada e gli Stati Uniti e il quinto del mondo, mentre con 220.684.800 abitanti, oltreché ad essere il settimo stato più popoloso del mondo davanti al Bangladesh, è anche lo stato lusofono più popoloso, lo stato più popoloso del Sudamerica e il secondo stato del Continente Americano dopo gli Stati Uniti e davanti al Messico, oltreché ad essere lo stato cattolico più popoloso (essendo la religione più diffusa nel paese).
Si affaccia sull'oceano Atlantico a est con circa 7600 km di costa e confina a nord con il dipartimento francese d'oltremare della Guyana francese, il Suriname, la Guyana e il Venezuela, a nord-ovest con la Colombia, a ovest con il Perù e la Bolivia, a sud-ovest con il Paraguay e l'Argentina, e a sud con l'Uruguay (confina con tutti i paesi del Sud America, eccetto che con Ecuador e Cile).
La maggior parte del Paese si trova nella zona tropicale, con la foresta amazzonica che copre 3,6 milioni di km quadrati del suo territorio, dove le stagioni non sono particolarmente ostili dal punto di vista climatico, e che grazie alla sua vegetazione e al clima, ne fanno uno dei paesi con il maggior numero di specie di animali nel mondo. Precedentemente abitato da indigeni, fu scoperto dagli europei nel 1500, da una spedizione portoghese guidata da Pedro Álvares Cabral. Dopo il trattato di Tordesillas, il territorio brasiliano fece parte del Regno di Portogallo, da cui ottenne l'indipendenza il 7 settembre 1822. In seguito il paese divenne un impero per poi diventare una repubblica. La sua attuale Costituzione, formulata nel 1988, definisce il Brasile come una repubblica federale presidenziale, formata dall'unione del Distretto Federale e dei 26 stati federati (in totale il territorio brasiliano è ripartito in 5 570 comuni, la più piccola unità politico-amministrativa del Brasile). La sua prima capitale fu Salvador, che fu sostituita da Rio de Janeiro fino a quando non si fece una nuova capitale: Brasilia.
Anche se i suoi 220 684 000 abitanti rendono il Brasile il settimo stato più popoloso del mondo, complessivamente lo stato ha una bassa densità di popolazione: la maggior parte dei brasiliani è concentrata lungo la costa, mentre nell'entroterra lo stato è relativamente poco abitato, soprattutto in virtù della presenza della foresta amazzonica. La lingua ufficiale è il portoghese. La religione più seguita è il cattolicesimo, il che fa del Brasile lo stato con il maggior numero di cattolici al mondo, seguita da una crescita notevole del pentecostalismo. Quella brasiliana è considerata una società multietnica, essendo formata dai discendenti di europei (Circa metà della popolazione), indigeni, africani e asiatici.
L'economia brasiliana è la più grande in America Latina e la nona al mondo per dimensioni del PIL nominale e la settima per potere d'acquisto (PPP). Il Brasile è una delle economie a più rapida crescita economica e le riforme economiche hanno dato un nuovo riconoscimento a livello internazionale al paese, sia in ambito regionale sia mondiale. Il Brasile è membro fondatore dell'Organizzazione delle Nazioni Unite (ONU), della Comunità dei Paesi di lingua portoghese (CPLP), dell'Unione latina, dell'Organizzazione degli Stati americani (OAS), dell'Organizzazione degli Stati ibero-americani (OEI), del Mercosul e dell'Unione delle nazioni sudamericane (UNASUR), ed è uno dei paesi del G20 e del BRICS. Nel 2017, il Brasile è il terzo paese più diseguale dell'America Latina dopo l'Honduras e la Colombia, tuttavia, la situazione è cambiata negli ultimi anni.

## Nome
Due sono le ipotesi riguardo l'origine del toponimo "Brasile". Un'ipotesi è che esso derivi da pau brasil, il nome popolare in portoghese del pernambuco, un albero della famiglia delle Fabaceae nativo della foresta vergine (Mata Atlântica) che ricopriva completamente le regioni litoranee dell'attuale Brasile. Pau brasil significa, letteralmente "albero bracile". La parola brasil, aggettivo di brasa ("brace" in portoghese) potrebbe riferirsi al colore rosso brace della resina del legno di questo albero o dal fatto che il territorio venisse sfruttato in origine come rifornimento di legna da bruciare, come sostiene Claude Lévi-Strauss in Tristi tropici.
Un'altra ipotesi è quella che il nome fu attribuito al territorio in un'epoca successiva alla colonizzazione portoghese, quando alcuni naviganti parlavano di un'isola immaginaria al largo delle coste dell'Irlanda, chiamata Hy-Brasil e che sarebbe stata in mezzo all'Atlantico; alcuni scrittori del XX secolo, tra cui Gustavo Barroso, hanno difeso la teoria che il nome del territorio derivò da tale leggenda piuttosto che dall'albero.

## Storia
Il Brasile ha molti aspetti in comune con gli altri Paesi dell'America Latina, anche se conserva alcune caratteristiche proprie come la lingua (il portoghese). Dopo il raggiungimento dell'indipendenza nel 1822 dall'Impero Portoghese, nel Paese si sono alternate fasi democratiche a regimi dittatoriali nati a causa degli aspri conflitti interni, delle ricorrenti situazioni di difficoltà economica e anche delle grandissime differenze tra i vari strati della popolazione.

### Prima dell'arrivo dei portoghesi
Si stima che i primi esseri umani occuparono la regione che comprende l'attuale territorio brasiliano, circa 60.000 anni fa. Quando i portoghesi arrivarono nel 1500, si stima che la costa orientale del Sud America fosse abitata da circa due milioni di nativi, da nord a sud. La popolazione indigena era divisa in grandi nazioni composte da diversi gruppi etnici tra cui spiccano i grandi gruppi Tupi-Guarani, Macro-Jê e Aruaque. I primi erano suddivisi in Guarani, Tupiniquins e Tupinambas, tra molti altri. Gli "indios" di lingua tupi abitavano le zone costiere e furono tra i gruppi più significativi nella foresta pluviale. Gli esploratori portoghesi della regione poi incontrarono per la prima volta i tupi e si occuparono principalmente di loro per molti anni.
Le frontiere tra questi gruppi e i loro sottogruppi, prima dell'arrivo degli europei, erano segnate dalle guerre tra di loro, derivanti dalle differenze di cultura, lingua e costumi.

### Dall'età coloniale all'Impero brasiliano

#### Il periodo coloniale

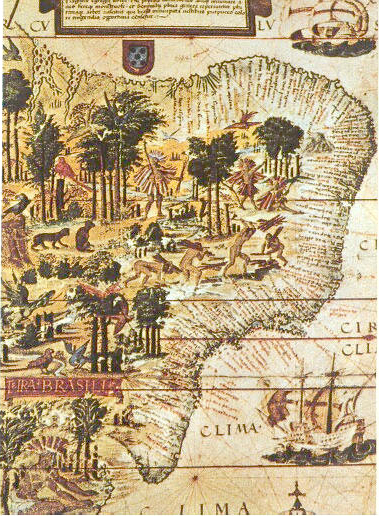
Dettaglio della mappa della Terra Brasilis (1519), custodita alla Biblioteca nazionale di Francia

Il navigatore che per primo esplorò le coste del Brasile fu il fiorentino Amerigo Vespucci, nel 1499, seguito dallo spagnolo Vicente Yáñez Pinzón nel 1500. Vespucci fu il primo europeo a distinguere l'estuario del Rio delle Amazzoni, e raggiunse il Cabo de Santo Agostinho.
L'arrivo ufficiale dei portoghesi in Brasile avvenne il 22 aprile del 1500, per opera dell'esploratore portoghese Pedro Álvares Cabral, che arrivò nella zona dove oggi si trova Porto Seguro, nello Stato di Bahia.

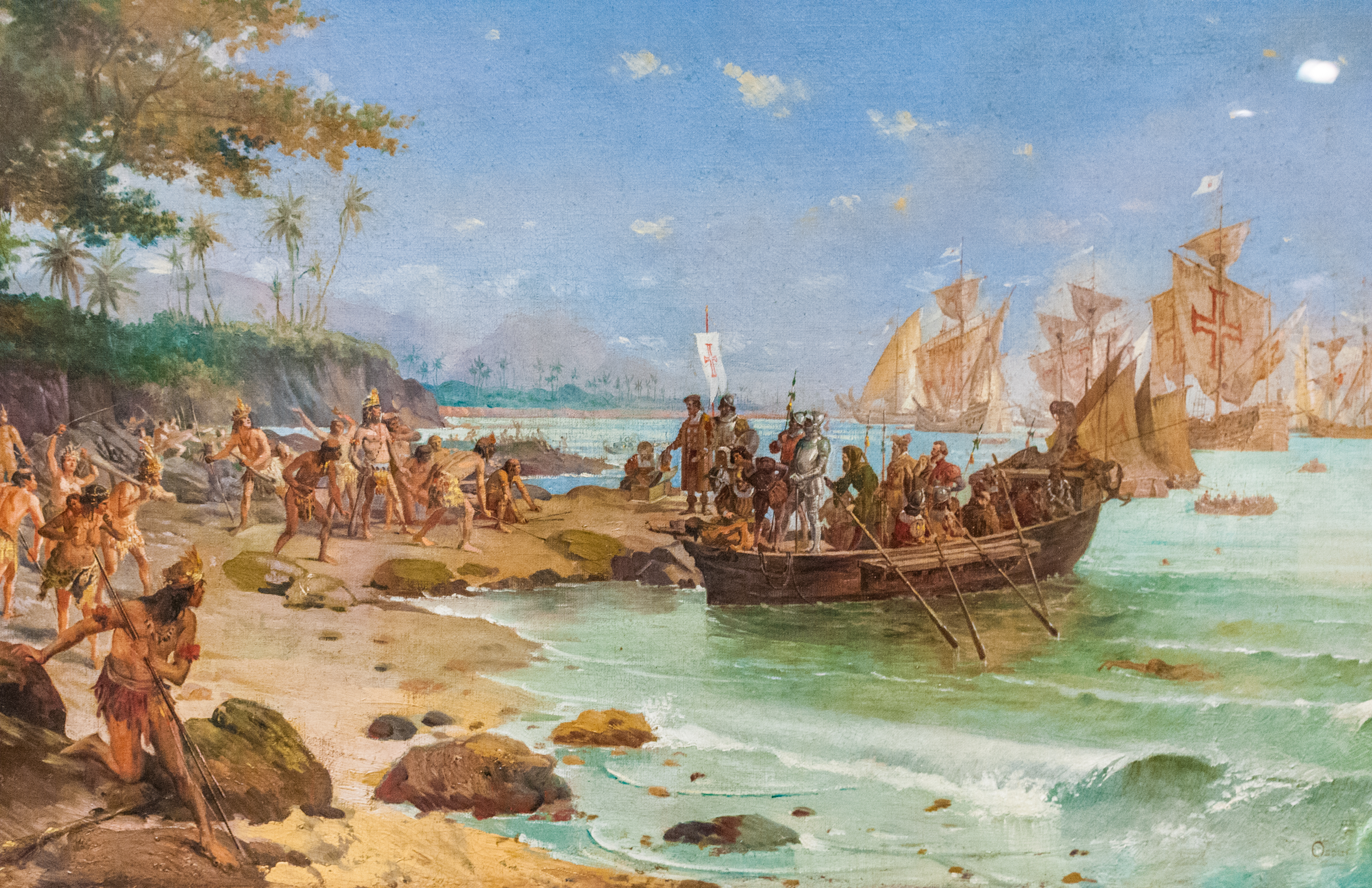
Sbarco dei portoghesi a Porto Seguro, Bahia, nel 1500

La colonizzazione vera e propria ebbe però inizio nel 1530; i regnanti portoghesi, preoccupati dalle invasioni di naviganti e pirati nelle terre lasciate fuori dal Trattato di Tordesillas, inviarono in Brasile Martim Afonso de Sousa con l'intenzione di colonizzare velocemente le nuove terre. Nel 1532 venne fondata São Vicente, che fu la prima città fondata dai portoghesi. Nel 1534, il re del Portogallo Giovanni III divise il Brasile in 12 territori (le capitanias) e li concesse a nobili affidatari (i donatários), che di fatto però diventarono signori feudali. Nel 1548, per paura di una secessione, Giovanni III inviò in Brasile come governatore generale Tomé de Sousa, che il 29 marzo del 1549 fondò la capitale São Salvador da Bahia de Todos os Santos. Con l'inizio della colonizzazione ci furono alcuni tentativi di insediamento anche da parte di francesi (Francia antartica e Francia equinoziale) e olandesi (Brasile olandese). I francesi, in particolare, tra il 1555 e il 1567, tentarono di stabilirsi nella zona dell'attuale Rio de Janeiro per poi spostarsi dal 1612 al 1614 nell'attuale São Luís, prima di essere definitivamente scacciati.
Nel XVII secolo vennero introdotte le coltivazioni del tabacco e specialmente della canna da zucchero, inizialmente a Bahia e successivamente anche a Rio de Janeiro. Questo importante sviluppo dell'agricoltura fu accompagnato dall'arrivo di numerosi schiavi africani, che andavano a sostituire per il lavoro nelle piantagioni le popolazioni autoctone, ormai del tutto insufficienti a garantire la sussistenza di un'economia agricola produttiva. Verso la fine del XVII secolo vennero scoperti grandi giacimenti di oro nella regione del Minas Gerais. Nel 1604 gli olandesi guidati da Maurizio di Nassau, attirati dalle ricchezze del territorio, saccheggiarono Bahia e, tra il 1630 e il 1654, si stabilirono nelle colonie costiere del nord est, dopo aver conquistato la città di Recife, nello Stato di Pernambuco, che divenne la capitale del Brasile olandese con il nome di Mauritsstad. Ben presto si trovarono però in uno stato di continuo assedio, anche per le alte tasse che avevano imposto alla popolazione, e nel 1654 venne firmata la resa con il Trattato dell'Aia, che ebbe però effetto solo nel 1661 dopo qualche anno di guerre, quando gli olandesi furono costretti a ritirarsi definitivamente.
Fin dall'inizio della colonizzazione portoghese, il Brasile fu teatro di rivolte e di movimenti di resistenza degli indigeni, che si unirono poi agli schiavi africani. Alla fine del XVII secolo l'arrivo di un sempre maggior numero di coloni dal Portogallo favorì la formazione dei primi movimenti contro la Corona Portoghese stessa. Alcune di queste rivolte furono causate da fattori di natura economica, come la Revolta de Beckman nel 1684. Più tardi si manifestarono due movimenti che si proponevano di ottenere l'indipendenza: la Inconfidência Mineira e la Conjuração Baiana.
Il primo nacque dalla minoranza creola nella zona del Minas Gerais: nella seconda metà del XVIII secolo, con la perdita di produttività da parte delle miniere, era divenuto difficile pagare tutte le imposte che la Corona Portoghese esigeva. Inoltre il governo portoghese aveva imposto la derrama, una tassa che prevedeva che tutta la popolazione, inclusi coloro che non erano minatori, versasse una cifra pari al 20% del valore dell'oro estratto. I coloni insorsero e iniziarono a cospirare contro il Portogallo. La cospirazione si proponeva di eliminare la dominazione portoghese e creare uno Stato libero. La forma di governo doveva essere quella della Repubblica, ispirata alle idee illuministe, che si andavano diffondendo in Europa e in particolare in Francia, e che avevano recentemente portato, dopo la guerra d'indipendenza americana, alla nascita degli Stati Uniti d'America. I leader del movimento furono però catturati e inviati a Rio de Janeiro, dove furono condannati a morte e giustiziati.
La Conjuração Baiana, invece, fu un movimento che partì dalla fascia più umile della popolazione di Bahia, e che vide una grande partecipazione da parte di neri e mulatti. I rivoltosi volevano l'abolizione della schiavitù, l'istituzione di un governo egualitario e l'instaurazione di una Repubblica a Bahia.
Tra il 1756 e il 1777 il marchese di Pombal attuò una politica riformatrice, accentrando il potere politico-amministrativo nelle mani del viceré (il Brasile era stato costituito in Viceregno nel 1717) a scapito dei donatários e dei Gesuiti che furono espulsi nel 1759. Nel 1763 la capitale fu trasferita a Rio de Janeiro e nel 1775 venne abolita la schiavitù degli indios. Ed è proprio nel corso del XVIII secolo che si distinse la figura dell'eroe nazionale brasiliano Tiradentes .

#### L'indipendenza dal Portogallo

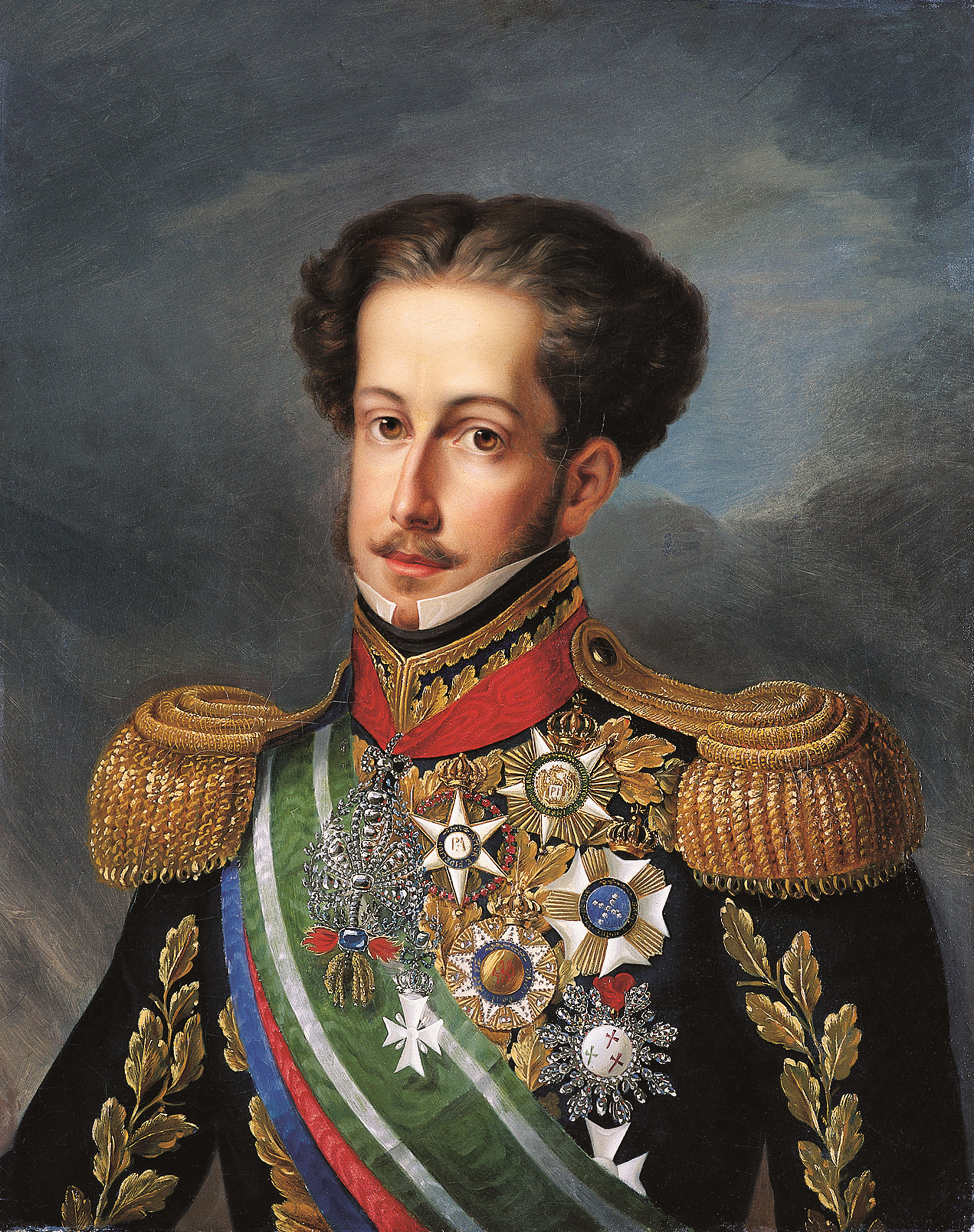
Pietro I del Brasile, da un ritratto attribuito a Simplício Rodrigues de Sá, circa 1830.

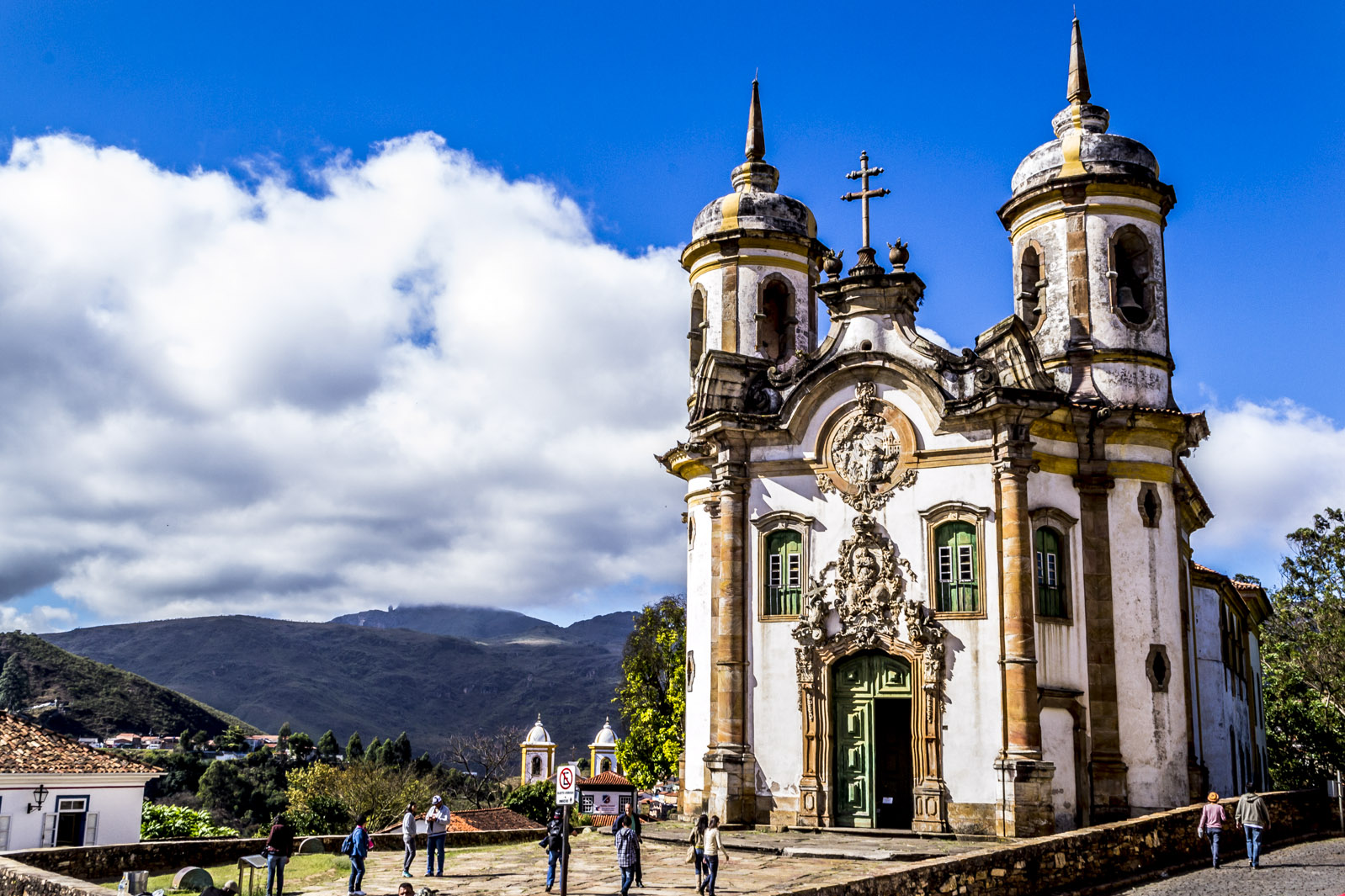
La chiesa di San Francesco d'Assisi, opera di Aleijadinho, esempio di architettura coloniale barocca a Ouro Preto, nello Stato del Minas Gerais

Nel 1807, l'invasione da parte delle truppe francesi di Napoleone Bonaparte obbligò il re del Portogallo Giovanni VI a fuggire in Brasile. Nel 1808 il re giunse a Rio de Janeiro, dopo avere stipulato un'alleanza difensiva con l'Inghilterra (che avrebbe fornito la protezione navale durante il viaggio). Allo stesso tempo i porti brasiliani si aprirono a nuove nazioni amiche, ponendo fine allo status di colonia del paese. Questo fatto irritò coloro che esigevano il ritorno di Giovanni VI in Portogallo e la restaurazione della condizione di colonia per il Brasile. Nel 1821 il re decise allora di lasciare suo figlio Pietro come reggente del Brasile, mentre egli rientrò a Lisbona. Pietro, nonostante le pressioni dei liberali che tentavano di convincerlo a tornare in patria, decise invece di rimanere in Brasile, nel cosiddetto Dia do Fico (che letteralmente significa giorno di "io resto", in portoghese "Eu fico"). Il Portogallo, che si trovava già in condizioni abbastanza difficili, non poté più conservare il dominio sul Brasile; Pietro (che prese il nome di Pietro I del Brasile) poté allora facilmente dichiararne l'indipendenza il 7 settembre del 1822.
Tuttavia, negli anni in cui Giovanni VI risiedeva in Brasile questo allargò i propri confini con la Guerra contro Artigas (1816-1820), che portò all'annessione della Provincia Cisplatina, l'odierno Uruguay.

#### L'Impero brasiliano

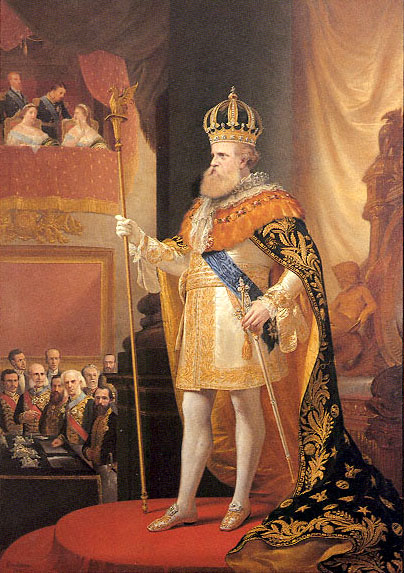
Pietro II del Brasile, secondo e ultimo imperatore del Brasile

Dopo la separazione dal Portogallo il Brasile si trasformò in una monarchia costituzionale. Pietro I, alla morte del padre, tornò in Portogallo per assicurare la successione al trono a sua figlia Maria II del Portogallo. Il figlio di Pietro I, Pietro II, a soli quattordici anni fu incoronato come nuovo imperatore del Brasile nel 1840, dopo l'abdicazione del padre.
Tra il 1825 e il 1828 si combatté una guerra con l'Argentina per il possesso della Banda Oriental, che si concluse con il raggiungimento dell'indipendenza da parte dell'Uruguay (che si era separato dal Brasile per unirsi all'Argentina pochi anni prima). Tra il 1836 e il 1842 si verificò un tentativo secessionista della Repubblica del Rio Grande do Sul, al quale partecipò anche Giuseppe Garibaldi.
Dal 1850 al 1852 il Brasile, fattosi sostenitore dei movimenti liberali moderati, si alleò con l'Uruguay e sostenne una nuova guerra contro l'Argentina contribuendo alla caduta del dittatore argentino Juan Manuel de Rosas.

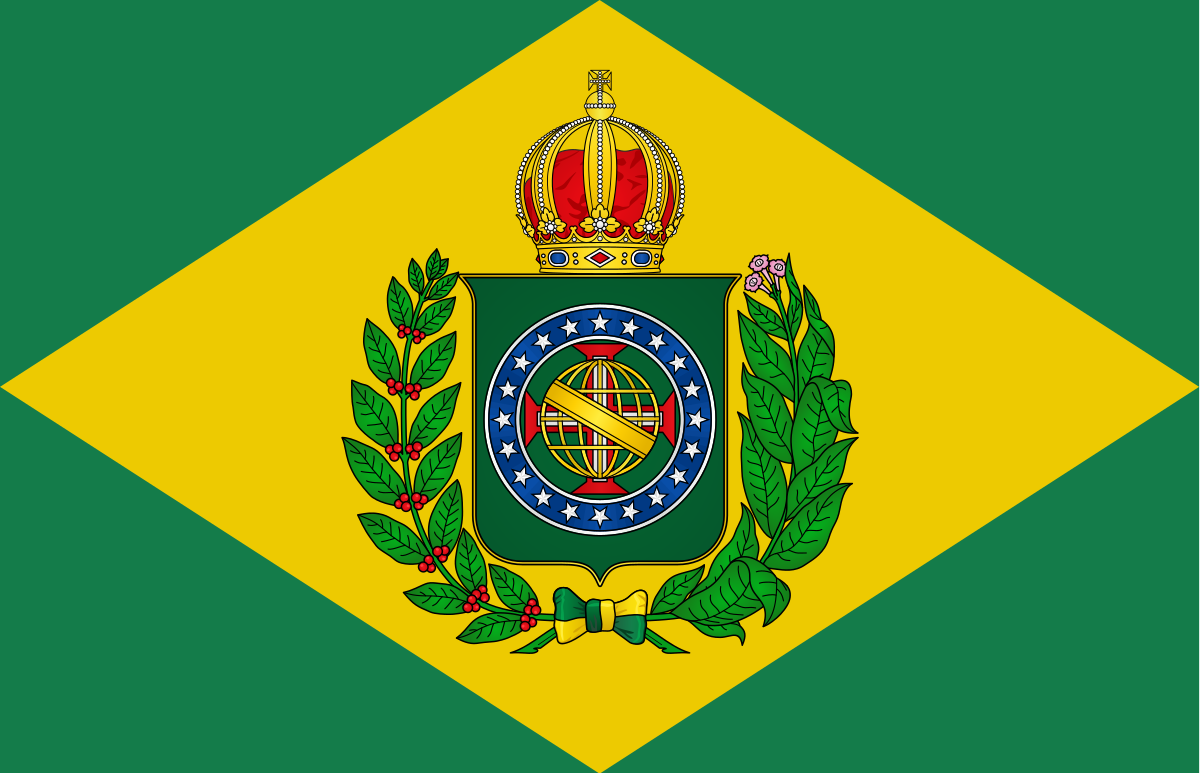
Bandiera imperiale

Legge che abolì la schiavitù in Brasile, 1888

Il 1860 fu un anno di fondamentale importanza per lo sviluppo economico, in quanto si introdusse la coltura del caffè nelle province di Rio de Janeiro e di San Paolo. Nel Sud est i baroni del caffè superarono così gli antichi coltivatori del cotone e di canna da zucchero, mentre cominciava a farsi sentire anche un notevole afflusso di genti europee che immigravano nel paese, soprattutto italiani.
Tra il 1865 e il 1870 l'Argentina, l'Uruguay e il Brasile combatterono una guerra contro il Paraguay, che si concluse con la perdita, da parte del Paraguay stesso, delle regioni a nord del fiume Apa. A partire dal 1870, a seguito anche della vittoria nella guerra del Paraguay a cui avevano partecipato numerosi schiavi di origine africana, gli sforzi del governo monarchico si indirizzarono progressivamente verso il superamento dell'istituzione schiavistica, mediante varie leggi - quali la legge del ventre libero del 1871 e la legge c.d. dei sessantenni del 1885, con le quali si sancirono rispettivamente la libertà dei figli nati da schiave e quella degli schiavi di età pari o superiore ai 60 anni - per culminare con la legge aurea del 13 maggio 1888, che decretò definitivamente la fine della schiavitù in Brasile. Le riforme, volute con particolare forza dalla casa imperiale e specialmente dalla primogenita di Pietro II, erano invece fortemente avversate dai latifondisti e dai conservatori schiavisti, i quali, approfittandosi dell'età avanzata del monarca e del generale scetticismo nella sopravvivenza della monarchia, ordirono un colpo di Stato che il 15 novembre 1889 determinò l'esilio in Europa della casa imperiale e la proclamazione della repubblica degli "Stati Uniti del Brasile".

### Dall'istituzione della Repubblica a oggi

#### La prima fase repubblicana
Deodoro da Fonseca, che aveva guidato il colpo di Stato del 1889, divenne il primo presidente del Brasile. Per il nuovo Stato si scelse come nome quello di Repubblica degli Stati Uniti del Brasile, che fu poi cambiato in Repubblica Federale del Brasile. Dal 1894 al 1930 la presidenza si alternò, con alcune eccezioni, tra i due Stati principali, quello di San Paolo e quello del Minas Gerais. Il 26 ottobre 1917 il Brasile si schierò con le forze dell'intesa. In questo periodo il sistema economico del Brasile poggiava soprattutto sull'esportazione del caffè, coltivato nella zona di San Paolo, e sulla produzione di latte, nel Minas Gerais, tanto che la politica di questi anni fu definita come la politica del caffellatte. Verso la fine del XIX secolo il caffè divenne il primo prodotto di esportazione del paese superando lo zucchero, e favorendo così una grande crescita economica. Tuttavia tra il 1926 e il 1930 si registrò un crollo dei prezzi del caffè e una conseguente depressione economica alla quale fecero seguito violente agitazioni sociali.

#### L'era Vargas
Nel 1930, Getúlio Vargas, rappresentante dell'opposizione al regime oligarchico dei grandi proprietari terrieri di San Paolo, perde le elezioni presidenziali in elezioni caratterizzate dalla frode. Il risultato delle elezioni scatena un movimento rivoluzionario che riesce a destituire il governo attraverso un colpo di Stato e iniziando la cosiddetta Seconda Repubblica. Dopo un breve periodo transitorio di governo guidato da una giunta militare, Vargas diventa presidente della Repubblica. Nel 1931, avendo riunito molti poteri nelle sue mani suscitò l'indignazione degli oppositori, in massima parte esponenti della classe media paulista. Nel 1934, allora, messo sotto pressione, fu costretto a promulgare una Costituzione democratica, con la quale concesse, tra l'altro, il diritto di suffragio alle donne. Nel 1937 Vargas, avendo sciolto il Congresso Nazionale e i partiti, e avendo revocato molte delle libertà dei singoli individui, instaurò una dittatura (quella del cosiddetto Estado Novo) di ispirazione fascista, che durò fino al 1945. Nel 1942, sotto la pressione degli Stati Uniti d'America, Vargas dichiarò guerra alle potenze dell'Asse e un corpo militare brasiliano fu inviato a combattere in Italia e in Nordafrica.
Nel 1945 Vargas fu deposto da un colpo di Stato militare che impose l'adozione di una nuova Costituzione, democratica e federale. Tra il 1950 e il 1954 Vargas fu rieletto alla presidenza e si verificò una nuova svolta nazionalista e radicale. Tuttavia nel 1954 le forze militari conservatrici gli si rivoltarono contro, ed egli si suicidò.

#### Il periodo populista

Juscelino Kubitschek

In seguito alla fine della dittatura di Vargas e alla promulgazione della nuova Costituzione Federale del 1946, il Paese visse, tra il 1946 e il 1964, una fase storica durante la quale si susseguirono più governi democratici. Nel gennaio del 1956 fu eletto il social democratico Juscelino Kubitschek, ex governatore del Minas Gerais, ed ebbe inizio un periodo di forte industrializzazione e di imponenti lavori pubblici, come la costruzione della nuova capitale, Brasilia, nel 1960. Si registrò tuttavia un netto peggioramento della situazione finanziaria, con forte inflazione e raddoppio del debito estero. Il successore di Kubitschek, Jânio Quadros, eletto nel 1960, si dimise nel 1961 meno di sette mesi dopo l'insediamento. Tra il 1961 e il 1964 ci fu la presidenza di João Goulart (il vicepresidente di Janio Quadros), del partito laburista, che cercò di fronteggiare la crisi economica promuovendo una riforma agraria e la nazionalizzazione delle compagnie petrolifere.

#### La dittatura militare

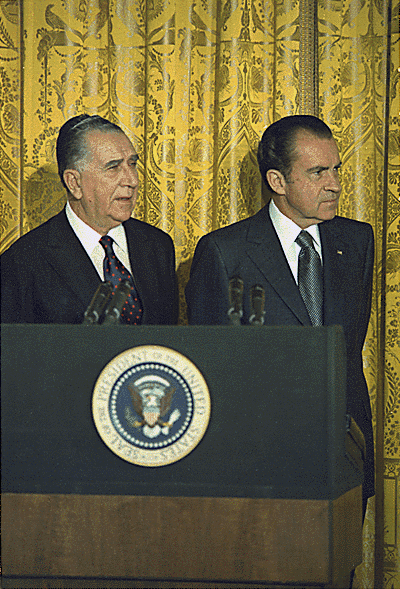
Médici e Richard Nixon

Il colpo di Stato militare del 31 marzo 1964 destituì João Goulart e instaurò un regime dittatoriale. Il primo presidente militare a essere eletto fu il maresciallo Humberto de Alencar Castelo Branco che sciolse tutti i partiti politici e inaugurò la dittatura detta dei gorilas, adottando una politica di liberismo economico che causò l'accentuazione delle sperequazioni sociali. Nel 1969 salì alla presidenza il generale Emílio Garrastazu Médici, che coincise con una fase di crescita economica, definita miracolo economico brasiliano che però si spense successivamente con la crisi petrolifera del 1973. Dal 1974 al 1979 la presidenza passò a Ernesto Geisel che dichiarò legale solo il Partito del Movimento Democratico Brasiliano (PMDB).
Dal 1979 al 1985 fu in carica il presidente João Baptista de Oliveira Figueiredo: egli promulgò una legge elettorale che rese legali tutti i partiti politici tranne quello comunista, e praticò una forte riduzione dei salari atta a frenare la spinta inflazionistica. Essa, però, portò allo scatenarsi di grandi manifestazioni di piazza che furono represse con la forza (1980). Il periodo della dittatura militare finì nel 1984, con le grandi manifestazioni di Rio de Janeiro e San Paolo: il governo militare fu da esse costretto a concedere il ritorno a elezioni democratiche, che la popolazione reclamava.

#### La nuova Repubblica
Nel 1985 fu eletto Tancredo Neves, candidato dell'PMDB, ma morì tre mesi dopo. Il suo vicepresidente José Sarney assunse la presidenza della repubblica, diventando impopolare per tutto il suo mandato a causa del peggioramento della crisi economica e dell'iperinflazione, anche con una breve euforia iniziale del suo Piano Cruzado. Sarney ha continuato il programma di governo di Tancredo Neves istituendo, nel 1987, un'Assemblea nazionale costituente, che ha promulgato l'attuale Costituzione brasiliana.

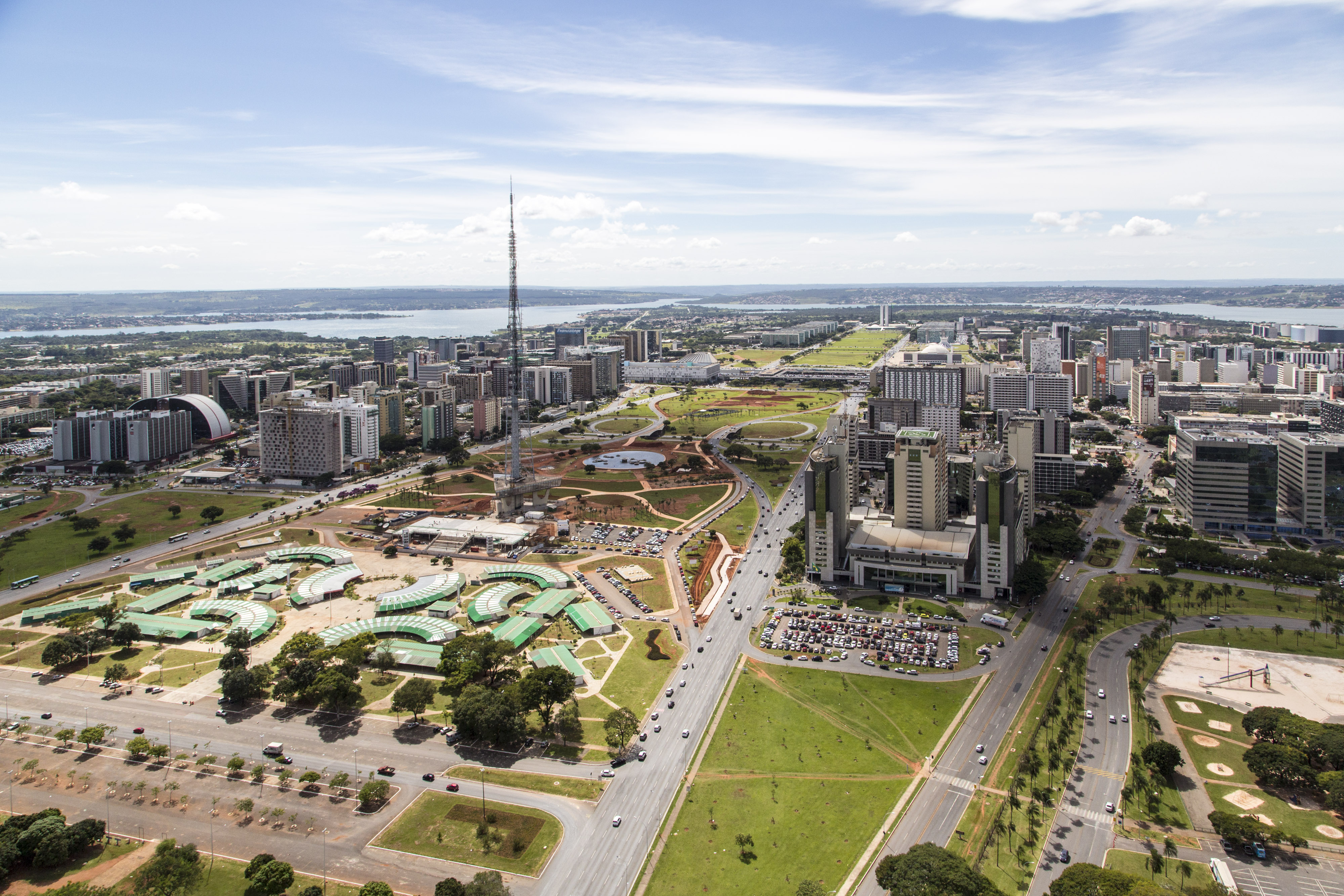
Brasilia, capitale federale del Brasile, fondata nel 1960

Nel 1989 si svolsero le prime elezioni libere dopo 25 anni di regime militare, che furono vinte da Fernando Collor de Mello, leader del nuovo Partito di Ricostruzione Nazionale, tendenzialmente liberal-conservatore. Nel 1991 il Brasile diede vita all'alleanza economica chiamata Mercosur assieme ad Argentina, Uruguay e Paraguay. Nel 1992 il presidente Collor fu destituito con l'accusa di corruzione, evasione fiscale ed esportazione di valuta.
Dal 1992 al 1995 ci fu la presidenza di Itamar Augusto Cautiero Franco, il vice presidente di Collor, che organizzò un referendum costituzionale. Questo, svoltosi il 21 aprile 1993, confermò la Repubblica e il regime presidenziale proclamato nel 1988.
Nel 1995 Fernando Henrique Cardoso conquistò la presidenza e attuò riforme (largamente consigliate dal fondo monetario internazionale) che prevedevano la privatizzazione delle imprese e il rigore finanziario ("PLAN REAL"). Queste ebbero un forte impatto negativo sulla popolazione più povera, oltre che aggravare la polarizzazione della ricchezza già presente massicciamente nel paese. Nel 1997 ottenne un emendamento costituzionale a lui favorevole, che gli permise così di ricandidarsi alla presidenza. Nel 1998 si registrarono delle considerevoli fughe di capitali che gettarono il Paese nel caos. Cardoso, rieletto, si appellò al Fondo Monetario Internazionale e riuscì a far approvare un piano di intervento triennale per il Brasile, ma ciò indebitò il paese di altri 41,5 miliardi di dollari. Infine, Cardoso confermò la presenza brasiliana nel Mercosur.
Nelle elezioni presidenziali del 2002 si è affermato il candidato di sinistra Luiz Inácio Lula da Silva, noto semplicemente come Lula, che verrà poi rieletto nel 2006. Il nuovo presidente, esponente del partito operaio (Partido dos Trabalhadores, PT), ha rappresentato una svolta nella politica brasiliana, in precedenza allineata alle scelte del Fondo Monetario Internazionale, di cui il Brasile era debitore; in particolare ha contribuito a rilanciare il Mercosur a discapito dell'Area di Libero Commercio delle Americhe (ALCA) voluta dagli Stati Uniti. Il suo programma, che ha garantito provvedimenti volti a favorire la giustizia sociale e a risollevare l'economia dissestata, riscosse ampi consensi, in particolare tra i meno agiati. La sua politica di equilibrismo tra gli interessi del capitale (industriale agrario e finanziario) e le aspettative di lavoratori e braccianti agricoli (sem terra) hanno però frenato l'auspicata rivoluzione dei rapporti sociali, e la protesta degli strati più poveri della popolazione riesplose di fronte al nuovo piano economico. Venne quindi approvata una riforma delle pensioni e varato il programma Fame zero riassunto nel motto: "3 pasti al giorno per tutti" per affrontare il problema della denutrizione diffusa in tutto il Paese. Nel 2004 il Brasile fondò con gli altri Paesi dell'America Latina la Comunità delle Nazioni del Sud America.
Dal 2003 è stato istituito il "bolsa familia", che garantisce una rendita anche se minima a molte persone bisognose, che sta aiutando molti brasiliani a uscire dalla povertà assoluta. Il "bolsa familia" è riconosciuto mondialmente come uno dei migliori piani d'aiuto alla popolazione bisognosa fatto da un governo. Le elezioni presidenziali del 2010 videro per la prima volta la vittoria di una donna, Dilma Rousseff, anch'essa esponente del partito operaio, con un passato da ex guerrigliera imprigionata durante la dittatura ed ex Ministro dell'Energia e delle Miniere durante il governo di Lula. Nel giugno 2013 nel paese sono scoppiate manifestazioni popolari a causa di varie rivendicazioni sociali. Dopo le elezioni polarizzate del 2014, la Rousseff è stata rieletta ed è rimasta in carica al 31 agosto 2016, quanto è stata destituita dal Parlamento attraverso la procedura di impeachment, iniziata nel dicembre 2015, a seguito dello scandalo corruzione, nato da un'indagine sulla compagnia petrolifera Petrobras e che ha coinvolto il Partito dei Lavoratori. La Rousseff è stata sostituita come presidente dal suo vice Michel Temer fino alle elezioni presidenziali del 2018, vinte dall'esponente della destra radicale Jair Bolsonaro, che è stato proclamato presidente il 1º gennaio 2019.
Nel secondo turno delle elezioni del 2022, l'ex presidente Lula è stato eletto per la terza volta con il sostegno del 50,9% dell'elettorato, nelle elezioni più vicine della storia, mentre Bolsonaro è diventato il primo presidente brasiliano a non essere rieletto dopo la ridemocratizzazione.
Nel 2023, una settimana dopo l'insediamento di Lula, una folla di sostenitori di Bolsonaro ha attaccato il Congresso nazionale del Brasile nella capitale, Brasilia, dopo diverse settimane di disordini.

## Geografia

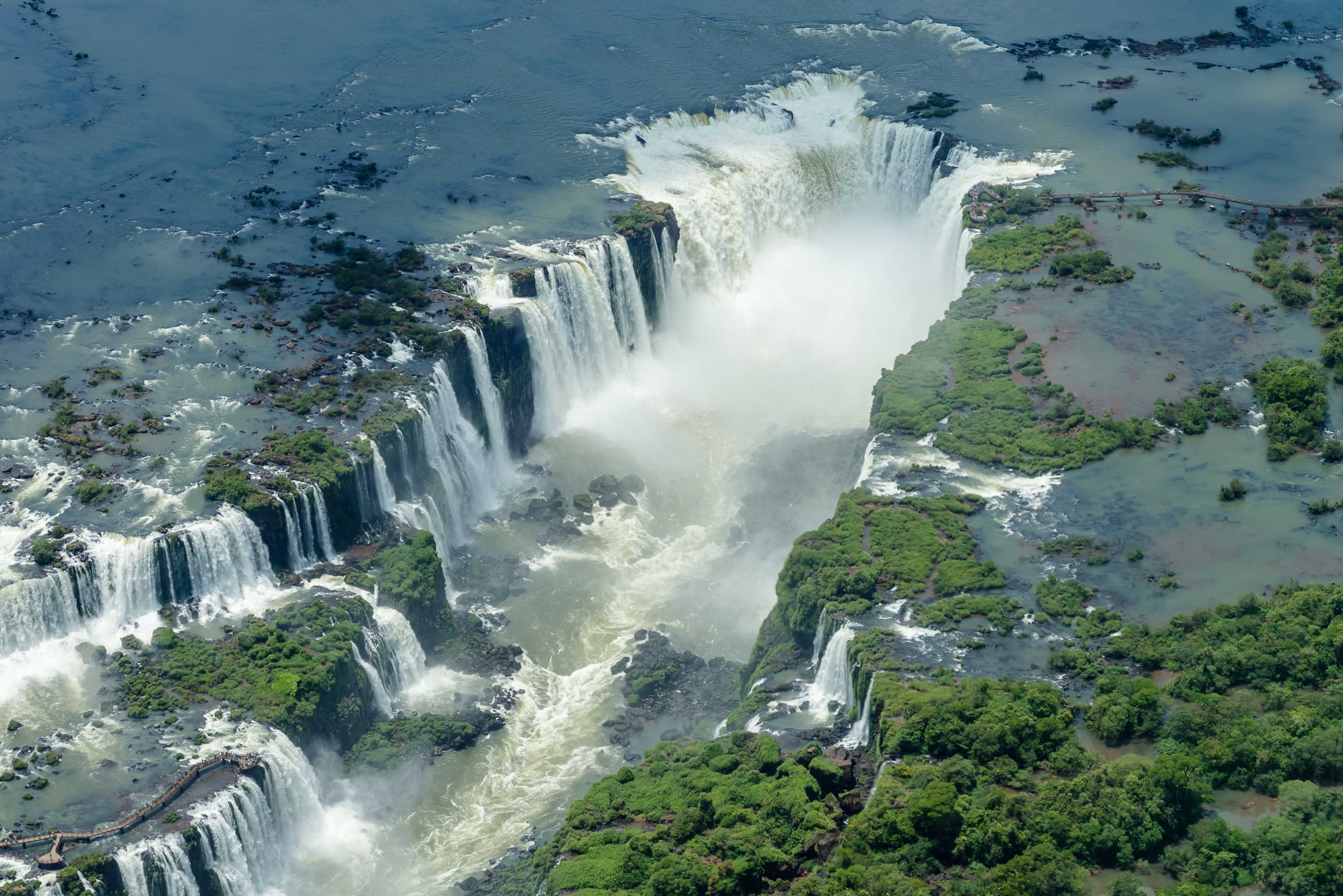
Cascate dell'Iguaçu, nello stato del Paraná

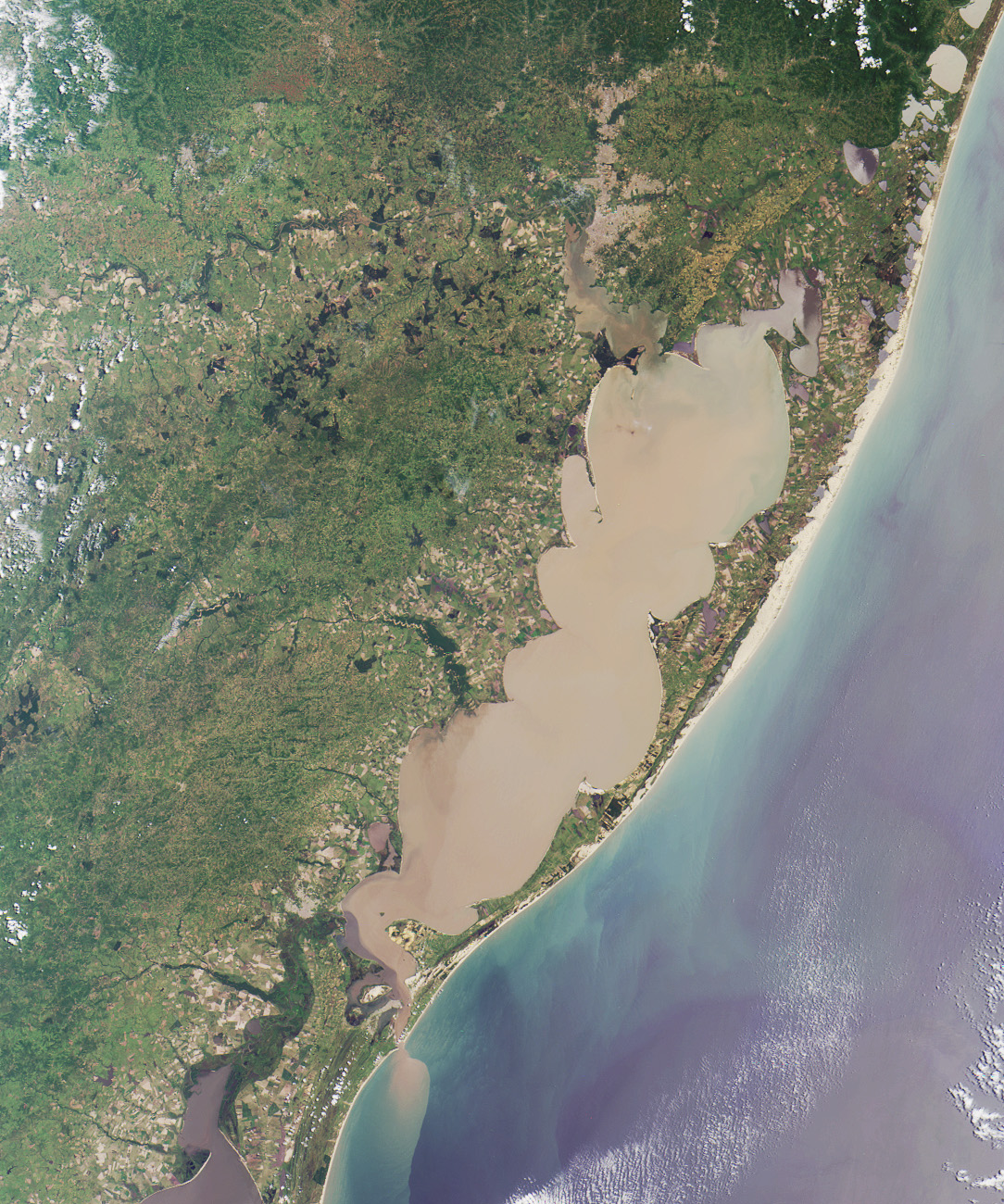
Lagoa dos Patos, nello stato del Rio Grande do Sul

Il territorio brasiliano confina a nord con Guyana francese, Suriname, Guyana e Venezuela, a nord-ovest confina con la Colombia, a ovest con il Perù e a sud con Bolivia, Paraguay, Uruguay e Argentina.
Nel territorio del Brasile si individuano:
- il massiccio della Guyana
- l'altopiano del Brasile
- la depressione amazzonica.

Da un punto di vista geografico il paese è inoltre diviso in cinque grandi regioni geografiche (região, pl. regiões), queste sono usate talvolta anche per fini statistici e non hanno dunque rilevanza da un punto di vista amministrativo; gli stati sono così distribuiti:
- il Nord o Amazzonia (Região Norte): Acre, Amapá, Amazonas, Pará, Rondônia, Roraima, Tocantins. Molto scarsamente popolata a causa dell'ambiente.
- il Nord-Est (Região Nordeste): Alagoas, Bahia, Ceará, Maranhão, Paraíba, Pernambuco, Piauí, Rio Grande do Norte, Sergipe. la regione più povera del paese.
- il Sud-Est (Região Sudeste): Espírito Santo, Minas Gerais, Rio de Janeiro, San Paolo. Una delle regioni più ricche per via del clima e dove si trovano le città più grandi del paese.
- il Sud (Região Sul): Paraná, Santa Catarina, Rio Grande do Sul. la regione con la più alta qualità di vita e con tante “città modello”
- il Centro-Ovest (Região Centro-Oeste): Goiás, Mato Grosso, Mato Grosso do Sul, Distrito Federal do Brasil. La regione è stata recentemente urbanizzata dopo la fondazione di Brasilia

### Morfologia

#### Altopiani

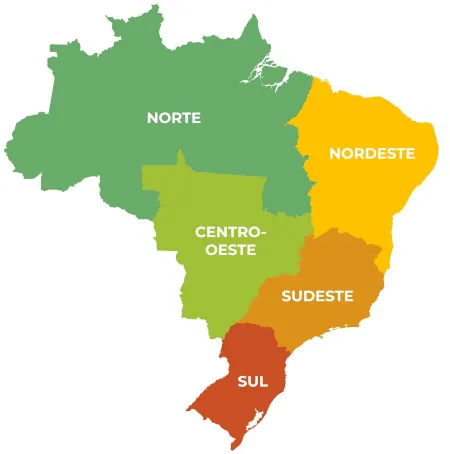
Le cinque regioni geografiche del Brasile.

A sud della foresta amazzonica si estende la grande regione degli altopiani, che comprende l'altopiano del Brasile e il Mato Grosso. Gli altopiani, formati da rocce antiche ricoperte di arenaria o di calcare, digradano dolcemente verso ovest, mentre terminano a est, verso la costa, con rilievi granitici dalle cime arrotondate chiamati "pan di zucchero". Lungo la costa si trova anche una stretta fascia pianeggiante.

### Idrografia

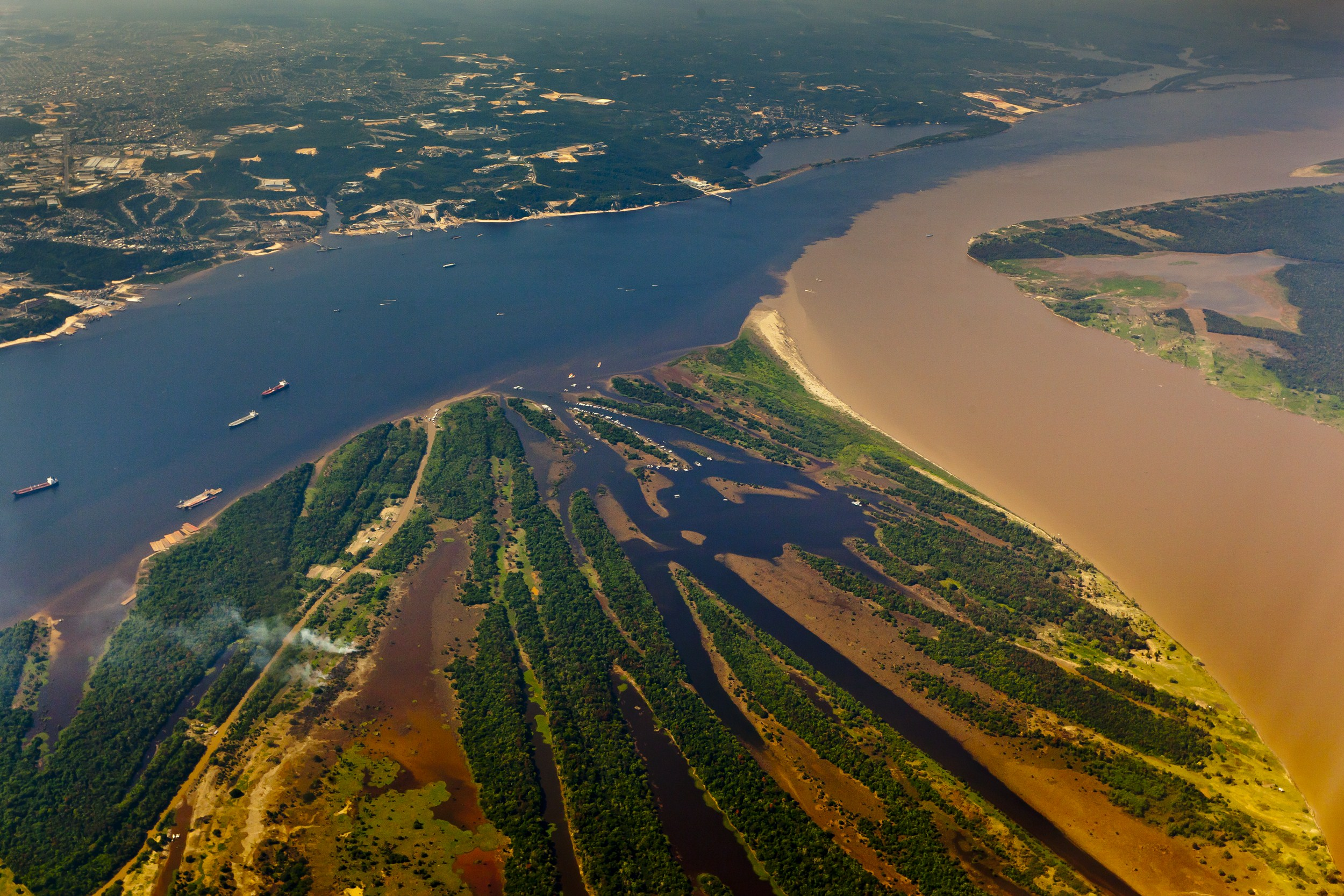
Rio delle Amazzoni: incontro delle acque, limacciose, con quelle del fiume Rio Negro, poco a valle di Manaus.

Il Brasile dispone di un complesso sistema di fiumi e nove grandi bacini idrografici, le cui acque confluiscono tutte nell'Oceano Atlantico. Il fiume più importante è il Rio delle Amazzoni, che attraversa la foresta amazzonica e il cui bacino idrografico, con un'estensione di 7050000 km², è il più vasto del mondo. Ai confini con l'Argentina e il Paraguay e all'interno del Parco nazionale dell'Iguazú si trovano le 275 cascate che scendono da varie altezze per circa quattro chilometri.
Altri fiumi importanti sono, oltre al Rio delle Amazzoni, lungo 6 992 chilometri di cui 4 000 navigabili, il Paraná e il São Francisco, il fiume più lungo che scorre totalmente in territorio brasiliano attraversando ben cinque stati, e che per metà dei suoi 2 900 chilometri è navigabile.

### Clima

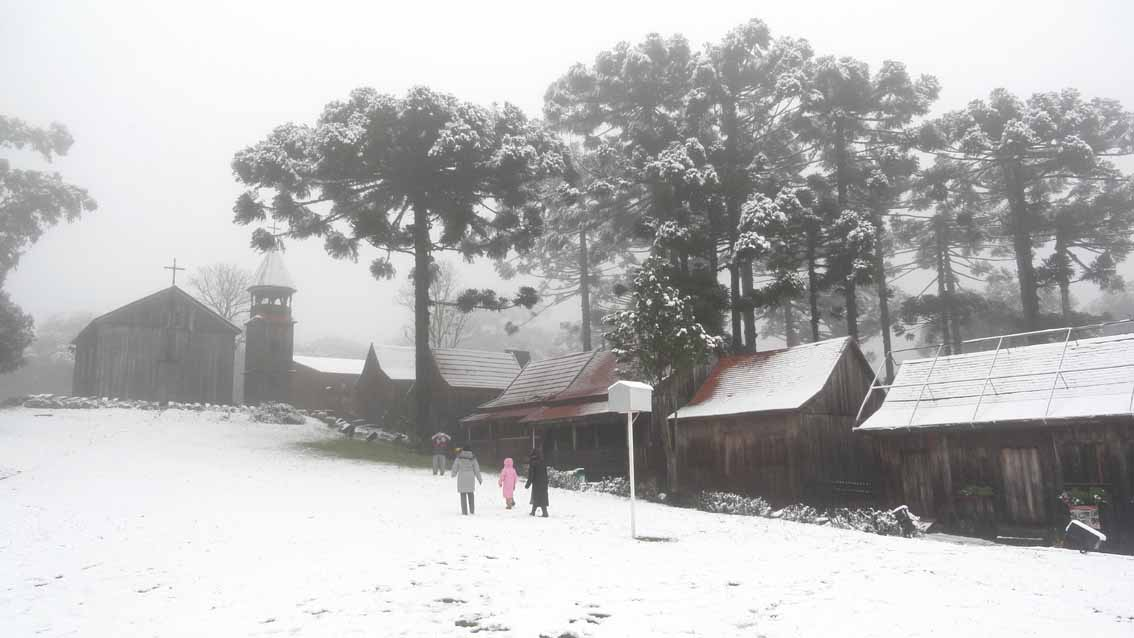
Neve a Caxias do Sul, città fondata da immigrati italiani nello stato di Rio Grande do Sul. Zona dal clima temperato
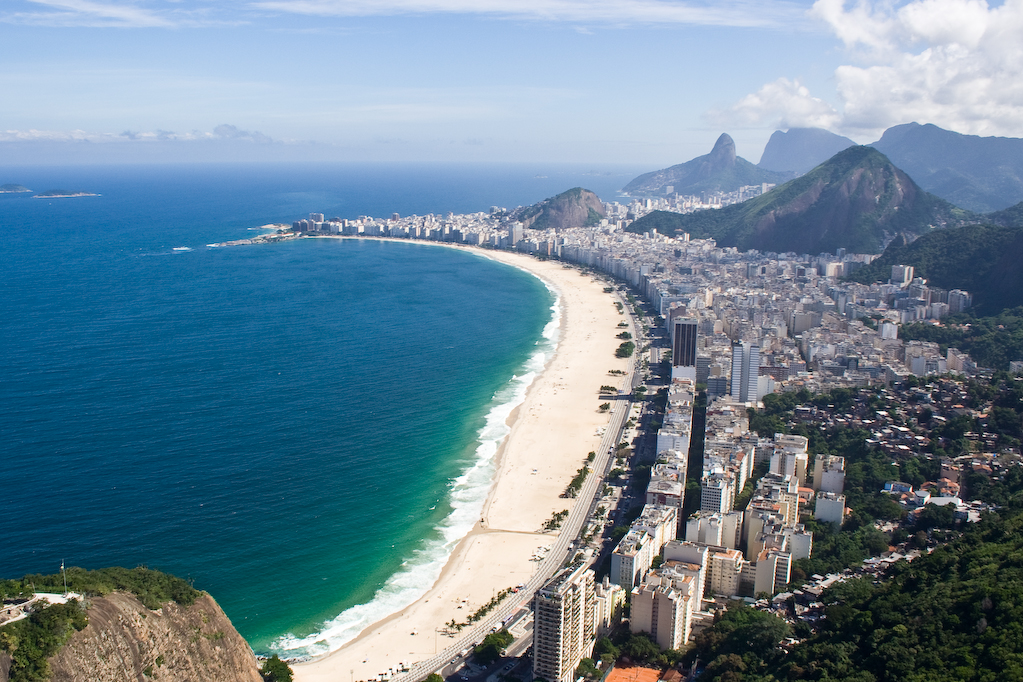
Vista di Copacabana, a Rio de Janeiro, dove il clima è di tipo prevalentemente tropicale
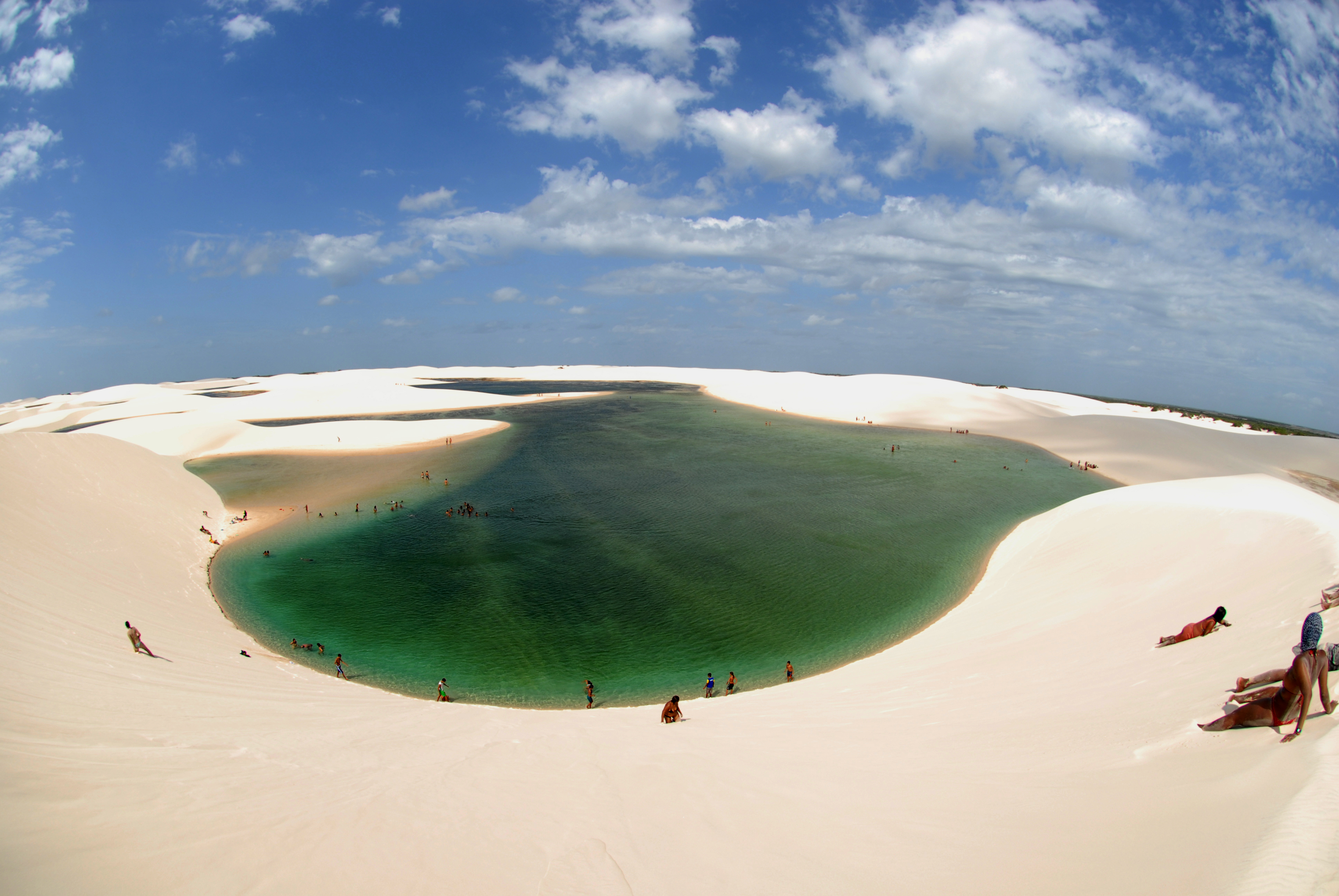
Parco nazionale dei Lençóis Maranhenses, appartenente alla fascia di Clima steppico

Il clima brasiliano ha una grande varietà di condizioni atmosferiche, vista la ricca e variegata topografia del suo territorio, comunque si può considerare che la maggior parte del paese abbia un clima tropicale. Le diverse condizioni climatiche producono diversi ambienti: a nord il clima è tropicale con temperature alte durante tutto l'anno e precipitazioni abbondanti, anche se nella regione nord-orientale esiste un clima semi arido con temperature elevate e poche precipitazioni. Nella fascia costiera meridionale il clima è caratterizzato da precipitazioni contenute e inverni miti. Sugli altopiani centro-orientali il clima è subtropicale, le temperature variano a seconda dell'altitudine, in questa zona i periodi di siccità sono frequenti e si ritiene che il loro aumento sia dovuto al prosciugamento dei cosiddetti "fiumi volanti" che sono ora al centro di un progetto che studia il fenomeno, il Flying Rivers Project. La zona sud-occidentale degli altopiani è caratterizzata da forti precipitazioni, e la zona sud-orientale ha un clima variabile. Nella foresta amazzonica si incontra un clima equatoriale umido, rendendo quest'area una delle più piovose della Terra. Il clima equatoriale presente in Amazzonia e nella regione del Mato Grosso ha temperature mediamente elevate, comprese tra i 27 e i 32 gradi Celsius.
La zona centrale presenta un clima tropicale con un inverno secco e un'estate molto piovosa. Le regioni al di sotto del Tropico del Capricorno hanno un clima temperato, e la differenza tra le stagioni più che dalle precipitazioni è provocata dalla differenza di temperatura. In questa zona le temperature medie annuali non superano i 18 °C, inoltre, non sono rare le gelate notturne nei periodi più freddi, soprattutto sui rilievi, anche se raramente si hanno precipitazioni nevose.

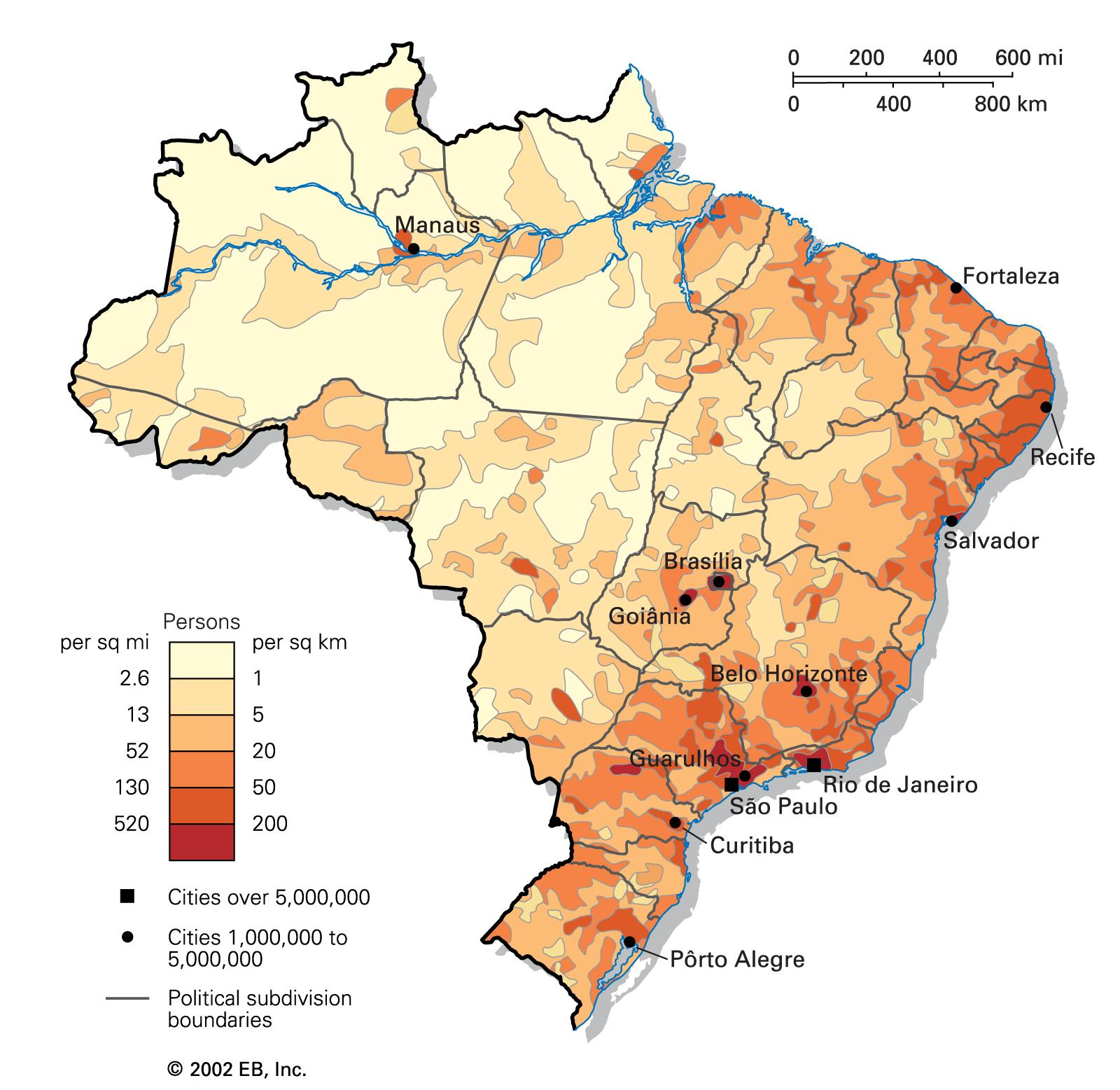
Mappa demografica del Brasile.

## Popolazione
Con più di 213 milioni di abitanti, il Brasile è il paese più popoloso dell'America Latina e il quinto Paese più popolato del mondo. Grazie all'eccezionale estensione del suo territorio, la densità del Brasile si rivela decisamente bassa: solo 25 ab./km². La popolazione, tuttavia, risulta distribuita in modo fortemente squilibrato. La densità è più alta nel litorale e nell'entroterra del centro-sud, ed è più bassa nel nord-ovest.
La popolazione brasiliana è aumentata in modo significativo tra il 1940 e il 1970, a causa di un calo del tasso di mortalità, sebbene anche il tasso di natalità abbia registrato un leggero calo nello stesso periodo. Negli anni quaranta il tasso di crescita annuo della popolazione era del 2,4%, salendo al 3% nel 1950 e rimanendo al 2,9% nel 1960, con un’aspettativa di vita in aumento da 44 a 54 anni e a 77 anni nel 2021. Il tasso di aumento della popolazione è in diminuzione dal 1960, dal 3,04% annuo tra il 1950 e il 1960 all'1,05% nel 2008 e si prevede che scenderà a un valore negativo, pari a -0,29%, nel 2050, completando così la transizione demografica.
Il Brasile è uno dei paesi più popolosi del mondo.  Secondo i dati del 2020, in Brasile vivono 212 milioni di persone. L'incremento naturale della popolazione non è elevato, è pari allo 0,7-0,8% annuo.  Il Brasile è un paese altamente urbanizzato.  La quota della popolazione urbana è superiore all’85%.  In Brasile ci sono due città che si distinguono nel mondo per le loro dimensioni: San Paolo e Rio de Janeiro.  Nelle grandi città del paese, le baraccopoli dove vivono i poveri occupano aree enormi.  In Brasile, tali aree urbane sono chiamate "favelas". Europei e mulatti costituiscono la maggioranza dei brasiliani.  La lingua di Stato e la lingua più utilizzata nella vita di tutti i giorni è il portoghese.  È al primo posto nel mondo per numero di cattolici nella composizione religiosa della popolazione.  La parte sud-orientale del Brasile, bagnata dall'Oceano Atlantico, è una delle aree più densamente popolate del mondo, mentre la foresta amazzonica, al contrario, è scarsamente popolata.

### Etnie

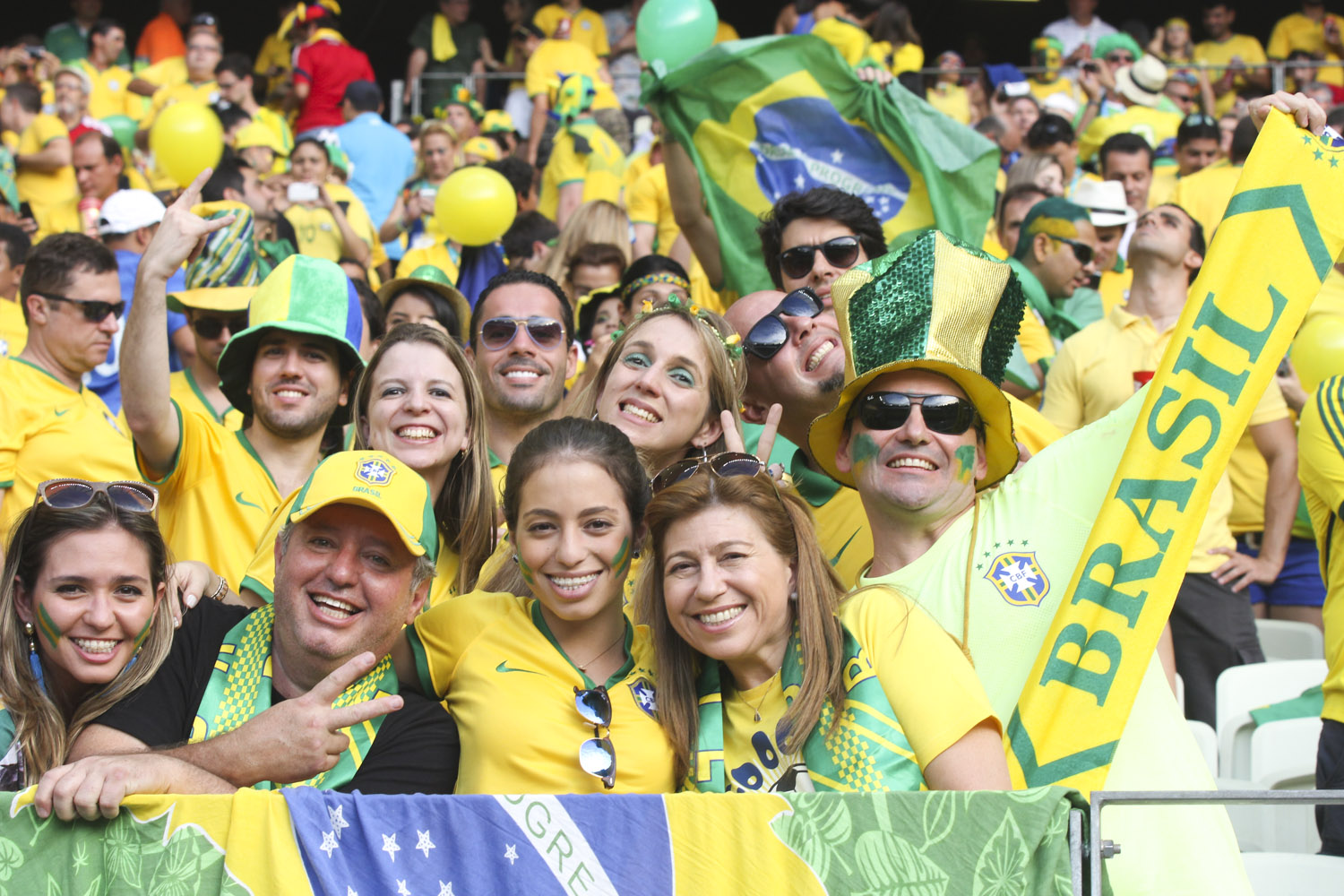
Tifosi brasiliani durante la Coppa del Mondo
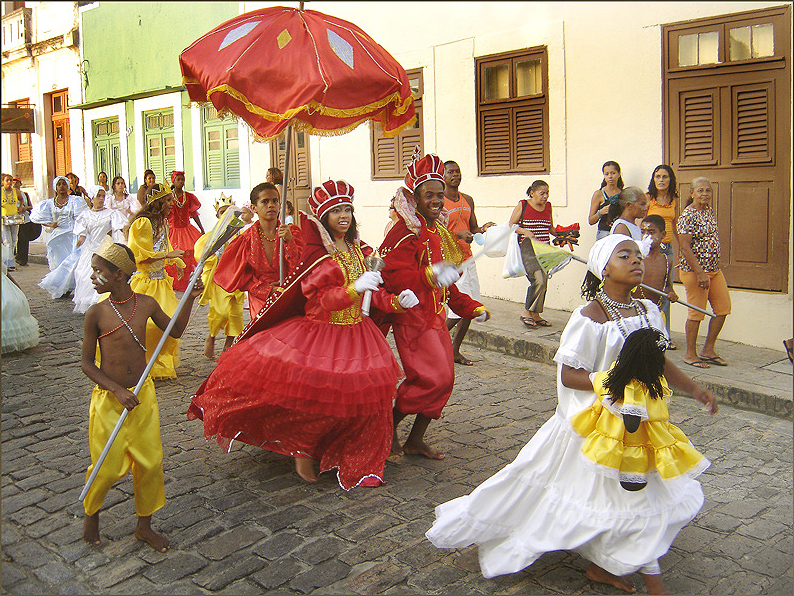
Brasiliani ballano al ritmo del maracatu, a Olinda, nello stato del Pernambuco
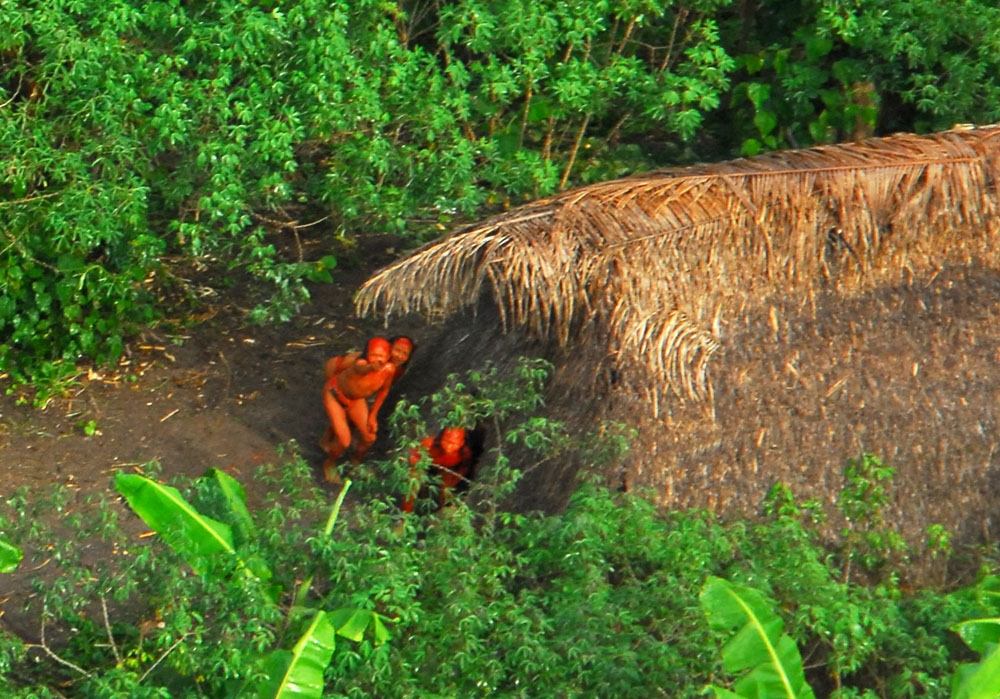
Tribù mai contattate, nello stato di Acre, nel 2009
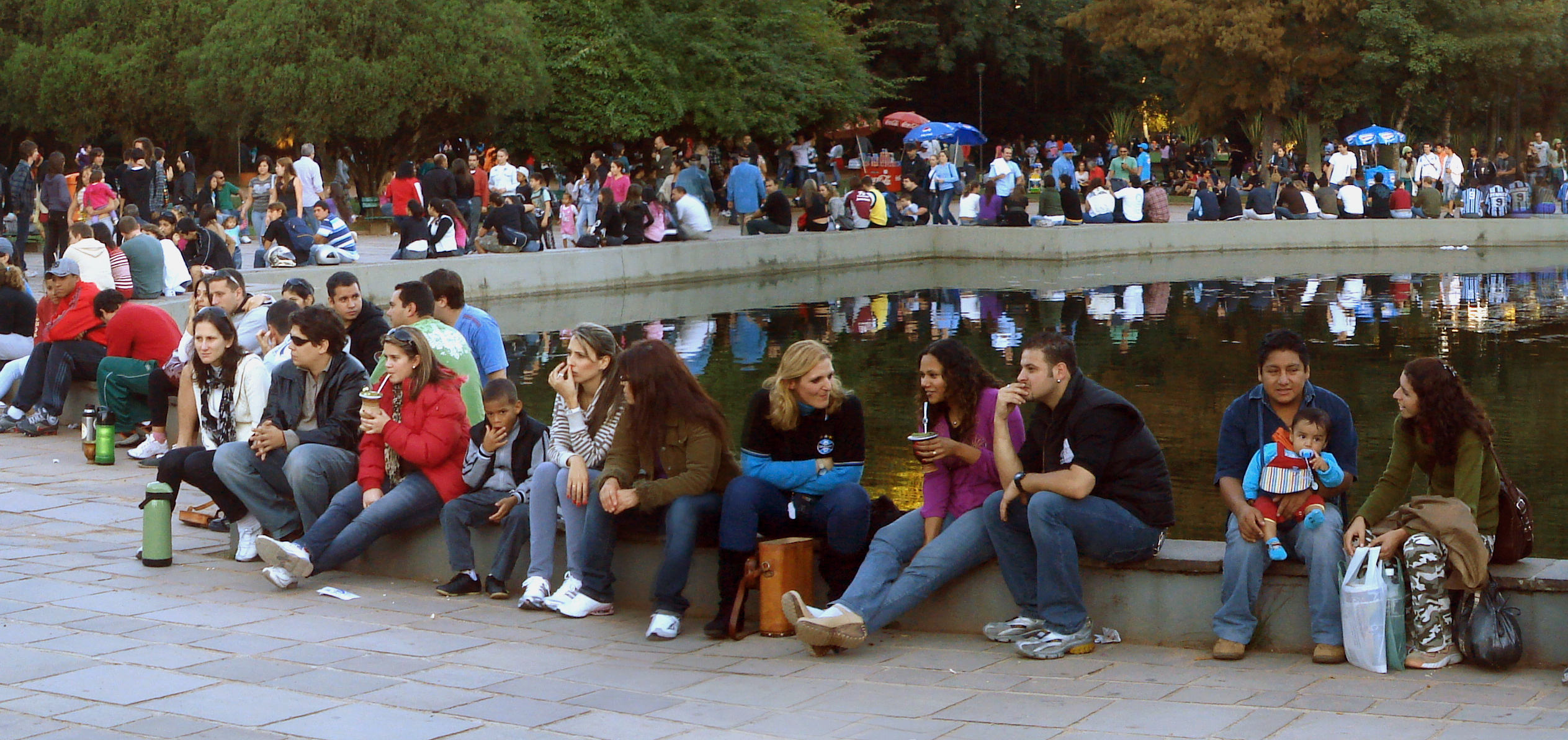
Brasiliani a Porto Alegre, nello stato del Rio Grande do Sul
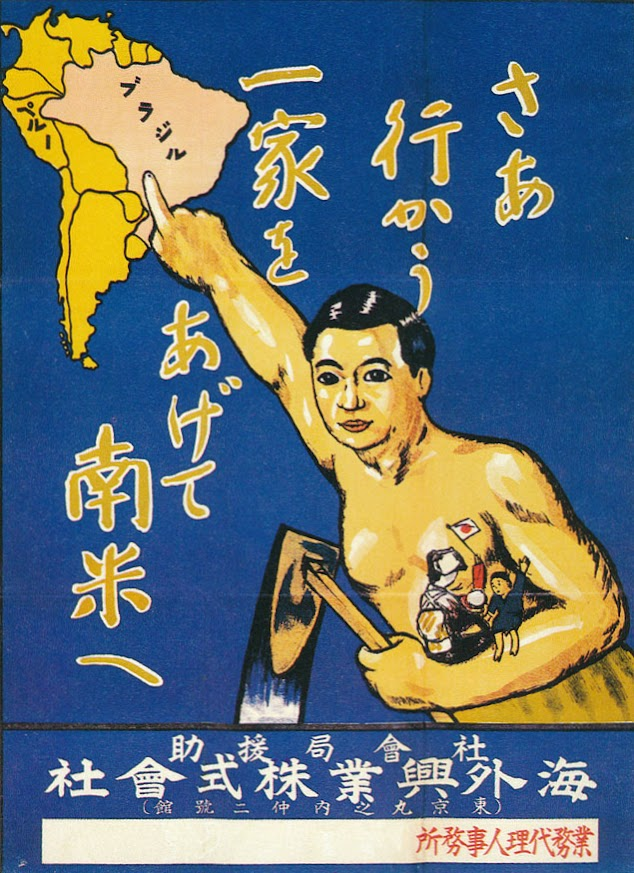
Manifesto sui Nippo-brasiliani.

Il Brasile ha una società multietnica. La popolazione brasiliana è, principalmente, discendente di indios, coloni portoghesi, schiavi africani e diversi gruppi di immigrati che sono arrivati nel Brasile soprattutto fra il 1820 e il 1970. Gli immigrati erano principalmente italiani e portoghesi, ma anche tedeschi, spagnoli, giapponesi e siriani-libanesi. Dall'arrivo dei portoghesi in Brasile nel 1500, si è verificato un intenso incrocio di razze tra amerindi, europei e africani nel Paese.
Secondo l'Instituto Brasileiro de Geografia e Estatística, la maggior parte della popolazione brasiliana si considera di colore bianco (47,33%). Il 43,13% si considera pardo (di colore marrone) e il 7,61% di colore nero. L'1,09% della popolazione è di origine asiatica e lo 0,8% è composto da indios.
- Persone di origine europea si trovano in tutto il Brasile, ma sono più numerose in proporzione negli Stati del sud e del sud-est:[31] come negli Stati di Santa Catarina,[31] Paraná, Rio Grande do Sul al sud e San Paolo, Minas Gerais, Espírito Santo al sud-est. In particolare nel XIX secolo, la maggioranza d'immigrati europei si stabiliva infatti in quelle zone, più che nel resto del Brasile.
- Persone di origine africana sono presenti in tutto il Brasile, ma sono più numerose in proporzione negli Stati della costa centrale, come in tutto il Nord-est del Brasile, ma anche nello Stato di Espírito Santo, a Rio de Janeiro e negli Stati di Minas Gerais e San Paolo. Ciò dipende dal fatto che in passato un gran numero di africani, prevalentemente originari dell'Angola, arrivò per lavorare nei campi di canna da zucchero, nelle miniere d'oro e nelle piantagioni di caffè.[31].
- Mulatti e meticci si trovano in tutto il Brasile. Secondo studi genetici, la maggior parte dei brasiliani hanno un certo grado di antenati con etnia mista.
- Le persone di origine asiatica sono lo 0,5% della popolazione brasiliana.[31] La maggioranza degli asiatici sono di origine giapponese, anche se negli ultimi decenni sono arrivati molti immigrati coreani e cinesi.[32] In Brasile vive la più grande comunità di origine giapponese del mondo, soprattutto nello Stato di San Paolo.[33] Si stima che siano 1,5 milioni i brasiliani di origine giapponese, 190 000 i cinesi[32] e 100 000 i coreani.[32] Gli asiatici di origine giapponese sono più comuni negli Stati di San Paolo,[34] Paraná,[34] Mato Grosso do Sul[34] e Pará.[34]
- Popolazione indigena: In Brasile vivono circa 240 tribù per un totale di circa 1,6 milioni di persone.[30] La maggioranza degli indigeni si trova negli Stati del nord.[31] Nel Paese, inoltre, vive anche il maggior numero di tribù incontattate al mondo (ovvero tribù che non hanno alcun contatto pacifico con l'esterno): secondo il FUNAI, il Dipartimento brasiliano agli Affari Indigeni, i gruppi incontattati che vivono nella foresta amazzonica brasiliana sono almeno 77[35].

### Origine genetica
Diversi studi genetici dimostrano che in media i brasiliani hanno genetica europea, africana e amerindia, in percentuali variabili in base alle regioni.
| Medie della mappa genetica dei brasiliani, per regione | Medie della mappa genetica dei brasiliani, per regione | Medie della mappa genetica dei brasiliani, per regione | Medie della mappa genetica dei brasiliani, per regione |
| Regione                                                | Europea                                                | Africana                                               | Indigena                                               |
| ------------------------------------------------------ | ------------------------------------------------------ | ------------------------------------------------------ | ------------------------------------------------------ |
| Nord                                                   | 50%                                                    | 12%                                                    | 38%                                                    |
| Nord-est                                               | 65%                                                    | 25%                                                    | 10%                                                    |
| Centro-Ovest                                           | 71%                                                    | 19%                                                    | 10%                                                    |
| Sud-Est                                                | 80%                                                    | 15%                                                    | 5%                                                     |
| Sud                                                    | 89%                                                    | 8%                                                     | 5%                                                     |
| Brasile                                                | 71%                                                    | 15,4%                                                  | 13,6%                                                  |

Secondo uno studio genetico del 2014, i brasiliani pardo ("marroni") avevano il 68% di antenati europei, il 20% di africani e il 12% di indigeni. A loro volta, i brasiliani "bianchi" avevano l'88% di ascendenza europea, il 6% africana e il 6% indigena e i brasiliani "neri" il 56% di antenati africani, il 41% europei e il 3% indigena. In generale, i brasiliani, siano essi "marroni", "bianchi" o "neri", hanno le tre origini (europea, africana e indigena), che variano solo in gradi. Secondo uno studio genetico del 2018, l'ascendenza europea che predomina in Brasile proviene da antenati portoghesi, sebbene nel sud del Paese l'ascendenza italiana e tedesca sia forte.

### Comunità italiana
| Immigrazione italiana verso il Brasile (1876-1920) Fonte: Instituto Brasileiro de Geografia e Estatística. URL consultato il 25 aprile 2018 (archiviato dall'url originale il 29 settembre 2007).(IBGE) |                     |                    |                     |
| Regione di origine | Numero di immigrati | Regione di origine | Numero di immigrati |
| Veneto | 365 710             | Sicilia            | 44 390              |
| Campania | 166 080             | Piemonte           | 40 336              |
| Calabria | 113 155             | Puglia             | 34 833              |
| Lombardia | 105 973             | Marche             | 25 074              |
| Abruzzi e Molise | 93 020              | Lazio              | 15 982              |
| Toscana | 81 056              | Umbria             | 11 818              |
| Emilia-Romagna | 59 877              | Liguria            | 9 328               |
| Basilicata | 52 888              | Sardegna           | 6 113               |
| Totale: 1 243 633 |                     |                    |                     |
| Immigrazione italiana verso il Brasile per decennio Fonte: (IBGE) |                     |                    |                     |
| Decennio | Numero di immigrati | Decennio           | Numero di immigrati |
| 1884-1893 | 510 533             | 1924-1933          | 70 177              |
| 1894-1903 | 537 784             | 1945-1949          | 15 312              |
| 1904-1913 | 196 521             | 1950-1954          | 59 785              |
| 1914-1923 | 86 320              | 1955-1959          | 31 263              |

I primi immigrati italiani arrivarono in Brasile nel febbraio 1874 nello Stato di Espírito Santo. Erano contadini trentini e veneti attirati dal lavoro come piccoli coltivatori nelle colonie ufficiali e nelle fazendas del paese. Più di un milione e mezzo di italiani emigrarono in Brasile fra il 1880 e il 1950. Più della metà proveniva dal nord-Italia, con 30% dal Veneto..
L'emigrazione verso il Brasile fu favorita a partire dal 1888, quando fu abolita la schiavitù, e il governo brasiliano incoraggiò l'arrivo di immigrati italiani per sostituire gli schiavi come manodopera nelle piantagioni di caffè.
La maggior parte degli italiani trovarono lavoro nelle piantagioni di caffè brasiliane nello Stato di San Paolo e Minas Gerais o nelle piccole proprietà nel sud del paese (odierni Stati di Rio Grande do Sul, Santa Catarina e Paraná). Gli italiani si insediarono maggiormente nel sudest del Paese, la regione più ricca del Brasile.
Nel 1925, il governo italiano stimò che gli italiani e loro discendenti erano il 6% della popolazione del Brasile e il 15% dei bianchi. Secondo il censimento brasiliano del 1940, 1 260 931 brasiliani dichiaravano di essere figli di padre italiano, e 1 069 862 figli di madre italiana. I nati in Italia erano 285 000 e 40 000 erano stati naturalizzati brasiliani. Pertanto, a quella data, gli italiani e i loro figli erano poco più del 3,8% della popolazione del Brasile.
Secondo stime recenti, oggi il 15% della popolazione brasiliana sarebbe di origine italiana, ovvero circa 30 milioni di persone, risultando quindi la più numerosa popolazione di oriundi italiani nel mondo. Secondo un'altra ricerca condotta nel 1999 dall'ex presidente dell'IBGE, il 15,4% dei brasiliani hanno affermato di avere origini italiane. In una popolazione di 217.684.800 milioni di brasiliani, sono 33.523.459 milioni di persone. Secondo un'altra ricerca condotta nel 2016, 7,7% dei brasiliani hanno un cognome di origine italiana. La maggior parte dei brasiliani di origine italiana appartengono oggi alla classe media del Brasile e guadagnano salari superiori alla media nazionale.

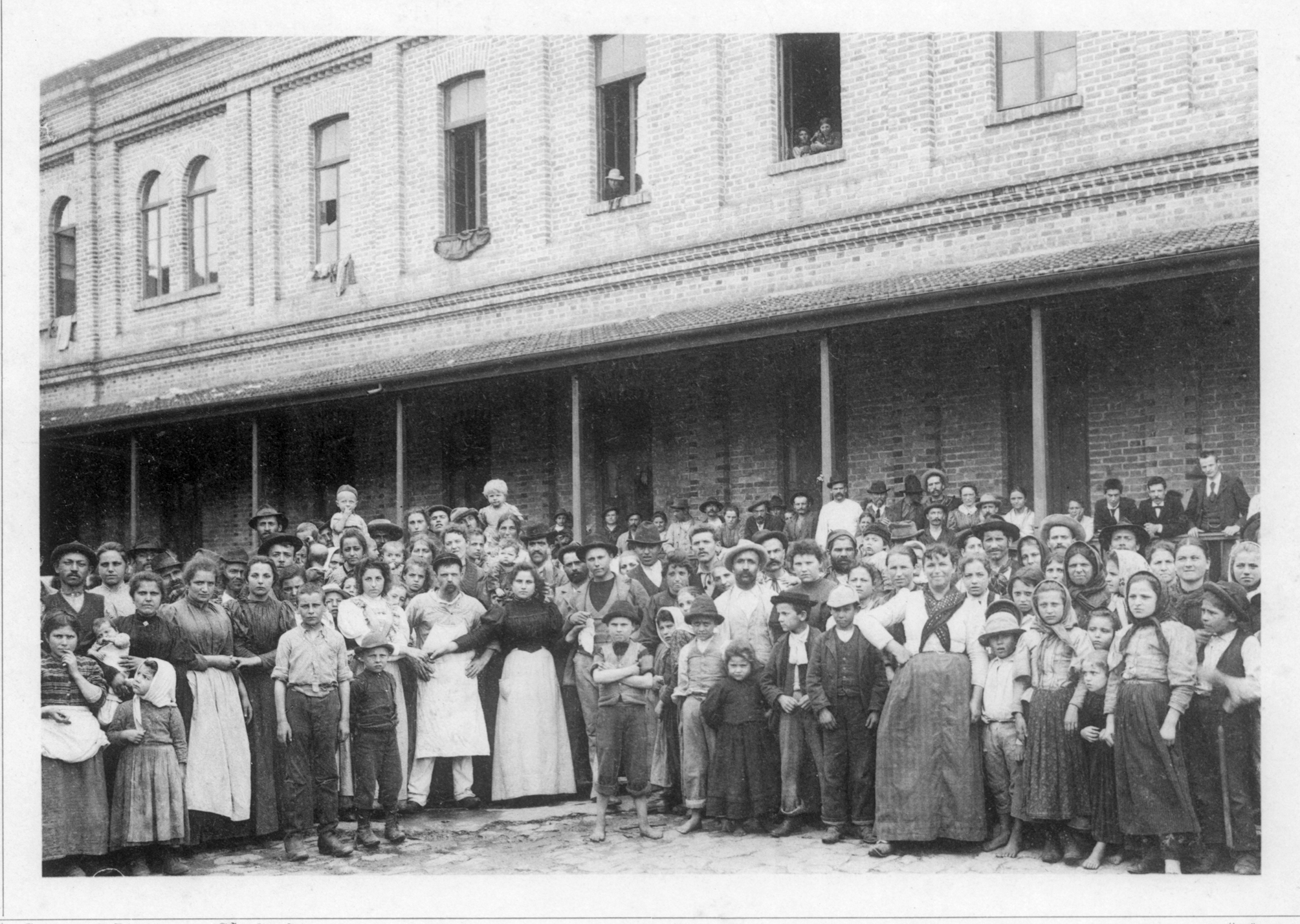
Immigrati italiani in una fabbrica di San Paolo, all'inizio del secolo scorso

Diverse persone importanti della società brasiliana sono di origini italiane. Il Brasile già ha avuto quattro Presidenti della Repubblica di origine italiana: Pascoal Ranieri Mazzilli, Emílio Garrastazu Médici, Itamar Franco e Jair Bolsonaro.

### Religione

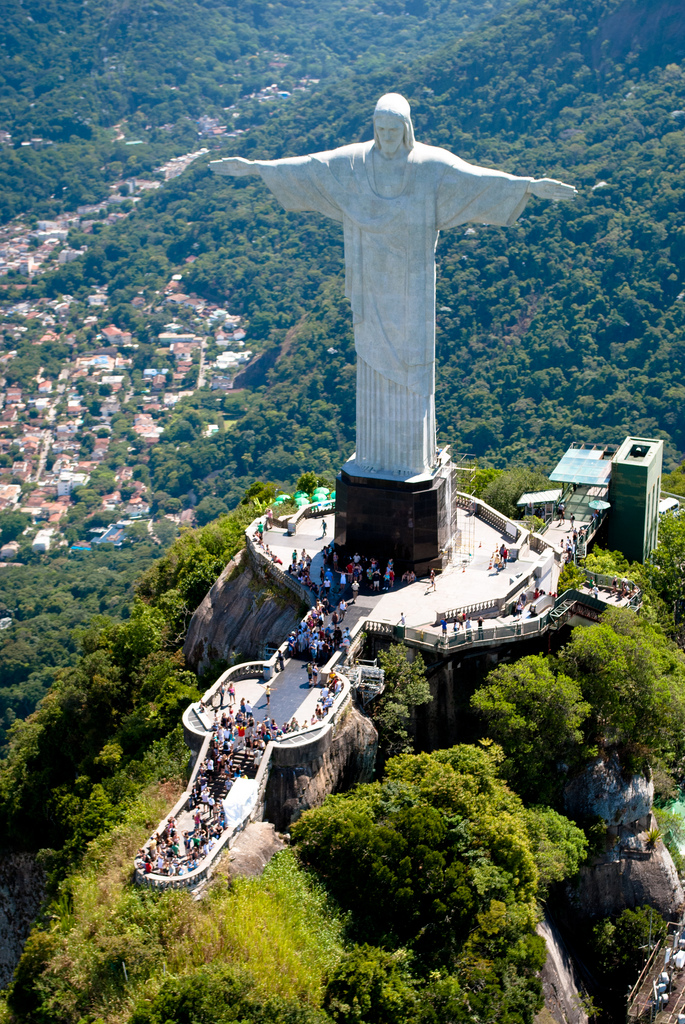
La statua del Cristo Redentore, a Rio de Janeiro

La religione in Brasile si è evoluta dall'incontro della Chiesa Cattolica con la religione tradizionale dei discendenti degli schiavi africani e della popolazione indigena.
La religione predominante è quella cattolica (64,6%), seguita dal protestantesimo con il 22,2%.
Particolarmente pronunciato in Brasile è stato il progressivo e costante aumento dei protestanti, passati dal 15,4% del 2000 al 22,2% del 2010, nello stesso periodo la Chiesa Cattolica è diminuita dal 73,6% al 64,6% con una perdita di circa 12 milioni di fedeli. In trent'anni la percentuale degli evangelici è passata dal 6,6% al 22,2%. In particolare, gli evangelici pentecostali nel 2009, secondo uno studio del Centro de Políticas Sociais da Fundação Getúlio Vargas (FGV), costituivano quasi il 13% della popolazione brasiliana.
Altri movimenti religiosi evangelici costituiscono il 7% del totale della popolazione, mentre le altre religioni minori costituiscono, tutte assieme, non più del 7% del totale. Tra queste ultime, l'1,65% segue lo spiritismo, dottrina filosofica che proprio in Brasile ha uno dei più alti numeri di adepti. Secondo il censimento del 2000 inoltre, lo 0,31% è di religione afro-brasiliana, lo 0,13% è di religione buddista, lo 0,05% ebrea, lo 0,02% islamica, lo 0,01% di religioni indigene, mentre il 7,35% è ateo.

## Società

### Lingue e dialetti

Comuni in cui il talian (o veneto brasiliano) è co-ufficiale nello Stato del Rio Grande do Sul

Il portoghese è la lingua ufficiale del Brasile ed è parlato da quasi tutti i suoi abitanti. Il Brasile è l'unico Paese di lingua portoghese nelle Americhe e il portoghese è una parte importante della identità nazionale brasiliana, dandole una cultura nazionale distinta da quella dei suoi vicini ispanofoni. Il portoghese parlato in Brasile fu influenzato dalle lingue africane e indigene. Di conseguenza, la lingua usata nel Paese sudamericano differisce, per lo più in fonologia, dalla lingua parlata in Portogallo e negli altri Paesi di lingua portoghese.
Si registra una crescita significativa dell'inglese parlato da gran parte della popolazione brasiliana, soprattutto dopo l'arrivo delle grandi multinazionali americane negli ultimi decenni, ed è in aumento anche lo spagnolo, motivo del forte numero di immigrati dai vicini paesi ispanofoni.
Il censimento del 2010 ha registrato 305 gruppi indigeni nel Brasile che parlano 274 lingue diverse. Degli indigeni che hanno 5 o più anni (786.674 persone), il 37,4% parla una lingua indigena e il 76,9% parla il portoghese. Coloro che parlano una lingua indigena si trovano soprattutto nelle regioni settentrionali del Brasile.
Come risultato dell'immigrazione italiana verso il Brasile, la lingua veneta è parlata in alcune regioni degli Stati meridionali di Rio Grande do Sul e Santa Catarina, nella regione è conosciuta con il nome di talian. Questa lingua ha una struttura fonologica, morfologica e lessicale veneta con caratteristiche strutturali dei dialetti vicentino, padovano, trevigiano e feltrino-bellunese, più influenze dei dialetti lombardi e del portoghese. Nel 2014, il talian è stato dichiarato parte del patrimonio culturale del Brasile ("Língua e referência cultural brasileira"); secondo la stima divulgata in questa occasione, il veneto brasiliano sarebbe parlato da circa 500 000 persone in 133 città brasiliane. Il talian è parlato soprattutto nelle aree rurali e dagli anziani, ed è in pericolo di estinzione.
Anche negli Stati del sud, discendenti di immigrati tedeschi conservano le loro lingue, soprattutto il dialetto hunsrückisch (originario della Germania sud-occidentale), e il pomerano (originario della regione del mar Baltico). Come accade per il talian, queste lingue stanno scomparendo in Brasile, specialmente tra i giovani.

## Ordinamento dello Stato

### Suddivisioni amministrative
Il Brasile è composto da 26 stati federati, più il Distretto Federale.
| Bandiera | Stato               | Sigla | Capitale       | Area (km²)  | Popolazione (2021) | Densità (2021) |
| -------- | ------------------- | ----- | -------------- | ----------- | ------------------ | -------------- |
|          | Acre                | AC    | Rio Branco     | 152 581,4   | 906 876            | 5,94           |
|          | Alagoas             | AL    | Maceió         | 27 767,7    | 3 365 351          | 121,19         |
|          | Amapá               | AP    | Macapá         | 142 814,6   | 877 613            | 6,14           |
|          | Amazonas            | AM    | Manaus         | 1 570 745,7 | 4 269 995          | 2,71           |
|          | Bahia               | BA    | Salvador       | 564 692,7   | 14 985 284         | 26,53          |
|          | Ceará               | CE    | Fortaleza      | 148 825,6   | 9 240 580          | 62,08          |
|          | Distretto Federale  | DF    | Brasilia       | 5 801,937   | 3 094 325          | 533,32         |
|          | Espírito Santo      | ES    | Vitória        | 46 077,5    | 4 108 508          | 89,16          |
|          | Goiás               | GO    | Goiânia        | 340 086,7   | 7 206 589          | 21,19          |
|          | Maranhão            | MA    | São Luís       | 331 983,3   | 7 153 262          | 21,54          |
|          | Mato Grosso         | MT    | Cuiabá         | 903 357,9   | 3 567 234          | 3,94           |
|          | Mato Grosso do Sul  | MS    | Campo Grande   | 357 125,0   | 2 839 188          | 7,95           |
|          | Minas Gerais        | MG    | Belo Horizonte | 586 528,3   | 21 411 923         | 36,50          |
|          | Pará                | PA    | Belém          | 1 247 689,5 | 8 777 124          | 7.03           |
|          | Paraíba             | PB    | João Pessoa    | 56 439,8    | 4 059 905          | 71,93          |
|          | Paraná              | PR    | Curitiba       | 199 314,9   | 11 597 484         | 58,18          |
|          | Pernambuco          | PE    | Recife         | 98 311,6    | 9 674 793          | 98,40          |
|          | Piauí               | PI    | Teresina       | 251 529,2   | 3 289 290          | 13,07          |
|          | Rio de Janeiro      | RJ    | Rio de Janeiro | 43 696,1    | 17 463 349         | 399,65         |
|          | Rio Grande do Norte | RN    | Natal          | 52 796,8    | 3 560 903          | 67,44          |
|          | Rio Grande do Sul   | RS    | Porto Alegre   | 281 748,5   | 11 466 630         | 40,69          |
|          | Rondônia            | RO    | Porto Velho    | 237 576,2   | 1 815 278          | 7.64           |
|          | Roraima             | RR    | Boa Vista      | 224 299,0   | 652 713            | 2,91           |
|          | Santa Catarina      | SC    | Florianópolis  | 95 346,2    | 7 338 473          | 76,96          |
|          | San Paolo           | SP    | San Paolo      | 248 209,4   | 46 649 132         | 187,94         |
|          | Sergipe             | SE    | Aracaju        | 21 910,3    | 2 338 474          | 106.7          |
|          | Tocantins           | TO    | Palmas         | 277 620,9   | 1 607 363          | 5,78           |

### Città principali

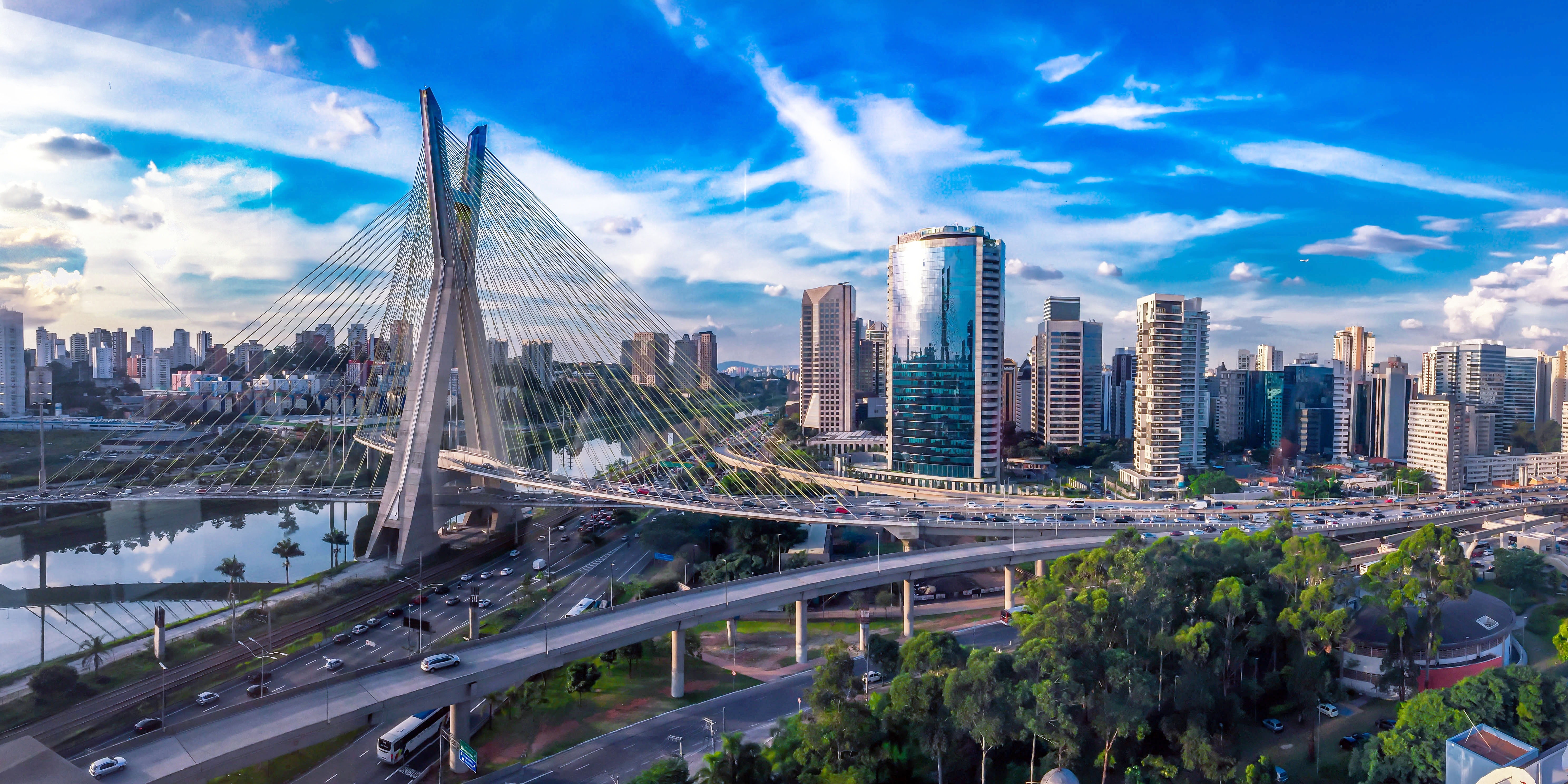
San Paolo, capitale dello Stato omonimo

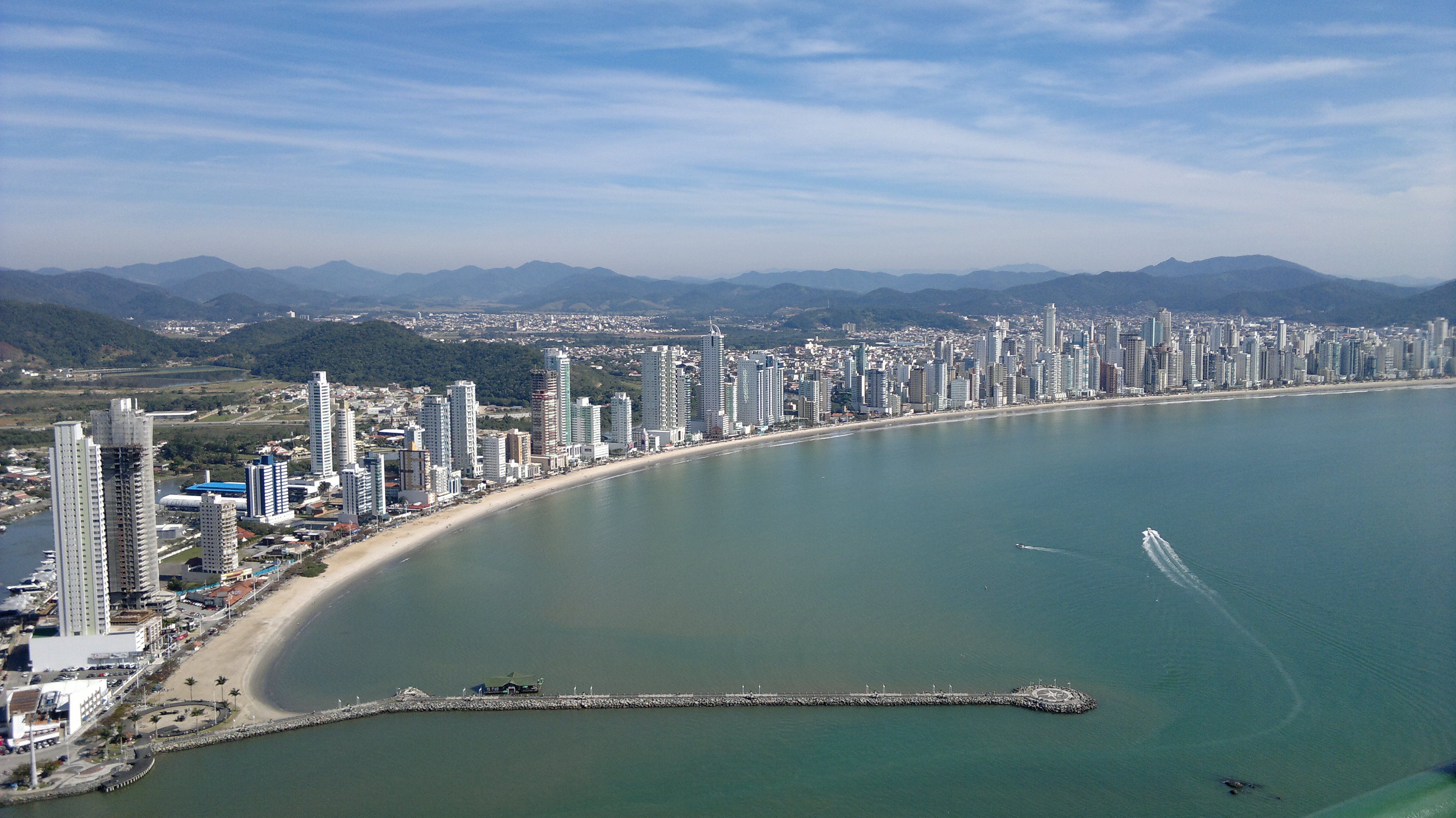
Balneário Camboriú, nello stato di Santa Catarina

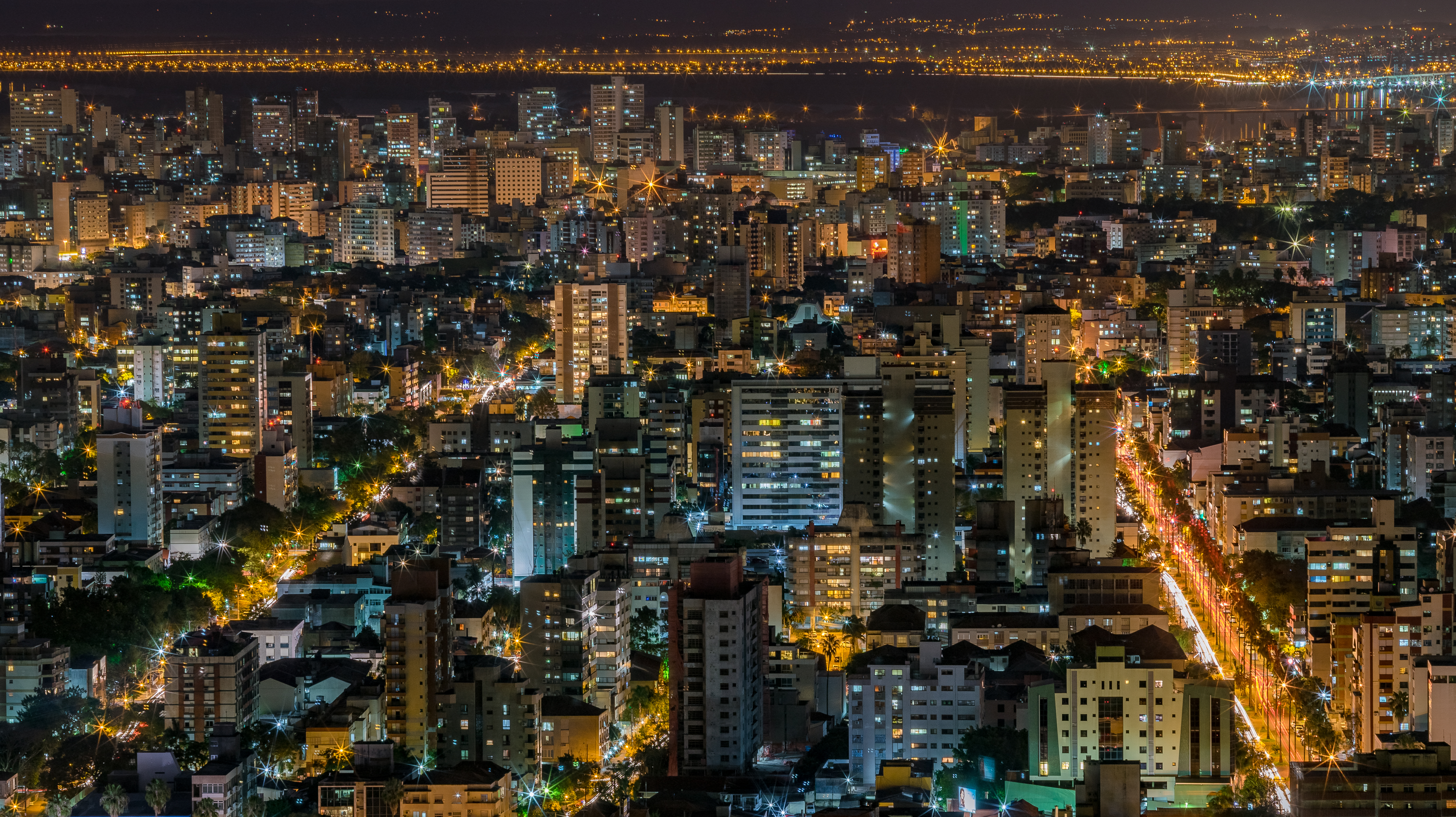
Porto Alegre, capitale dello Stato di Rio Grande do Sul.

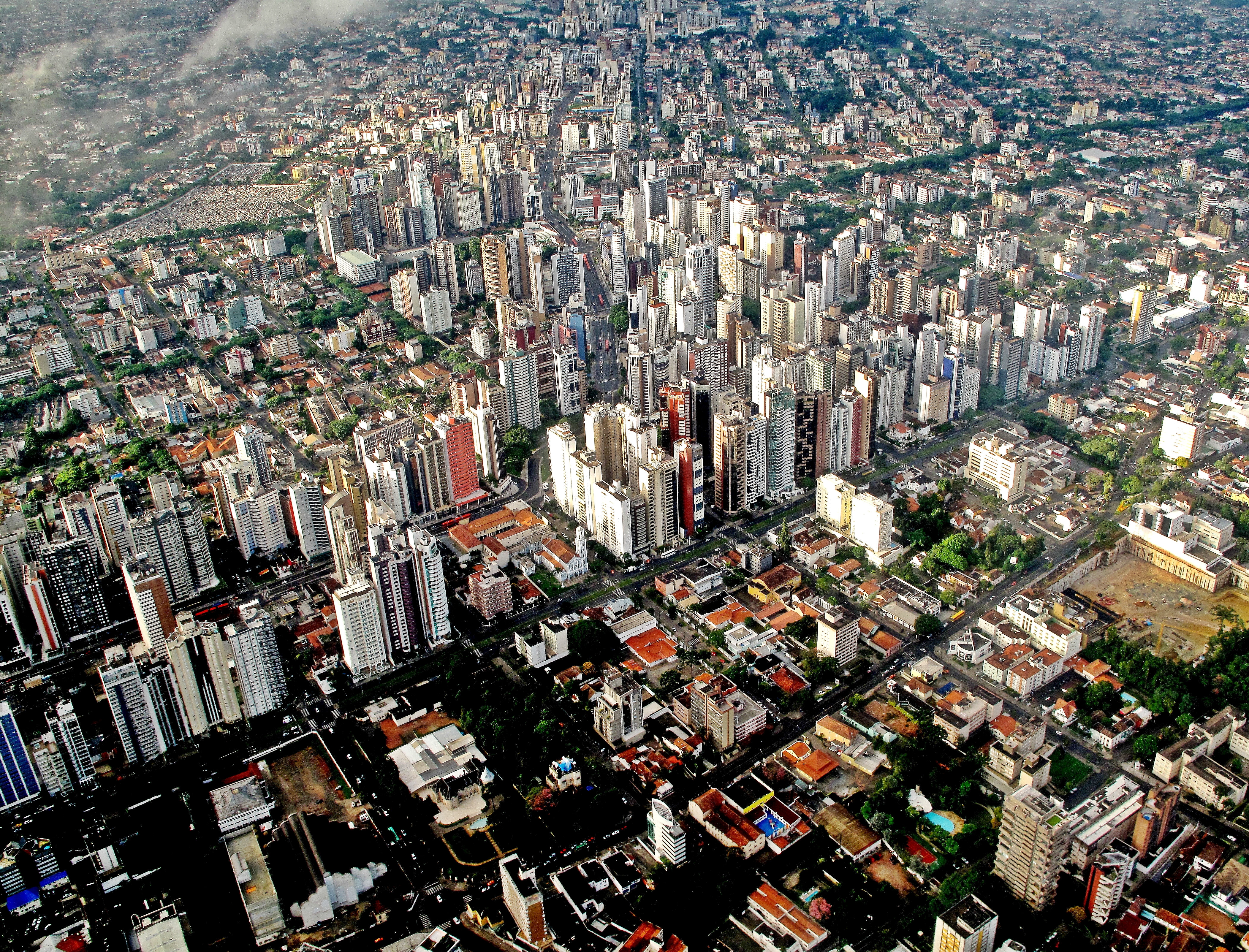
Curitiba, capitale dello Stato di Paraná

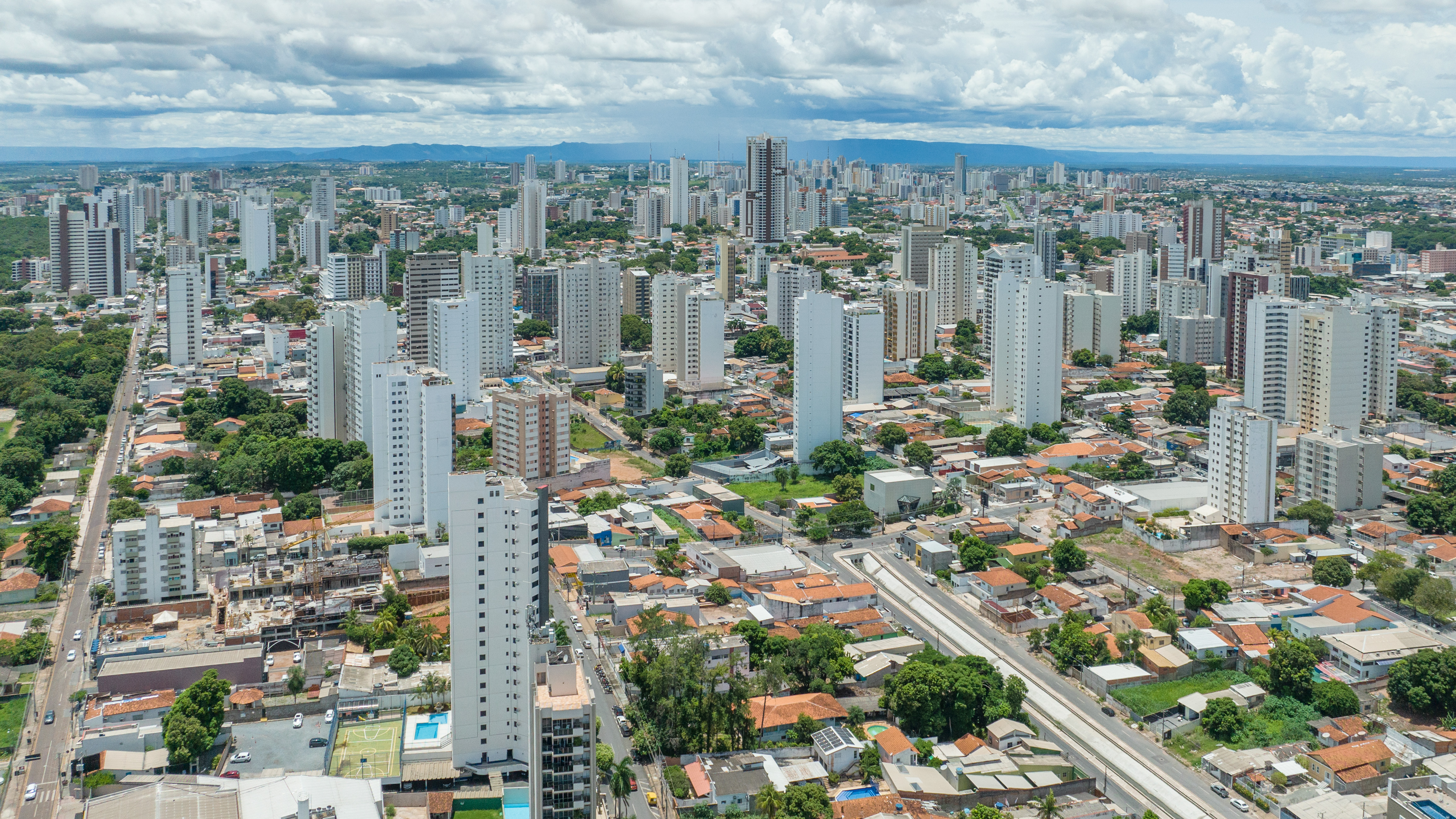
Cuiabá, capitale dello Stato di Mato Grosso

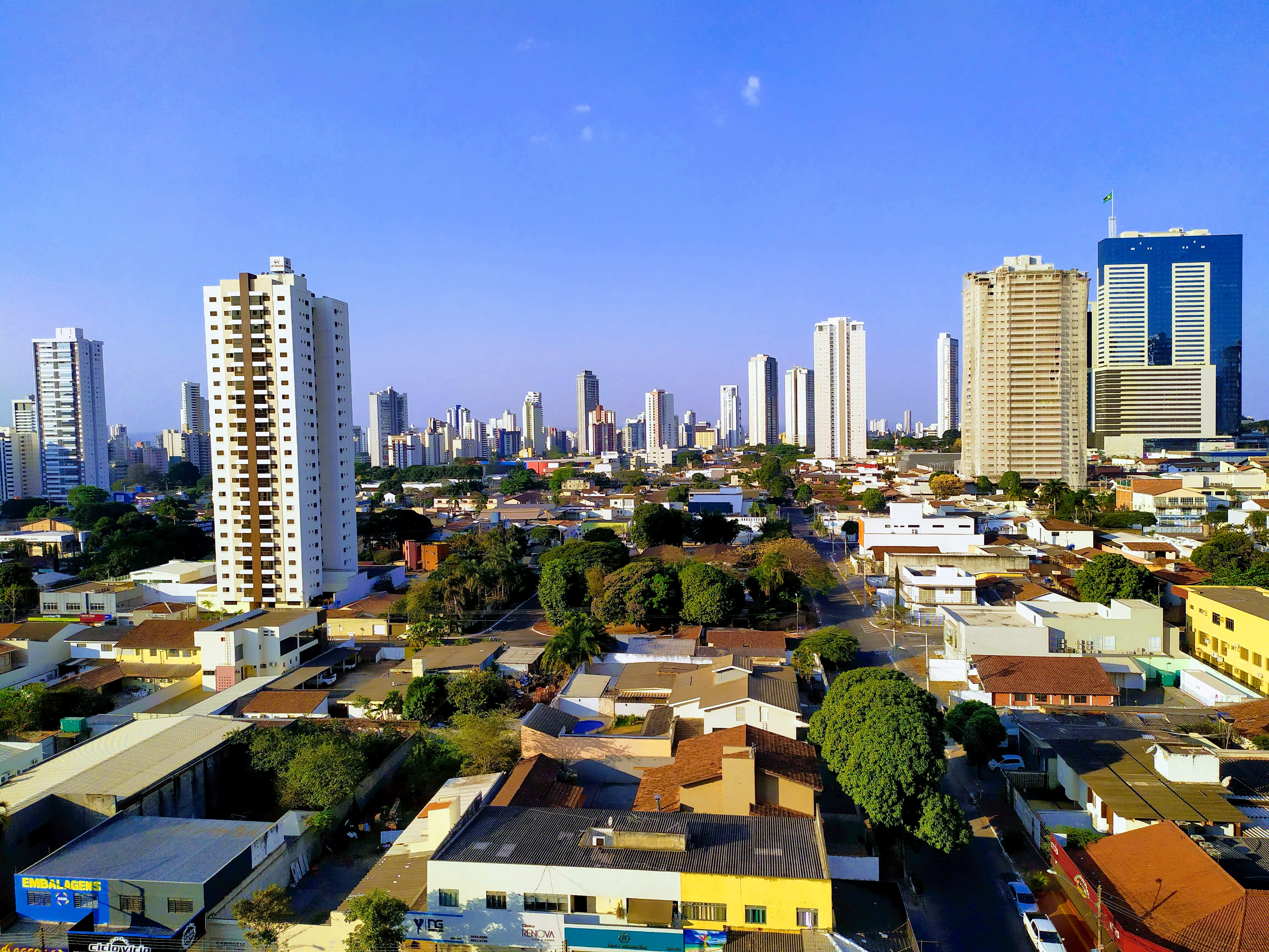
Goiânia, capitale dello Stato di Goiás.

Le città principali del Brasile sono São Paulo (nella cui area metropolitana vivono 21 milioni di persone,) Rio de Janeiro che è la precedente capitale, Brasilia l'odierna capitale, Belo Horizonte, Salvador che fu la prima capitale, Fortaleza, Recife, Curitiba, Porto Alegre e Manaus.
Nella lista sottostante, sono contrassegnate in grassetto le città capitali di Stato.
| Posizione | Città           | Stato               | Abitanti (2021) |
| --------- | --------------- | ------------------- | --------------- |
| 1         | San Paolo       | San Paolo           | 12 396 372      |
| 2         | Rio de Janeiro  | Rio de Janeiro      | 6 775 561       |
| 3         | Brasilia        | Distretto Federale  | 3 094 325       |
| 4         | Salvador        | Bahia               | 2 900 319       |
| 5         | Fortaleza       | Ceará               | 2 703 391       |
| 6         | Belo Horizonte  | Minas Gerais        | 2 530 701       |
| 7         | Manaus          | Amazonas            | 2 255 903       |
| 8         | Curitiba        | Paraná              | 1 963 726       |
| 9         | Recife          | Pernambuco          | 1 661 017       |
| 10        | Porto Alegre    | Rio Grande do Sul   | 1 492 530       |
| 11        | Goiânia         | Goiás               | 1 555 626       |
| 12        | Belém           | Pará                | 1 506 420       |
| 13        | Guarulhos       | San Paolo           | 1 404 694       |
| 14        | Campinas        | San Paolo           | 1 223 237       |
| 15        | São Luís        | Maranhão            | 1 115 932       |
| 16        | São Gonçalo     | Rio de Janeiro      | 1 098 357       |
| 17        | Maceió          | Alagoas             | 1 031 597       |
| 18        | Duque de Caxias | Rio de Janeiro      | 929 449         |
| 19        | Campo Grande    | Mato Grosso do Sul  | 916 001         |
| 20        | Natal           | Rio Grande do Norte | 896 708         |

### Istituzioni
Il Brasile è una Repubblica presidenziale federale con una netta separazione fra il potere esecutivo, legislativo e giudiziario.
Il potere esecutivo è guidato dal Presidente della Repubblica che è capo di Stato e di Governo. Eletto per un mandato di quattro anni con possibilità di rielezione, può applicare le leggi in vigore e proporne altre riguardanti la sua competenza. Vengono inoltre compresi i ministeri e le segreterie speciali.
Il potere legislativo è di esclusiva competenza del Congresso Nazionale del Brasile, formato dalla Camera dei Deputati (513 membri) eletti ogni 4 anni e del Senato (81 membri) eletti ogni 8 anni.

#### Costituzione
La Costituzione del Brasile è stata promulgata il 5 ottobre 1988.

#### Ordinamento scolastico
- Tasso di alfabetizzazione: 97%.[70]
- Studenti universitari: 5 650 000.
- Facoltà universitarie riconosciute dal Ministero della Pubblica Istruzione brasiliano: 2 358.[71]

L'istruzione di base è garantita a tutti ma la difficoltà nel censire gli abitanti nei grossi agglomerati urbani genera una grande difficoltà da parte del governo a obbligare i piccoli a frequentare la scuola. Per poter accedere alle università pubbliche è necessario passare un esame di ammissione, detto "vestibular", normalmente sono frequentate dai ricchi in quanto hanno potuto frequentare scuole superiori a pagamento, la classe povera che frequenta le scuole superiori pubbliche ha qualche difficoltà ad accedere ai corsi universitari statali.

#### Università
Risale al 19 dicembre 1912 l'istituzione dell'Università federale del Paraná, università pubblica con sede principale a Curitiba, di rilevanza internazionale. Ma la più grande università federale del Brasile è l'Università federale di Rio de Janeiro, istituita (Accademia reale), il 17 dicembre 1792.

#### Sistema sanitario
Il sistema sanitario pubblico non è sufficiente e in molte regioni gli abitanti utilizzano le assicurazioni sanitarie private, stipulando contratti di salute denominati "Plano de Saúde", con pagamento mensile. Chi può permettersi il Plano de Saude è in grado all'occorrenza di utilizzare strutture sanitarie private.

## Politica

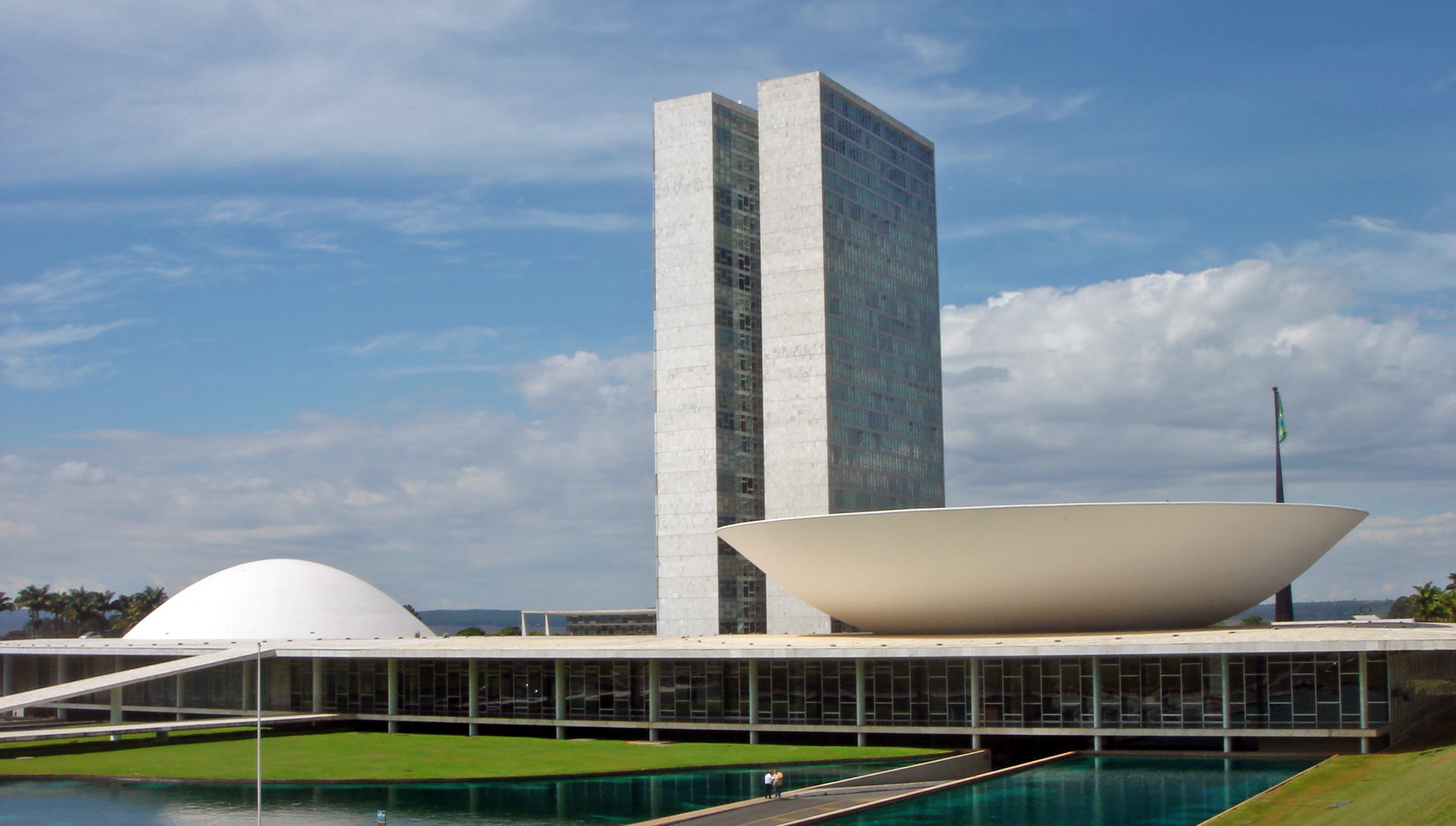
Congresso Nazionale del Brasile a Brasília

### Politica interna
In seguito alla promulgazione della Costituzione del 1988, il Brasile è una Repubblica presidenziale federale. Per quanto riguarda la divisione amministrativa prende ispirazione dal modello nordamericano, seppur con qualche differenza: il potere esecutivo è esercitato dal Presidente (e dal Governo del Brasile), che possiede anche le funzioni di Capo di Stato e di Capo del Governo e viene eletto ogni quattro anni. 
In concomitanza con le elezioni presidenziali si vota anche per il Congresso nazionale, che detiene il potere legislativo ed è diviso in due camere parlamentari: la Camera dei Deputati, quadriennale, di 513 membri, e il Senato Federale comprendente 81 membri. Il sistema di voto è di tipo statale per l'elezione dei senatori: ogni Stato elegge tre o due candidati in base al numero degli abitanti; per l'elezione del presidente e della Camera dei Deputati, invece, si adopera un sistema proporzionale che tiene conto della popolazione complessiva di tutto il Paese. 
Infine, il potere giudiziario, la cui istanza massima è il Supremo Tribunale Federale, responsabile dell'applicazione della Costituzione, è composto da undici ministri scelti dal Presidente con l'approvazione del Senato, tra persone con noto sapere in ambito giuridico. La composizione del Supremo Tribunale Federale non viene rinnovata completamente ogni volta che si rinnova il mandato presidenziale: il Presidente indica un nuovo ministro quando uno di coloro che è in carica muore o si dimette. 
Esistono anche il Tribunale Superiore di Giustizia, il Supremo Tribunale del Lavoro, il Supremo Tribunale Elettorale e il Tribunale Superiore Militare, che si occupano dell'amministrazione della giustizia nei rispettivi ambiti.
Dal 1996 il Brasile usa, primo al mondo, un sistema di votazione elettronica, obbligatoria e universale per quei cittadini alfabetizzati fra i 18 e 70 anni d'età. Dal 1994 il Parlamento e il Presidente sono eletti nella medesima data.
Una caratteristica della vita politica tutta brasiliana è formata da quella forza politica informale, ma che rappresenta un blocco fondamentale per le approvazioni di leggi, chiamata centrão o Grande centro formata da alleanze di partiti, spesso disinvolte a seconda delle opportunità indipendentemente dalle correnti ideologiche.
I principali partiti sono:
- Partito Progressista
- Democratici
- Partito della Social Democrazia Brasiliana
- Partito del Movimento Democratico Brasiliano
- Partito Democratico Laburista
- Partito dei Lavoratori

### Politica estera

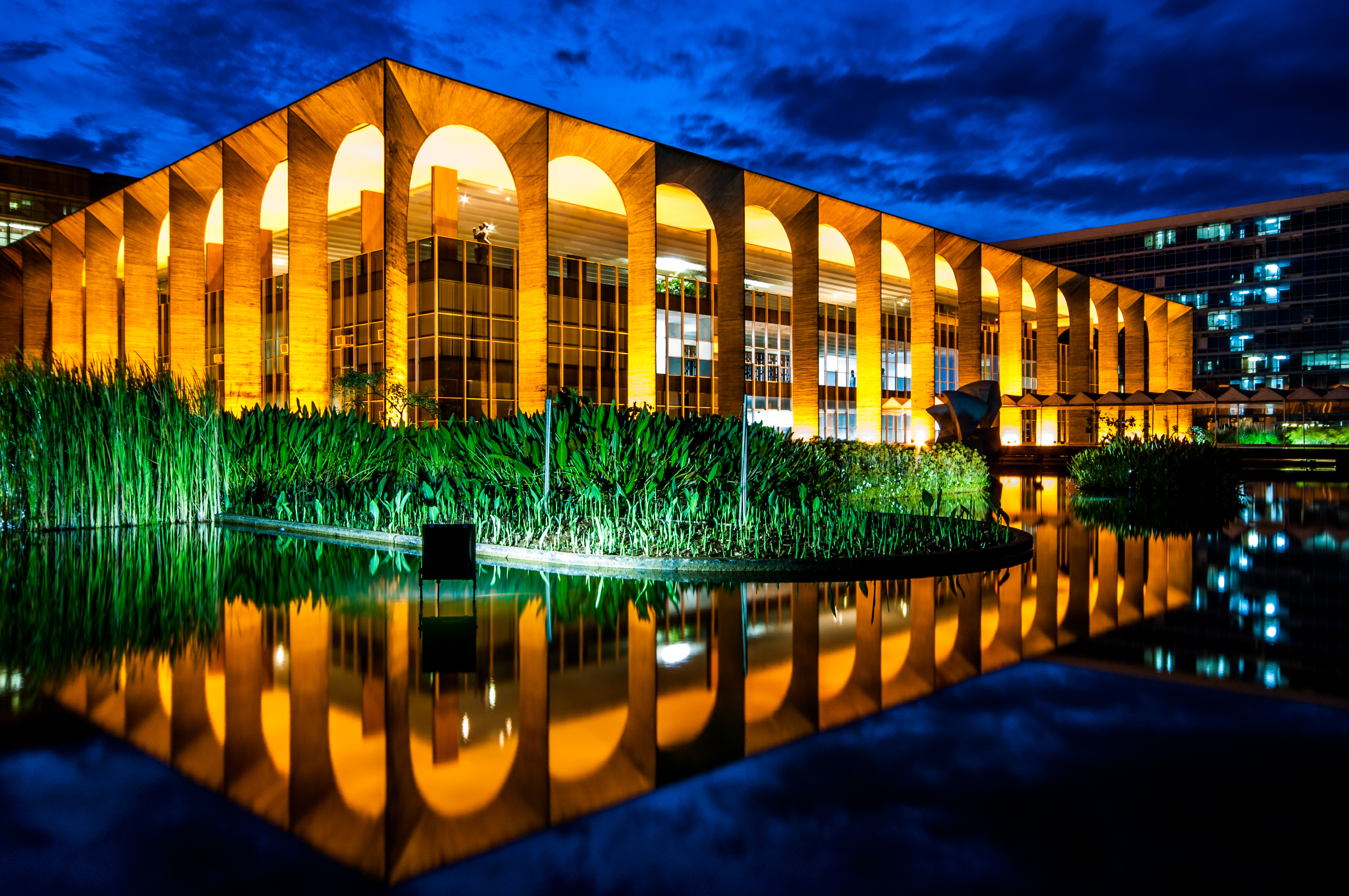
Ministero degli Affari Esteri a Brasilia

Per analizzare in dettaglio la politica estera di questo paese si può ricorrere a uno schema di cerchi concentrici, ognuno riguardante un ambito delle relazioni internazionali brasiliane. Partendo dall'interno di questo schema, nel primo cerchio troviamo il Mercosur.

Il Mercato Comune del Sud fu istituito il 26 marzo 1991 ed era composto inizialmente da: Brasile, Argentina, Paraguay e Uruguay. Il 4 luglio 2006 è stato approvato il Protocollo di Adesione della Repubblica Bolivariana di Venezuela al Mercosur, che stabilisce le condizioni e i termini previsti per la piena incorporazione della Venezuela al blocco. L'entrata in vigore del riferito protocollo richiede che questo sia ratificato dai parlamenti dei cinque paesi coinvolti. Per ora, la riferita adesione è stata approvata dai parlamenti del Venezuela, del Brasile, dell'Argentina e dell'Uruguay, restando ancora pendente l'approvazione del parlamento del Paraguay.

L'obiettivo del Mercosur è quello di raggiungere un mercato comune con l'abolizione dei dazi doganali.
Il secondo cerchio concentrico riguarda l'attenzione del Brasile verso gli altri Stati sudamericani con i quali vuole attuare un programma di collaborazione politica, culturale ed economica; tra questi paesi esisteva una cooperazione che prima si chiamava CASA e dall'Aprile del 2007 ha preso il nome di UNASUR.
Il terzo cerchio concentrico è costituito dall'alleanza del Brasile con i Paesi emergenti dei continenti in via di sviluppo. In particolare, esistono rapporti con la Sudafrica per quanto riguarda l'Africa e con l'India, in rappresentanza dell'Asia. Questo accordo tuttavia si trova ancora in uno Stato embrionale, in quanto avvengono ancora pochi scambi commerciali, ma le previsioni per la crescita dei rapporti economici sono ottimistiche.

Per quanto riguarda poi in particolare l'Asia è palpabile la notevole presenza di mercati asiatici in Brasile, nonché la notevole quantità di esportazioni brasiliane in Asia (45 miliardi di attivo commerciale) che riguardano materie prime insieme ad alcuni prodotti finiti.

Il quarto cerchio è costituito dal rapporto con i Paesi industrializzati. Il primo partner commerciale del Brasile è l'Unione europea considerata nel complesso.
Esiste un ottimo rapporto con gli Stati Uniti i quali non hanno buone relazioni con tutti i paesi dell'America Latina: il Brasile svolge un importante ruolo di mediazione tra i due blocchi, anche se con cautela in quanto non desidera spiccare nei confronti degli altri Paesi.
Il quinto e ultimo cerchio riguarda la volontà del Brasile di entrare come Stato permanente nel consiglio di sicurezza delle Nazioni Unite (gli stati permanenti sono: gli USA, la Russia, la Cina, il Regno Unito e la Francia) e di avere un maggiore peso anche all'interno dell'Organizzazione Mondiale del Commercio in qualità di capofila degli altri Paesi sudamericani.
Il Brasile è uno degli stati fondatori (9 dicembre 2007) della Banca del Sud e partecipa al suo capitale con 4.000 milioni di dollari.

## Economia

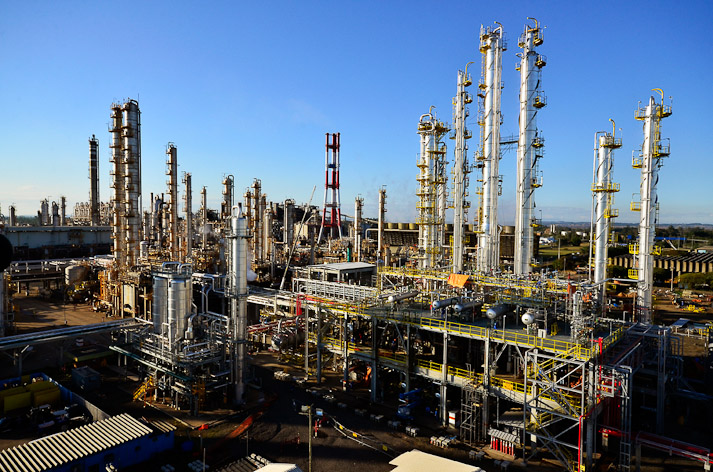
Fabbrica di Braskem. Il Brasile ha l'ottava industria chimica più grande del mondo

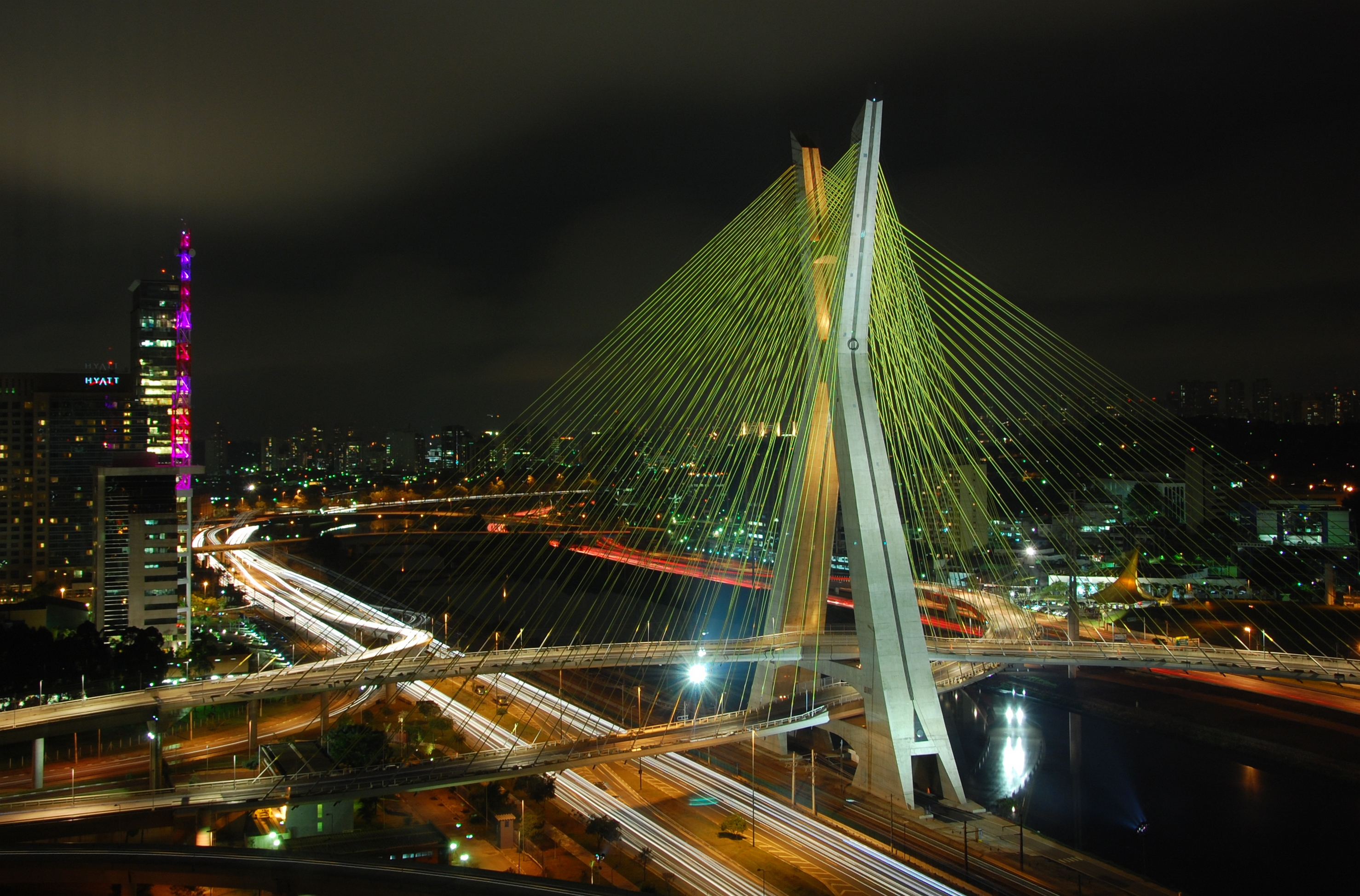
San Paolo è il più grande centro finanziario del Brasile, dell'America Latina e dell'emisfero sud. La borsa valori del Brasile è tra le dieci più grandi al mondo

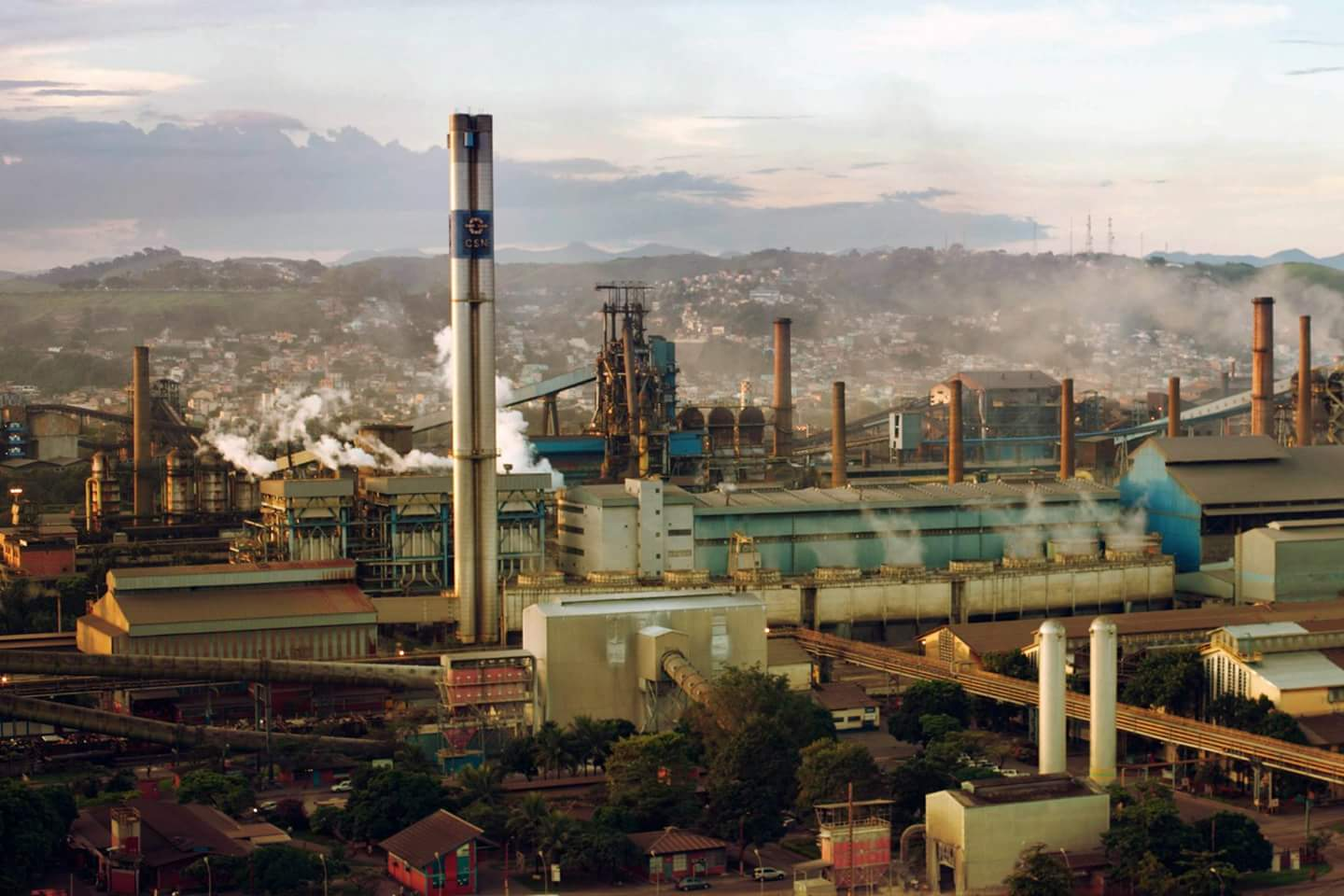
CSN, a Rio de Janeiro. Il Brasile è uno dei 10 maggiori produttori di acciaio al mondo

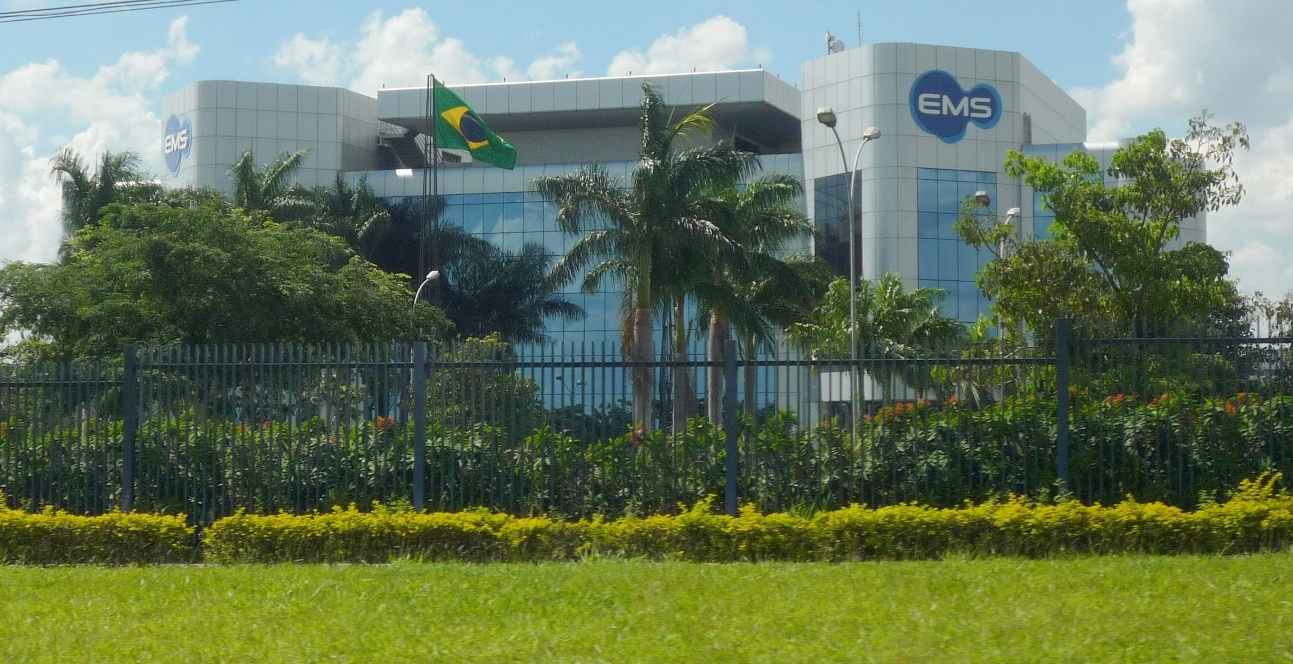
EMS a San Paolo, la più grande industria farmaceutica del paese.

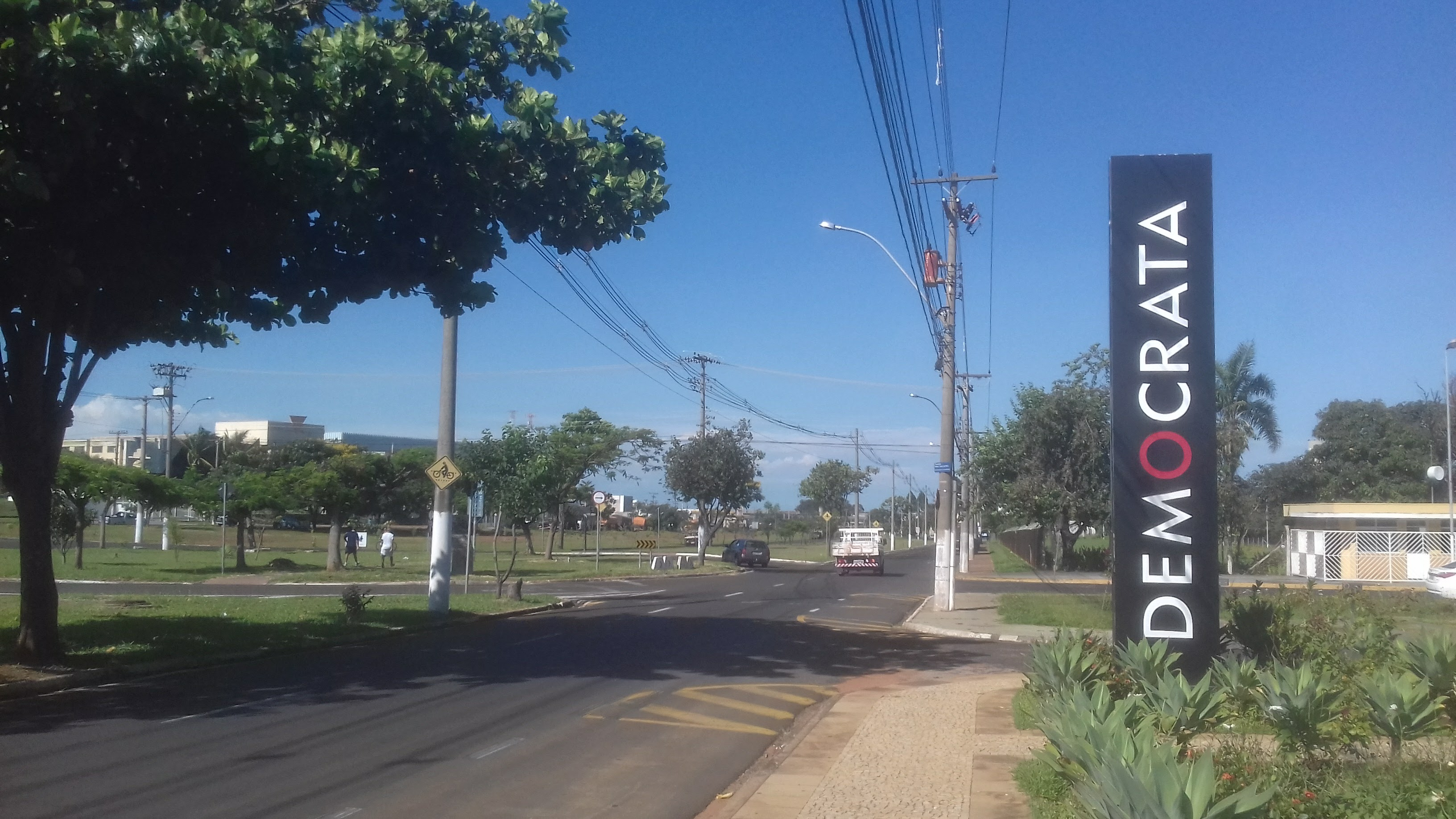
Fabbrica di scarpe di San Paolo, in Brasile, è il 4º più grande produttore al mondo

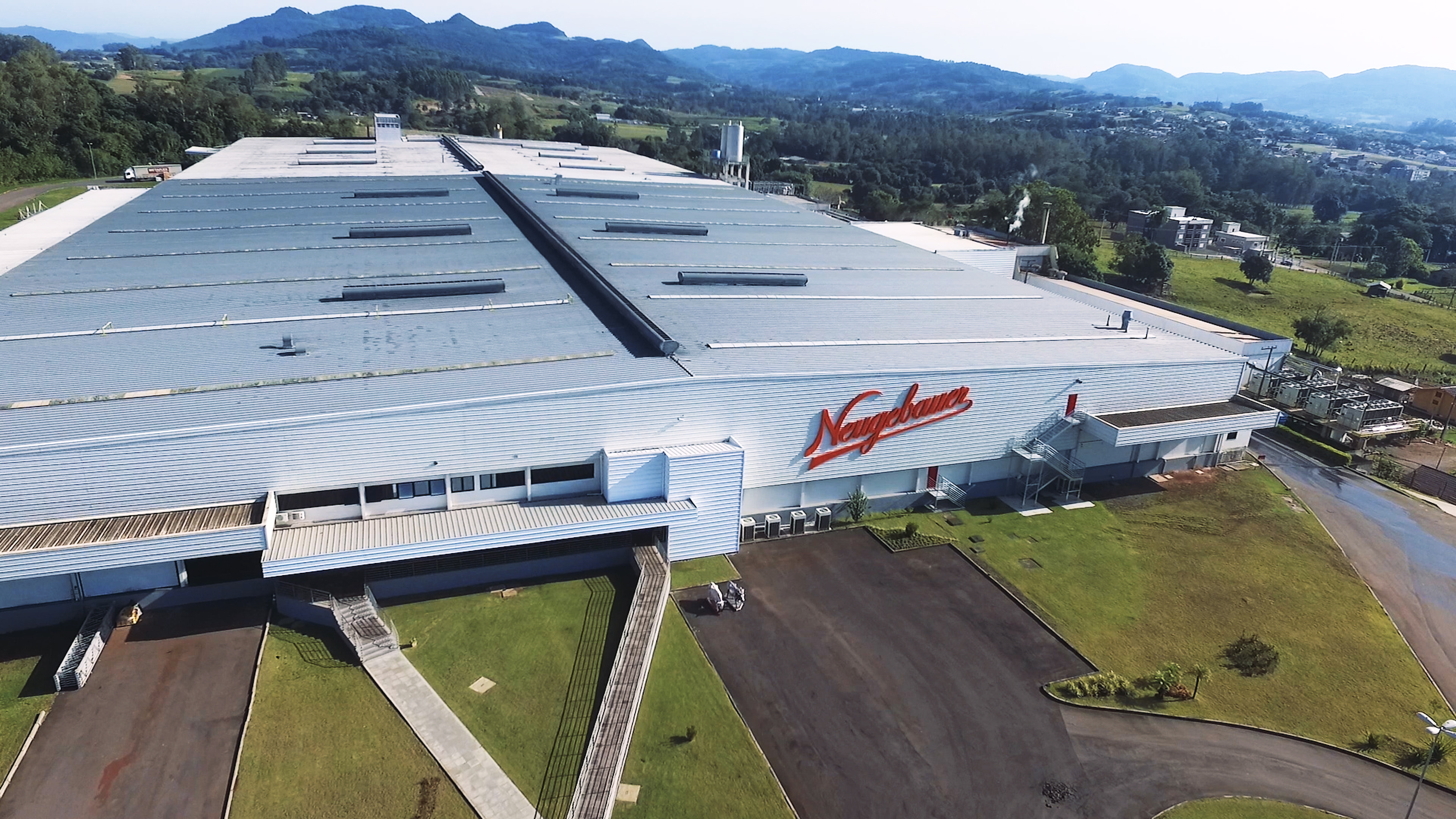
industria del cioccolato nel Rio Grande do Sul. Il Brasile è il secondo più grande esportatore di alimenti trasformati al mondo

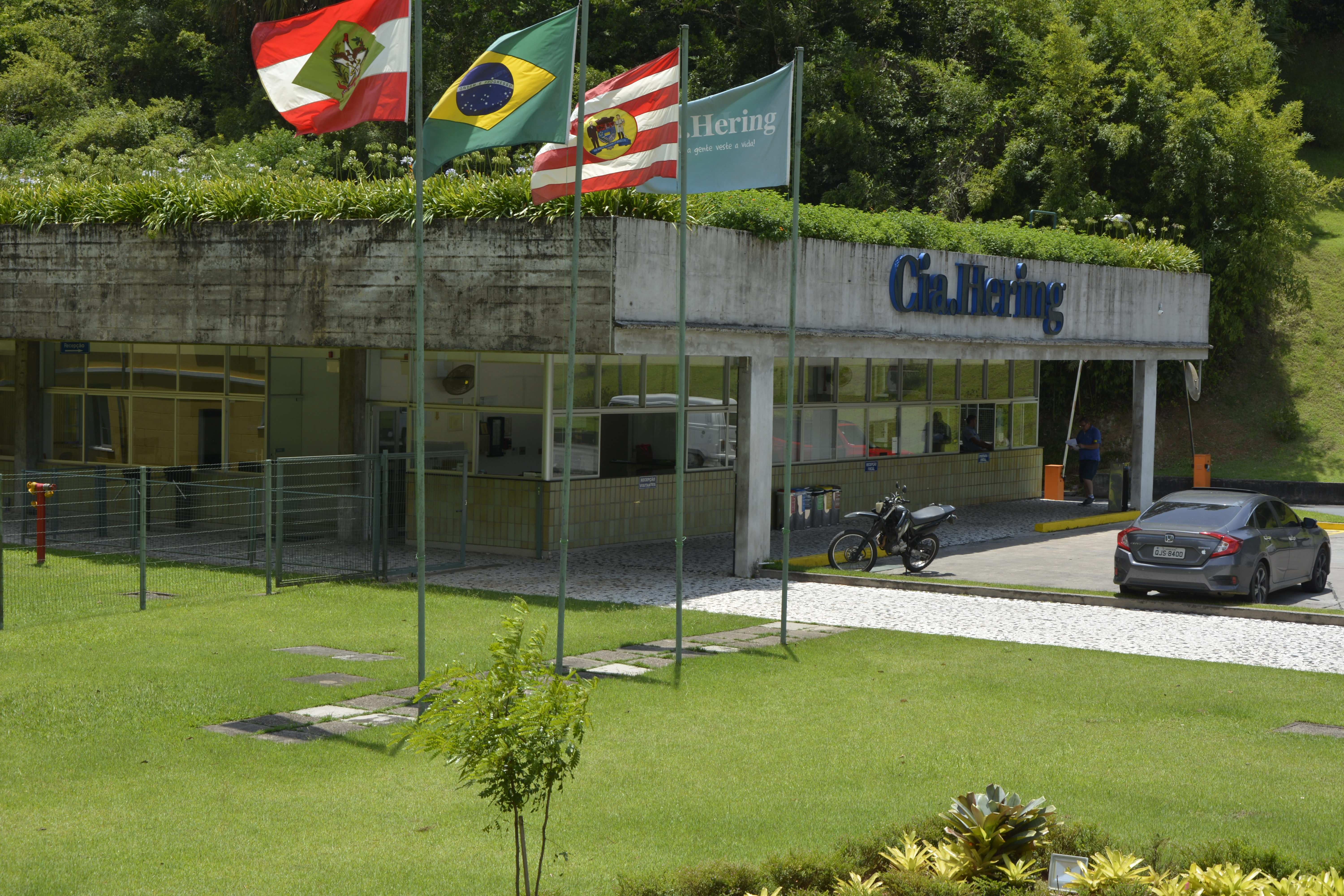
Industria tessile a Santa Catarina, il Brasile ha una delle più grandi industrie tessili del mondo

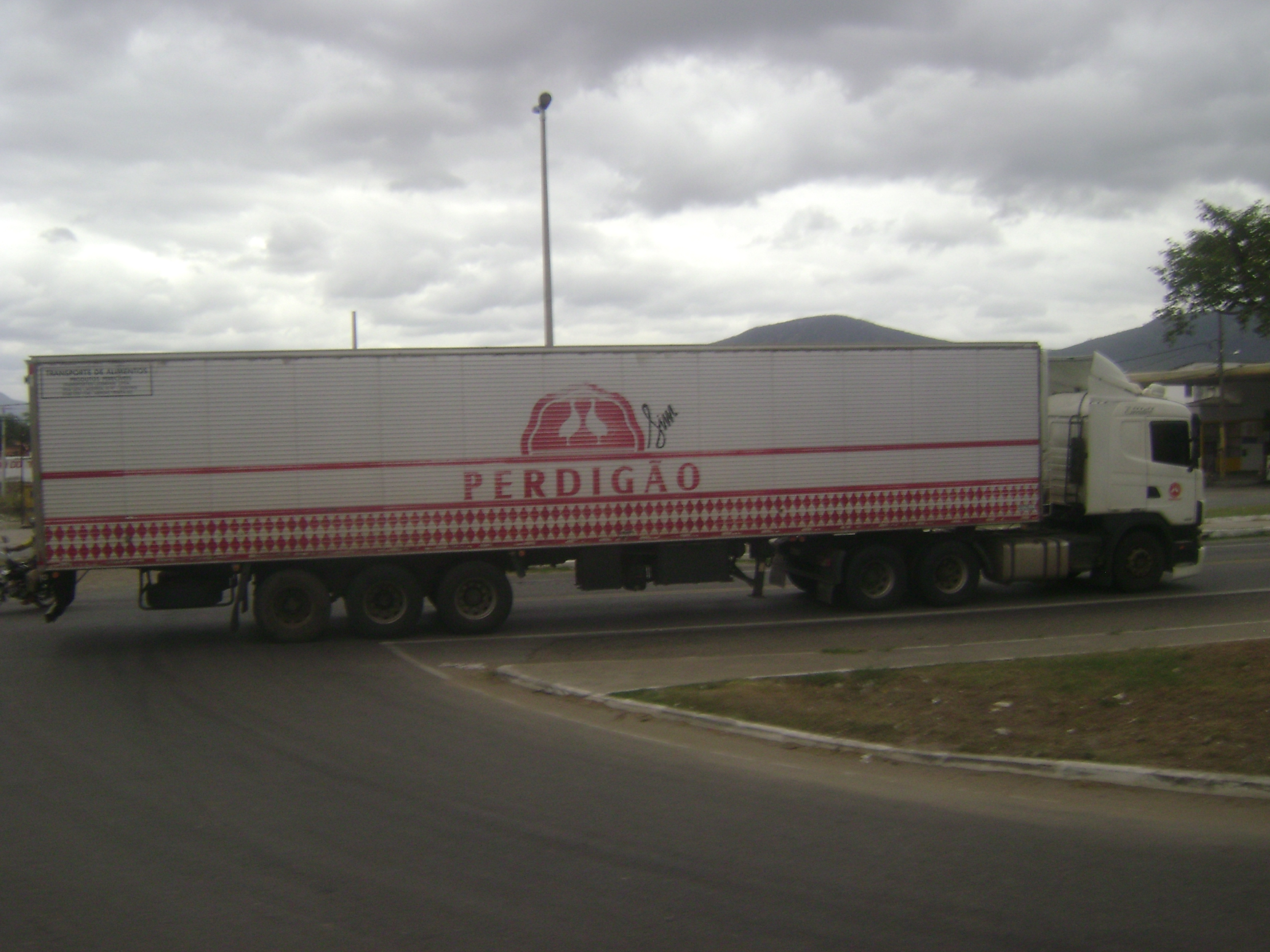
Camion di un'azienda di carne in Brasile. Il paese è uno dei primi 3 produttori mondiali di carne di manzo, pollo, maiale e latte di mucca e pesce

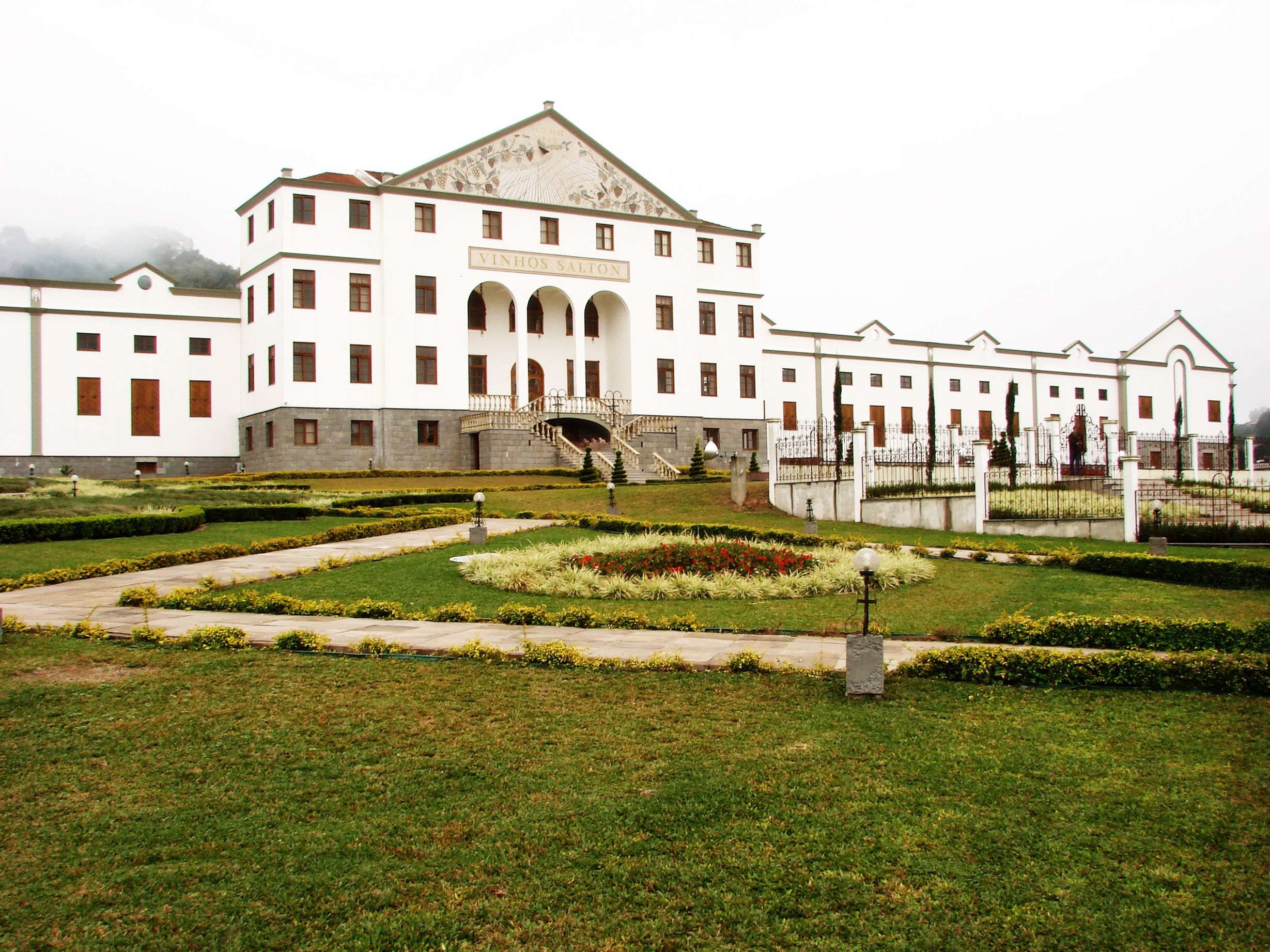
Vinicola a Rio Grande do Sul. Il paese è uno dei 10 maggiori produttori di uva e vino al mondo

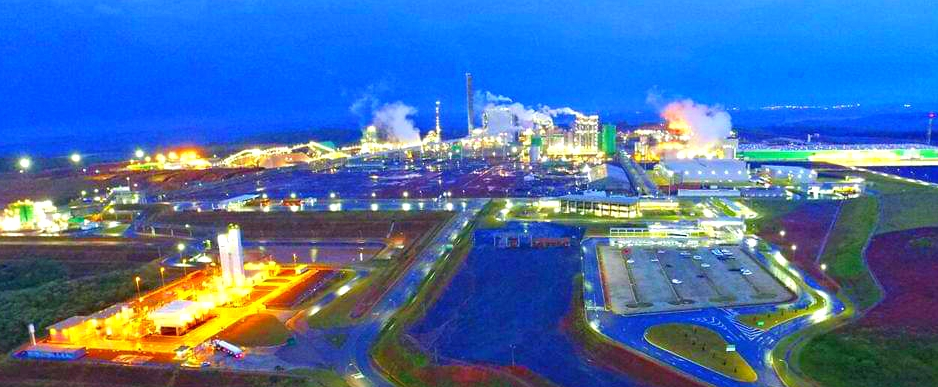
Complesso Klabin in Paraná. Il Brasile è il 2º produttore di pasta di legno e il 7º produttore di carta

Il Brasile, membro del G20 (paesi industrializzati), con un Prodotto Interno Lordo di 1 920 milioni di dollari nel 2022, occupa il 11º posto nella classifica mondiale. L'economia del Brasile è la più grande dell'America Latina e la seconda più grande nelle Americhe, dopo gli Stati Uniti.
L'economia brasiliana nel 2018 è stata collocata alla 150ª posizione per quanto concerne la libertà economica, conseguenza dell'accentuato protezionismo degli ultimi decenni, tuttavia, con il cambio di gestione ai vertici a partire dal 2019, il governo sta adottando politiche liberali favorendo l'apertura di mercato e stringendo importanti accordi commerciali internazionali.
Lo Stato brasiliano ha partecipazioni in più di 650 società, coinvolte in un terzo del PIL nazionale.
Dopo anni di importanti avanzamenti economici, una serie di scandali di corruzione innescarono una grande crisi politico/economica tra il 2014 al 2017, portando a un forte calo del PIL con conseguenti retrocessioni in molte aree e indicatori sociali che si protraggono fino a oggi (disoccupazione, calo del potere d'acquisto, aumento della disuguaglianza, lavoro informale, ecc..).
Secondo i dati della Banca mondiale, dal 2014 al 2017, la povertà del Paese è cresciuta di tre punti percentuali, raggiungendo il 21% della popolazione, ovvero 43,5 milioni di persone. La popolazione povera vive, soprattutto, nelle favelas delle grandi città.

L'economia brasiliana conta con grandi industrie e multinazionali in diverse aree, come Embraer (terzo più grande produttore mondiale nel campo aeronautico civile), Petrobras (già considerata tra le maggiori compagnie energetiche al mondo), JBS (più grande azienda di lavorazione di carni del mondo), Vale S.A. (maggiore esportatore mondiale di minerale di ferro), AmBev, BRF, Amaggi, Marcopolo ecc...
Come effetto delle politiche economiche allineate all'economia di mercato e di impegno nel controllo fiscale messe in atto dall'attuale governo, in aggiunta al graduale miglioramento delle prospettive per l'economia, il Paese sta recuperando fiducia degli investitori e riconoscimento internazionale. Lo testimonia il supporto offerto dagli Stati Uniti all'ingresso del Brasile nell'Organizzazione per la cooperazione e lo sviluppo economico
Il Brasile è il maggior produttore mondiale di canna da zucchero, soia, caffè, arancio, guaraná, açaí e Noce del Brasile; è uno dei primi 3 produttori di mais, papaya, tabacco, ananas, banana, cotone, fagioli, cocco, anguria e limone, frumento, orzo, grano, olio di girasole, acerola, caju, goiaba, è uno dei primi 10 produttori mondiali di cacao, anacardio, avocado, mandarino, cachi, mango, guava, riso, sorgo e pomodoro; ed è uno dei primi 15 produttori mondiali di uva, mela, melone, arachide, fico, pesco, cipolla, olio di palma e gomma naturale.
Nel 2019, il Brasile è stato il più grande produttore mondiale di canna da zucchero, soia, caffè e arancia, il secondo produttore di papaya, il terzo produttore di mais, tabacco e ananas, il quarto produttore di cotone e cassava, il quinto produttore di cocco e limone, il sesto produttore di cacao e avocado, 9 ° produttore di riso, 10 ° produttore di pomodoro e 11 ° produttore di uva e mela. Il paese è anche un grande produttore di banana, ma quasi tutta la produzione è destinata al consumo interno. Infine, il Brasile produce anche grandi quantità di fagioli, arachidi, patata, carota, anacardi, mandarino, cachi, fragola, guaranà, guava, açaí, Noce del Brasile, yerba mate, tra gli altri. La canna da zucchero viene utilizzata per la produzione di zucchero ma anche per l'etanolo, che viene utilizzato per gestire una flotta di veicoli (il settore dell'etanolo è un biocarburante).
Nella produzione di proteine animali, il Brasile è oggi uno dei paesi più grandi al mondo. Nel 2019, il Paese è stato il più grande esportatore mondiale di carne di pollo. È stato anche il secondo più grande produttore di carne manzo, il terzo produttore mondiale di latte, il quarto produttore mondiale di carne maiale e pesce, il settimo produttore di uova nel mondo.
Nel settore minerario, il Brasile si distingue per l'estrazione di minerale di ferro (dove è il secondo esportatore mondiale), rame, oro, bauxite, fosfato, alluminio, argento, carbone, grafite (uno dei 5 maggiori produttori al mondo), manganese (uno dei 5 maggiori produttori al mondo), Stagno (uno dei maggiori produttori al mondo), niobio (concentra il 99% delle riserve noto al mondo) e nichel, potassio, quartzo, piombo, barita, grafita, fluorite. Per quanto riguarda le pietre preziose, il Brasile è il maggior produttore mondiale di ametista, topazio, agata, ametrino, citrino, topazio, e uno dei principali produttori di tormalina, smeraldo, acquamarina e granato., opali, giada, amazzonite, berillo, ossidiana, diamante, andalusite, avventurina, safire.
Il settore secondario si basa sulle industrie. Il Brasile è il leader industriale in America Latina. In industria alimentare, nel 2019, il Brasile è stato il secondo esportatore mondiale di alimenti trasformati. Nel 2016, il Paese è stato il 2 ° produttore di cellulosa al mondo e il 7° produttore di carta. In industria di scarpa, nel 2019, il Brasile si è classificato al 4 ° posto tra i produttori mondiali. Nel 2019, il Paese è stato l'8 ° produttore di veicoli e il 9 ° produttore di acciaio nel mondo. Nel 2018, industria chimica del Brasile si è classificata al 7º posto nel mondo. In Industria tessile, il Brasile, sebbene nel 2013 fosse tra i 5 maggiori produttori mondiali, è poco integrato nel commercio mondiale.
La rappresentatività del settore terziario (commercio e servizi) è stata del 75,8% del PIL del paese nel 2018, secondo l'IBGE. Il settore dei servizi era responsabile del 60% del PIL e il commercio del 13%. Copre una vasta gamma di attività: commercio, alloggio e ristorazione, trasporti, comunicazioni, servizi finanziari, attività immobiliari e servizi forniti alle imprese, pubblica amministrazione (pulizia urbana, servizi igienico-sanitari, ecc.) E altri servizi come istruzione, servizi sociali e servizi sanitari, ricerca e sviluppo, attività sportive, ecc., poiché si tratta di attività complementari ad altri settori.
Il Brasile fa parte del sistema BRICS.
Le micro e le piccole imprese rappresentano il 30% del PIL del Paese. Nel settore commerciale, ad esempio, rappresentano il 53% del PIL nell'ambito delle attività del settore.

## Scienza

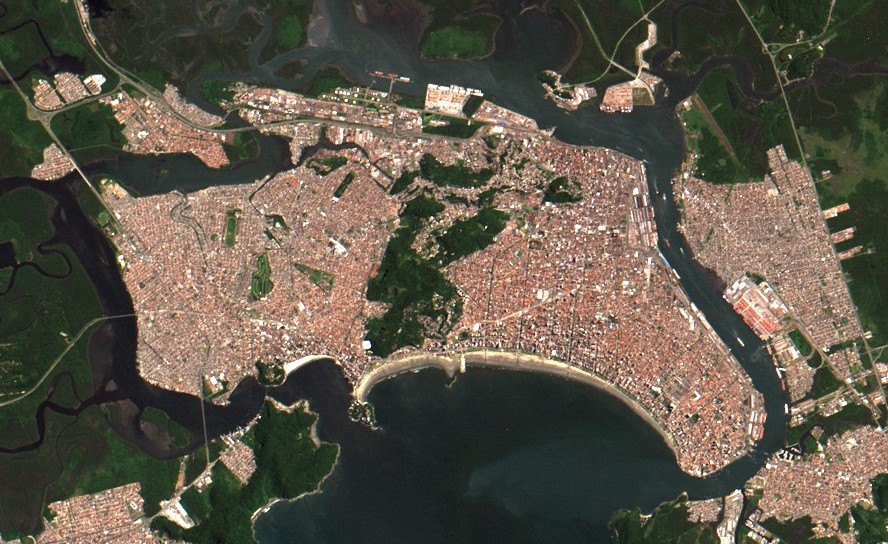
Immagine satellitare CBERS 4, Isola di São Vicente, Brasile

In campo tecnologico nel XX secolo importanti progressi si sono registrati nel campo dell'aviazione anche con l'opera del pioniere dell'aviazione Alberto Santos-Dumont progettista e costruttore, all'inizio del XX secolo, del Santos-Dumont 14-bis. Attualmente lo sviluppo in S&T in Brasile è abbastanza diversificato, attraverso la sua Agenzia Spaziale Brasiliana (AEB) supportata dal polo aerospaziale e tecnologico situato principalmente nella regione di São José dos Campos con produttori high-tech come Embraer o Avibras e attraverso il Cosmodromo di Alcântara, effettua regolari lanci suborbitali di vettori spaziali nazionali della famiglia VS, una classe di veicoli suborbitali per propiziare voli scientifici in microgravità ad altitudini fino a 950 km con carichi utili fino a mezza tonnellata e che hanno dozzine di voli dal paese o da altre agenzie spaziali come la DLR tedesca. Il Paese ha in orbita diversi satelliti, prodotti localmente o in partnership come la serie CBERS o il Amazônia-1, oltre ad altri acquistati sul mercato mondiale.; il primo dei quali Brasilsat A1 è stato lanciato nello spazio l'8 febbraio 1985.
Nel 2006, Marcos Pontes diventa il primo astronauta brasiliano, in missione sulla stazione spaziale internazionale.

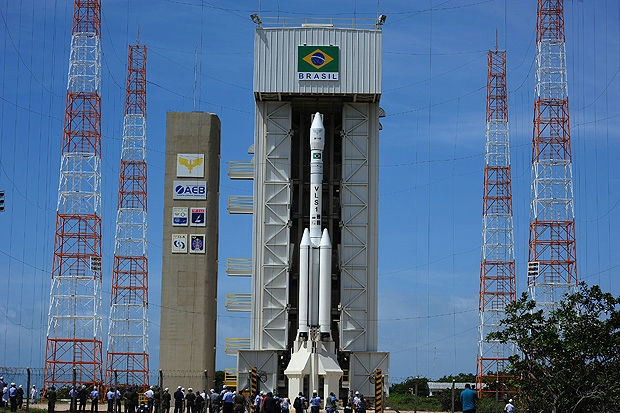
Cosmodromo di Alcântara (CLA)

Nell'energia nucleare, il paese ha diversi reattori per la produzione di energia, radiofarmaci e ricerca, oltre a padroneggiare il ciclo di arricchimento dell'uranio che fornisce le sue centrali nucleari Angra 1 e 2 e ha esportato uranio arricchito in Argentina. Il paese sta costruendo il suo primo nucleare sottomarino, il SSN Álvaro Alberto, uno sviluppo dei sottomarini classe Riachuelo nella corsa di produzione.
È stato appena inaugurato l'acceleratore di particelle Sirius (sincrotrone), con un anello magnetico di 518 metri e 3 GeV di potenza, il Paese conduce anche esperimenti nell'area della fusione nucleare, con tre tokamak sperimentali per lo studio del plasma da fusione, tra cui l'ETE (Spherical Tokamak Experiment) all'INPE - Istituto Nazionale per la Ricerca Spaziale, progettato e costruito nel paese.

L'acceleratore di particelle Sirius

Si trovano in Brasile quattro supercomputer nella Top500, la classifica dei 500 supercomputer più performanti al mondo. Il più potente, di Petrobras, è tra i 100 più grandi, è l'Atlas con 4 896 core CPU, 5 570 560 core GPU e 104448 GB di memoria, raggiungendo una performance teorica di 8.8 PetaFlops.
Nel settore delle biotecnologie e dell'ingegneria agronomica, ha aziende di riferimento in suoli tropicali come Embrapa, che ha permesso l'espansione dell'agricoltura in terreni relativamente sterili all'interno del paese, permettendo al paese di diventare uno dei maggiori esportatori di cibo nel mondo.
La scienza del Brasile nel periodo dal 2011 al 2016, ha pubblicato più di 250 000 articoli nel database Web of Science in tutte le aree della conoscenza, con una delle più alte crescite nella produzione scientifica tra tutte le nazioni e ha raggiunto l'11º posto tra i produttori di conoscenza del mondo, contribuendo per il 2,12% degli articoli provenienti da 183 paesi.

## Forze Armate
Le Forze Armate del Brasile sono le più grandi dell'America Latina e comprendono tre principali rami militari: l'Esercito del Brasile (Exército Brasileiro), la Marina del Brasile (Marinha do Brasil) e l'Aeronautica Militare Brasiliana (Força Aérea Brasileira, FAB)
L'Esercito del Brasile è il ramo terrestre delle forze armate e ha una storia che risale ai tempi della colonizzazione portoghese. È noto per la sua capacità di operare in ambienti diversificati, specialmente nella vasta e impervia regione amazzonica. L'esercito brasiliano è responsabile della difesa del territorio nazionale, della sovranità del paese e del mantenimento dell'ordine interno.
La Marina del Brasile è la più antica delle forze armate brasiliane e la più grande marina militare del Sud America. La sua flotta comprende una varietà di navi da guerra, tra cui una portaerei, fregate di costruzione inglese e americana, corvette costruite in Brasile, sottomarini diesel-elettrici costieri e numerose altre imbarcazioni per il pattugliamento fluviale e costiero. La Marina è incaricata del pattugliamento delle acque territoriali brasiliane e della protezione delle risorse marittime del paese.
L'Aeronautica Militare Brasiliana (FAB) è stata istituita dall'unione delle divisioni aeree dell'Esercito e della Marina. Con circa 700 velivoli con equipaggio e un organico di 66.020 persone in servizio attivo, oltre a 7.500 civili impiegati, la FAB è la più grande forza aerea dell'America Latina.

## Energie

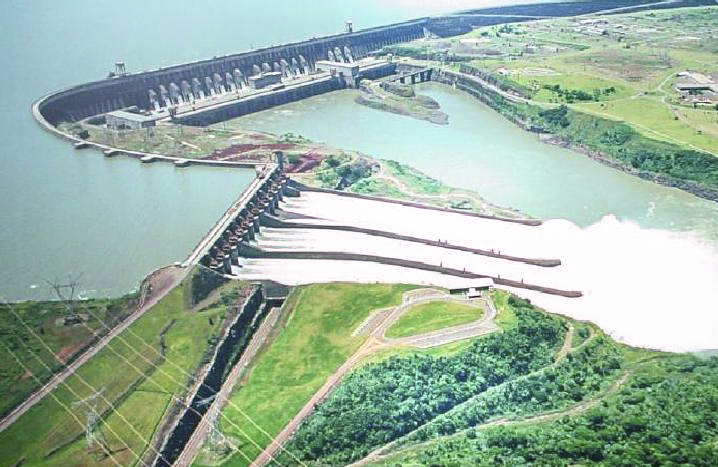
Diga di Itaipú a Paraná.

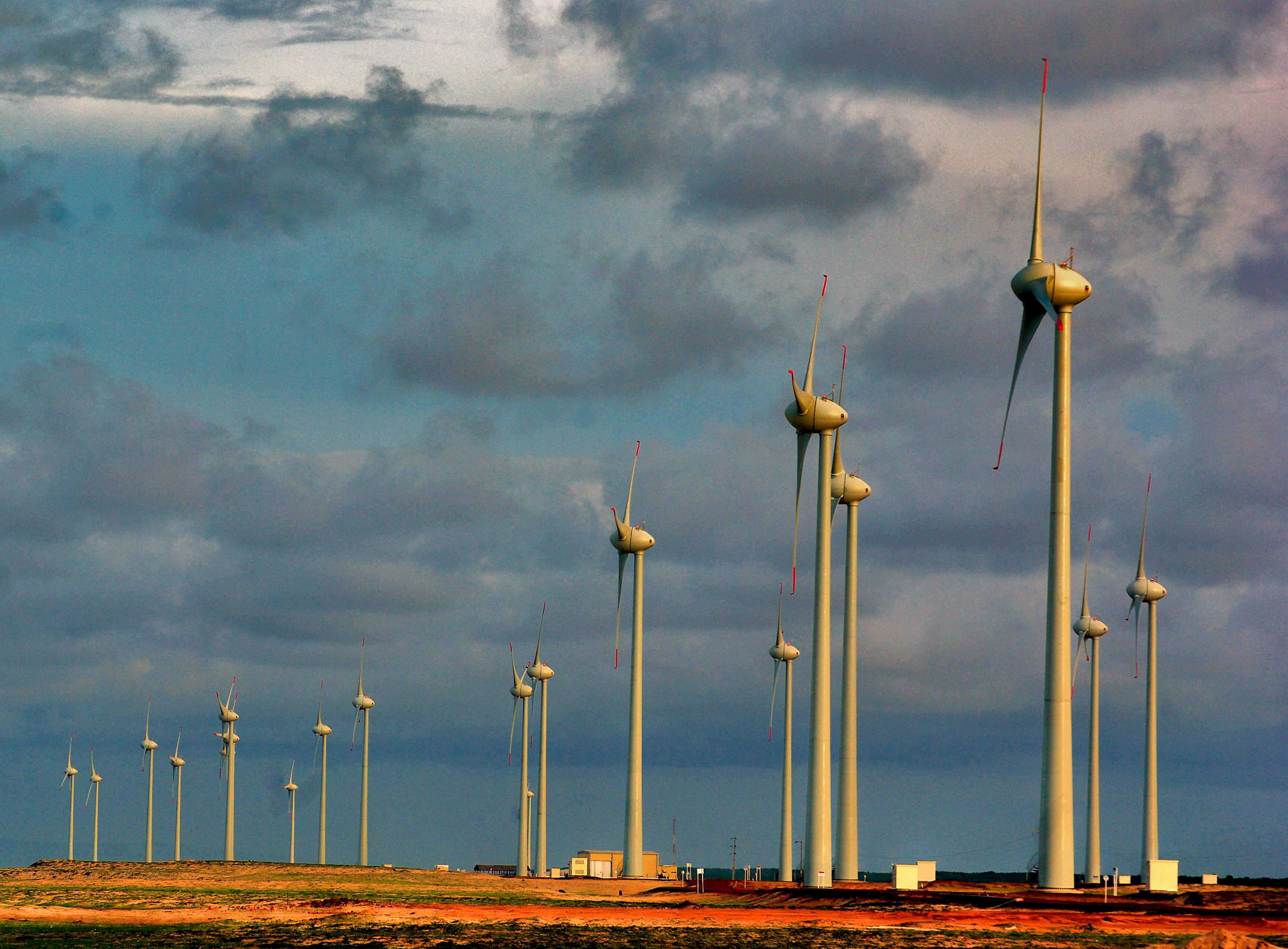
Parco eolico a Parnaíba, Piauí

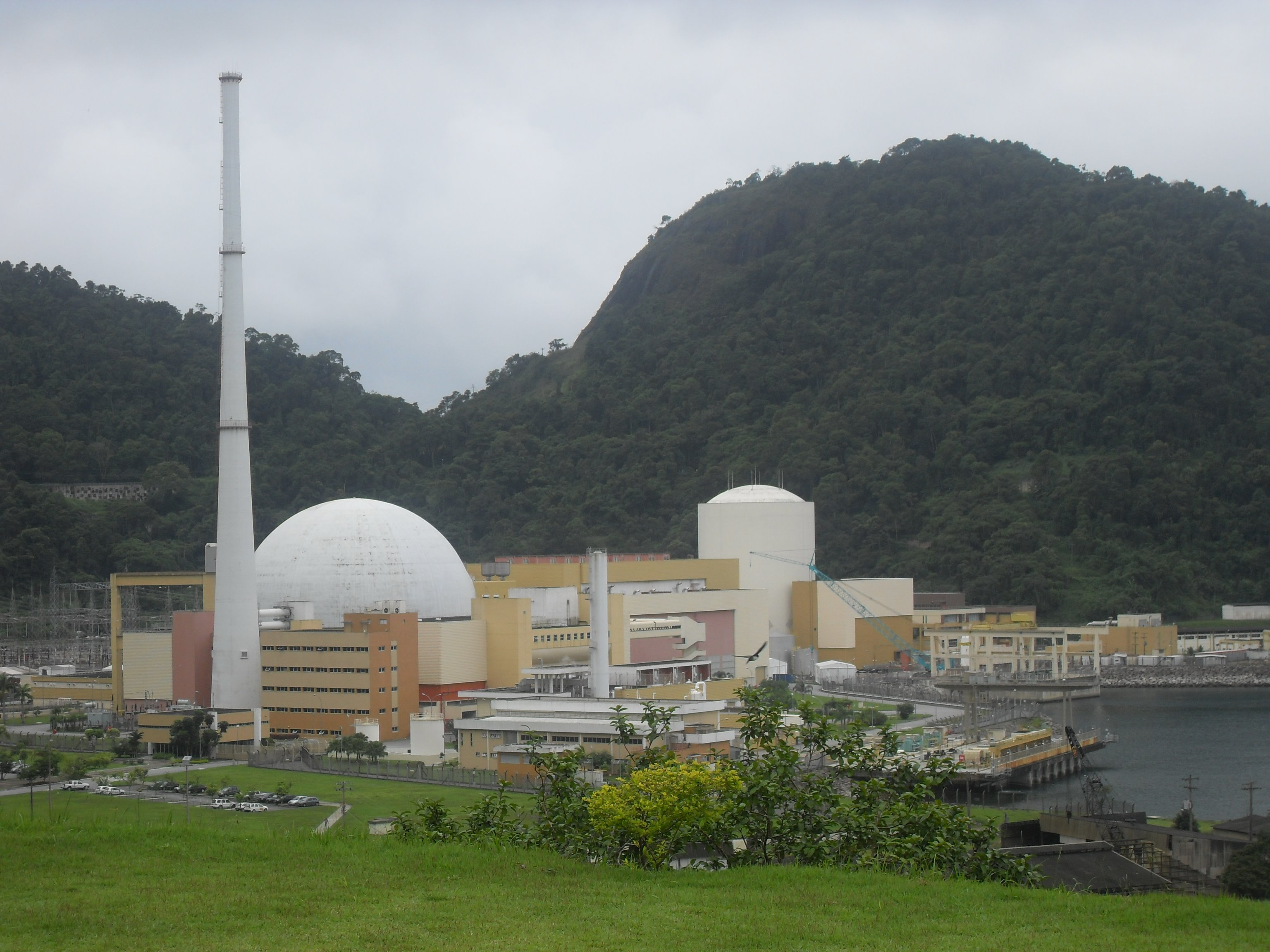
Centrale nucleare di Angra a Angra dos Reis, Rio de Janeiro

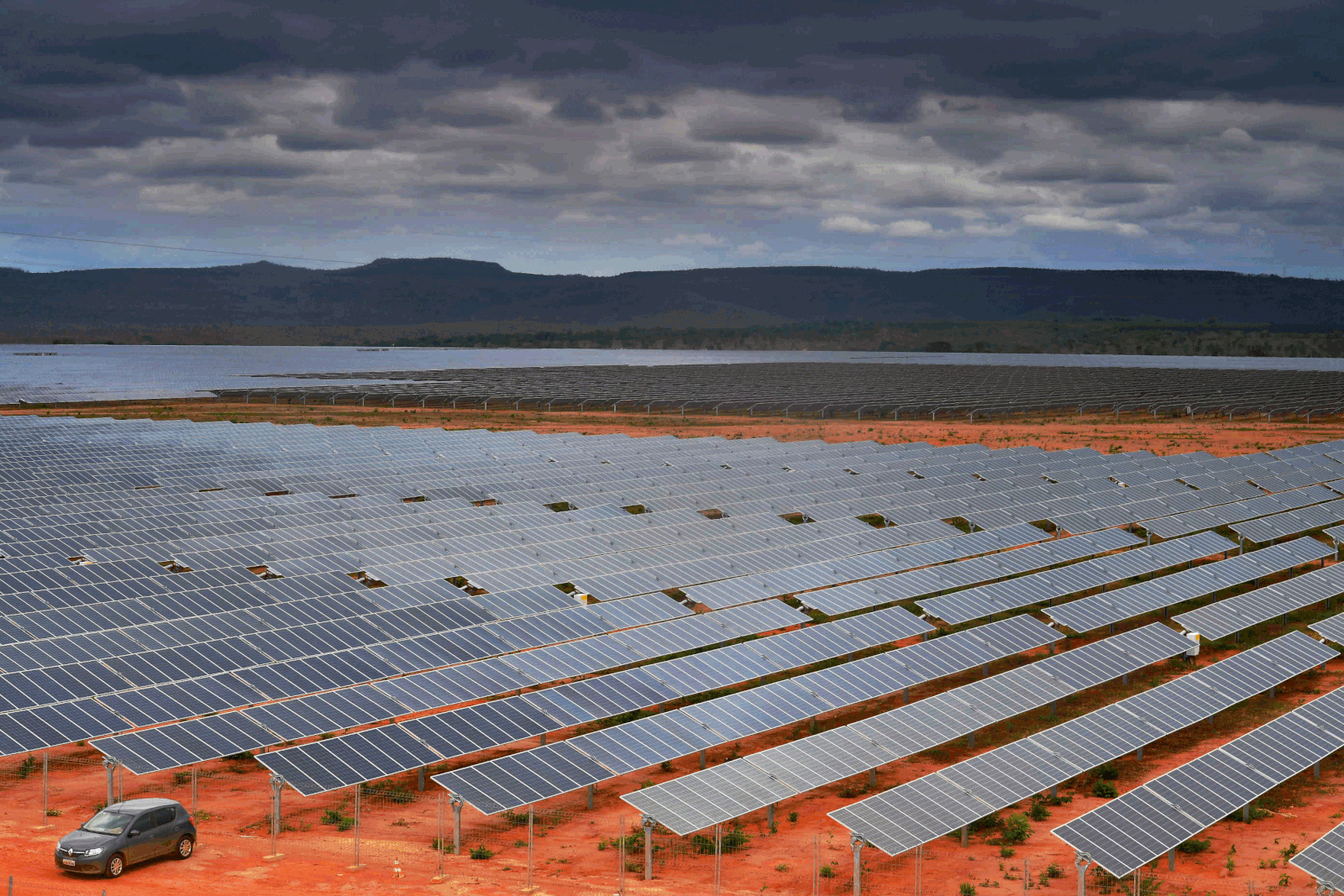
Complesso Solar Pirapora, il più grande del Brasile e dell'America Latina con una capacità di.

La caratteristica principale della matrice energetica brasiliana è che è molto più rinnovabile di quella globale. Mentre nel 2019 la matrice mondiale era composta solo per il 13% da energie rinnovabili, quella del Brasile era al 80%. Petrolio e prodotti petroliferi costituiscono il 30% della matrice; derivati della canna da zucchero, 18%; energia idraulica, 12,4%; gas naturale, 12,2%; legna da ardere e carbone, 8,8%; energie rinnovabili varie, 7%; carbone minerale, 5,3%; nucleare, 1,4% e altre energie non rinnovabili, 0,6%.
Nella matrice dell'energia elettrica, la differenza tra il Brasile e il mondo è ancora maggiore: mentre il mondo aveva solo il 24% di energia elettrica rinnovabile nel 2019, il Brasile ne aveva l'83%. La matrice elettrica brasiliana è composta da: energia idraulica, 65,9%; biomassa, 8,4%; energia eolica, 8,6%; energia solare, 1%; gas naturale, 9,3%; prodotti petroliferi, 2%; nucleare, 2,5%; carbone e derivati, 3,3%.
Il governo brasiliano ha intrapreso un ambizioso programma per ridurre la dipendenza dal petrolio importato nel corso dei decenni. Le importazioni in precedenza rappresentavano oltre il 70% del fabbisogno di petrolio del paese, ma il Brasile è diventato autosufficiente in termini di petrolio nel 2006-2007. Il Brasile è stato il settimo produttore mondiale di petrolio nel 2019, con 3,8 milioni di barili / giorno. La produzione riesce a soddisfare la domanda del paese. A inizio 2020, nella produzione di petrolio e gas naturale, il Paese ha superato per la prima volta i 4 milioni di barili di petrolio equivalente al giorno. Nel gennaio di quest'anno sono stati estratti 3.168 milioni di barili di petrolio al giorno e 138 753 milioni di metri cubi di gas naturale. Nel 2019, Rio de Janeiro è stato il più grande produttore di petrolio e gas naturale in Brasile, con il 71% del volume totale prodotto. San Paolo è al secondo posto, con una quota dell'11,5% nella produzione totale.
Nel 2019 il Brasile aveva in funzione 217 impianti idroelettrici, con una capacità installata di 98581 MW, il 60,16% della produzione energetica del Paese. Nella produzione totale di elettricità, nel 2019 il Brasile ha raggiunto 170.000 megawatt di capacità installata, oltre il 75% da fonti rinnovabili (la maggior parte, impianti idroelettrici). Il Brasile è uno dei 5 maggiori produttori di energia idroelettrica al mondo (2º posto nel 2017).
Nel 2013 il Sudest ha utilizzato circa il 50% del carico del Sistema Integrato Nazionale (SIN), essendo la principale regione consumatrice di energia del Paese. La capacità di generazione di elettricità installata nella regione è stata di quasi 42500 MW, che rappresentava circa un terzo della capacità di generazione del Brasile. La generazione idroelettrica ha rappresentato il 58% della capacità installata nella regione, con il restante 42% sostanzialmente corrispondente alla generazione termoelettrica. San Paolo rappresentava il 40% di questa capacità; Minas Gerais di circa il 25%; Rio de Janeiro del 13,3%; e Espírito Santo per il resto. La regione meridionale ha la Diga di Itaipú, che è stata per diversi anni la più grande centrale idroelettrica del mondo, fino all'inaugurazione della Diga delle Tre Gole in Cina. Rimane la seconda centrale idroelettrica operativa più grande del mondo. Il Brasile è co-proprietario della diga di Itaipu con il Paraguay: la diga si trova sul fiume Paraná, al confine tra i paesi. Ha una capacità di generazione installata di 14 GW da 20 unità di generazione da 700 MW ciascuna. Il Brasile settentrionale ha grandi impianti idroelettrici come Diga di Belo Monte e Diga di Tucuruí, che producono gran parte dell'energia nazionale. Il potenziale idroelettrico del Brasile non è stato ancora completamente esplorato, quindi il paese ha ancora la capacità di costruire diversi impianti di energia rinnovabile nel suo territorio.
Il potenziale di risorsa eolica lorda del Brasile è stato stimato, nel 2019, in circa 522 GW (questo, solo a terra), energia sufficiente per soddisfare tre volte la domanda attuale del paese. A luglio 2022, secondo ONS, la capacità installata totale era di 22 GW, con un fattore di capacità medio del 58%.
 Mentre la media mondiale dei fattori di capacità di produzione eolica è del 24,7%, ci sono aree nel nord e nordest del Brasile, dove possiamo trovare parchi eolici con fattori di capacità media superiori al 70%. Il Brasile è infatti il paese con il miglior fattore di capacità eolica media. Nel 2019 l'energia eolica rappresentava il 9% dell'energia generata nel Paese. Nel 2021 il Brasile è stato il 7º Paese al mondo per potenza eolica installata (21 GW) e il 4° produttore mondiale di energia eolica (72 TWh), dietro solo a Cina, USA e Germania.
L'energia nucleare rappresenta circa il 2% dell'elettricità del Brasile. Il monopolio della generazione di energia nucleare è di proprietà di Eletronuclear (Eletrobrás Eletronuclear S/A), una consociata interamente controllata di Eletrobrás. L'energia nucleare è prodotta da due reattori ad Angra. Si trova presso il Central Nuclear Almirante Álvaro Alberto (CNAAA) sulla Praia de Itaorna ad Angra dos Reis, Rio de Janeiro. Consiste di due reattori ad acqua pressurizzata, Angra I, con una capacità di 657 MW, collegati alla rete elettrica nel 1982, e Angra II, con una capacità di 1350 MW, collegati nel 2000. Un terzo reattore, Angra III, con una potenza prevista di 1350 MW.
A ottobre 2022, secondo ONS, la capacità totale installata del solare fotovoltaico era di 21 GW, con un fattore di capacità medio del 23%. Alcuni degli Stati brasiliani più irradiati sono MG ("Minas Gerais"), BA ("Bahia") e GO (Goiás), che hanno effettivamente record a livello mondiale di irradiazione. Nel 2019, l'energia solare rappresentava l'1,27% dell'energia generata nel paese. Nel 2021, il Brasile è stato il 14º Paese al mondo in termini di energia solare installata (13 GW) e l'11° produttore di energia solare al mondo (16,8 TWh).
Nel 2020, il Brasile è stato il secondo Paese al mondo per produzione di energia attraverso biomassa (produzione di energia da biocombustibili solidi e rifiuti rinnovabili), con 15,2 GW installati.

## Trasporti
- Reti autostradali: 14200 km.
- Reti stradali: 1700000 km.
- Reti ferroviarie: 31379 km.

Sistema stradale in Brasile, con autostrade evidenziata in rosso.

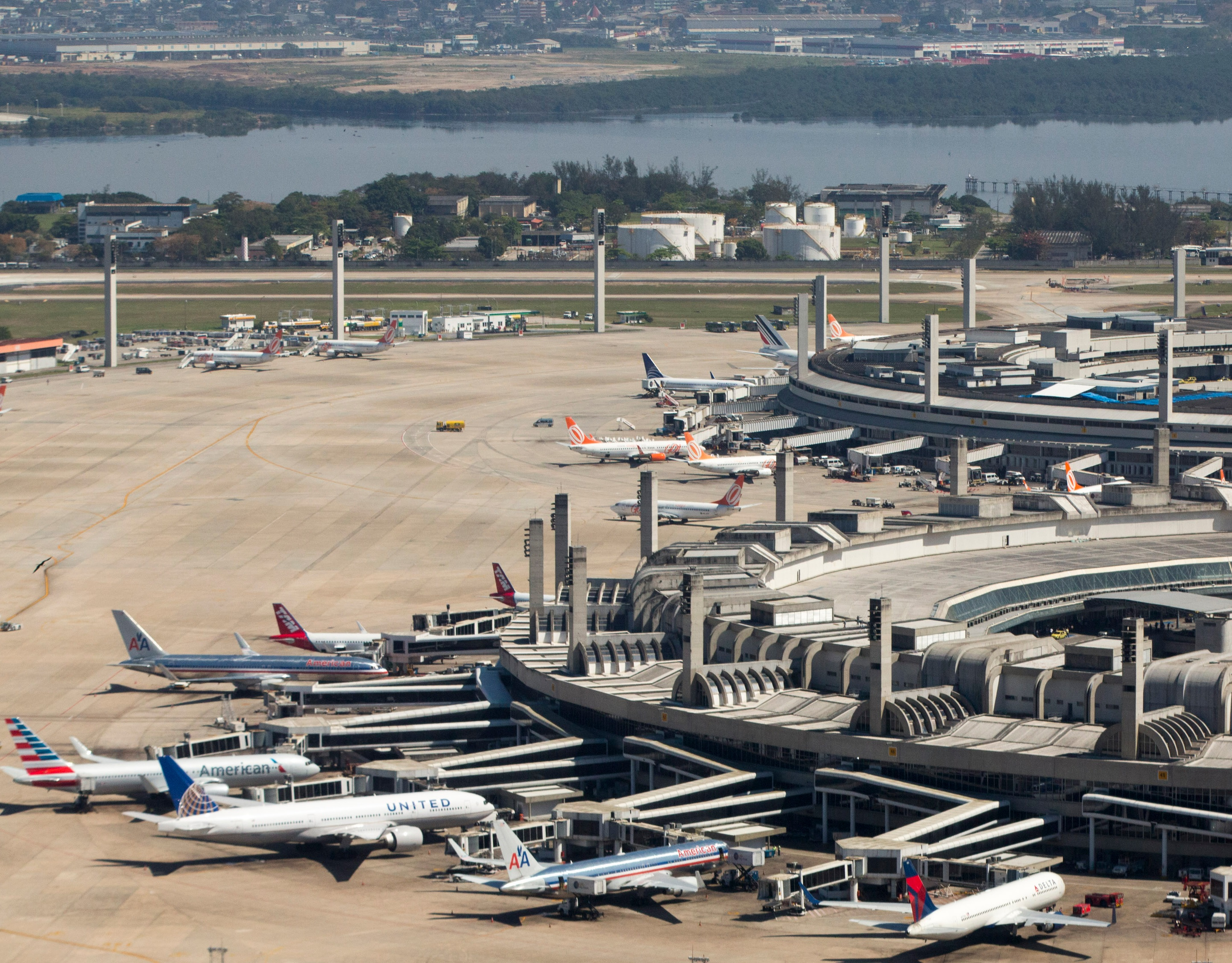
Aeroporto internazionale di Rio de Janeiro

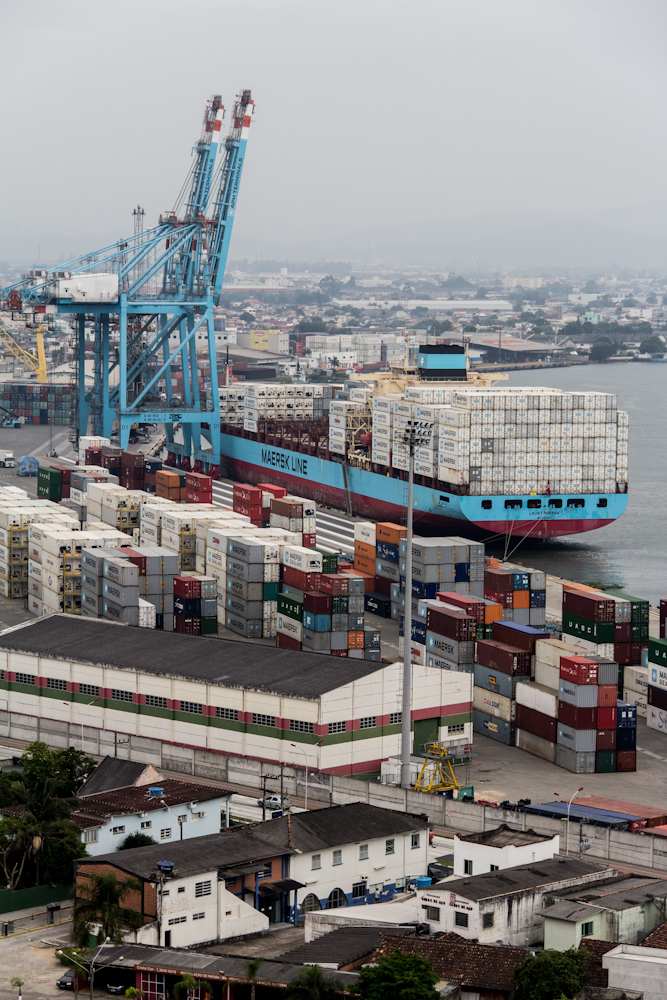
Porto di Itajaí, Santa Catarina, Brasile

- Reti navigabili interne: 50000 km.

Il trasporto in Brasile è sostanzialmente effettuato in modalità autostrada, la più sviluppata della regione. Esiste anche una notevole infrastruttura di porti e aeroporti. Il settore ferroviario e fiume, sebbene abbia un potenziale, viene solitamente trattato in modo secondario.
Il Brasile ha più di 1,9 milioni di chilometri di strade, di cui 215000 km asfaltati e circa 14200 km strade divise. Le due autostrade più importanti del paese sono BR-101 e BR-116. Il Brasile è il paese dell'America Latina con il maggior numero di autostrade impiantate, asfaltate e duplicate.
A causa di Cordigliera delle Ande, Rio delle Amazzoni e Foresta Amazzonica, ci sono sempre state difficoltà nell'attuare strade transcontinentali o bi-oceaniche. Praticamente l'unica rotta che esisteva era quella che collegava il Brasile con Buenos Aires, in Argentina e poi con Santiago, in Cile. Tuttavia, negli ultimi anni, con gli sforzi congiunti dei paesi, hanno iniziato a emergere nuove rotte, come Brasile-Perù (Carretera Interoceánica), e una nuova autostrada tra Brasile, Paraguay, Argentina settentrionale e Cile settentrionale (Corridoio Bioceanico). Queste autostrade facilitano l'esportazione dai porti del Pacifico verso i paesi asiatici.
Ci sono più di 2 000 aeroporti in Brasile. Il paese ha il secondo più grande numero di aeroporti al mondo, dietro solo agli Stati Uniti. L'Aeroporto di San Paolo-Guarulhos, situato nella regione metropolitana di San Paolo, è il più grande e il più trafficato del paese: l'aeroporto collega San Paolo con praticamente tutte le principali città del mondo. Il Brasile ha 44 aeroporti internazionali, come Rio de Janeiro, Brasilia, Belo Horizonte, Porto Alegre, Florianópolis, Cuiabá, Salvador, Recife, Fortaleza, Belém e Manaus, tra gli altri. I 10 aeroporti più trafficati del Sud America nel 2017 sono stati: São Paulo-Guarulhos (Brasile), Bogotà (Colombia), São Paulo-Congonhas (Brasile), Santiago (Cile), Lima (Perù), Brasilia (Brasile), Rio di Janeiro (Brasile), Buenos Aires-Aeroparque (Argentina), Buenos Aires-Ezeiza (Argentina) e Minas Gerais (Brasile).
In relazione ai porti, il Brasile ha alcuni dei porti più trafficati del Sud America, come Porto di Santos, Porto di Rio de Janeiro, Porto di Paranaguá, Porto di Itajaí, Porto di Rio Grande e Porto di Suape. I 15 porti più attivi del Sud America sono: Porto di Santos (Brasile), Porto di Bahía de Cartagena (Colombia), Callao (Perù), Guayaquil (Ecuador), Buenos Aires (Argentina), San Antonio (Cile), Buenaventura (Colombia), Itajaí (Brasile), Valparaíso (Cile), Montevideo (Uruguay), Paranaguá (Brasile), Rio Grande (Brasile), São Francisco do Sul (Brasile), Manaus (Brasile) e Coronel (Cile).
La rete ferroviaria brasiliana ha un'estensione di circa 30 000 chilometri. Fondamentalmente è utilizzata per il trasporto di minerali. Il trasporto ferroviario di passeggeri a lunga percorrenza è praticamente inesistente in quanto può funzionare solo attraverso sovvenzioni, come avviene in Europa.
Tra i principali rotte navigabili brasiliani, due spiccano: Corso d'acqua Paraná-Tieté (che ha una lunghezza di 2400 km, 1 600 nel fiume Paraná e 800 km nel fiume Tietê, prosciugando la produzione agricola dagli stati di Mato Grosso, Mato Grosso do Sul, Goiás e parte di Rondônia, Tocantins e Minas Gerais) e Corso d'acqua Solimões-Amazonas (ha due sezioni: Solimões, che va da Tabatinga a Manaus, con circa 1600 km, e Amazonas, che si estende da Manaus a Belém, con 1650 km. Quasi tutto il trasporto di passeggeri dalla pianura amazzonica viene effettuato da questa via d'acqua, oltre a praticamente tutto il trasporto di merci che va al principali centri regionali di Belém e Manaus). In Brasile, questo trasporto è ancora sottoutilizzato: le sezioni più importanti delle vie navigabili interne, dal punto di vista economico, si trovano nel sud-est e nel sud del Paese. Il suo pieno utilizzo dipende ancora dalla costruzione di chiuse, grandi lavori di dragaggio e, principalmente, dai porti che consentono l'integrazione intermodale.

## Ambiente

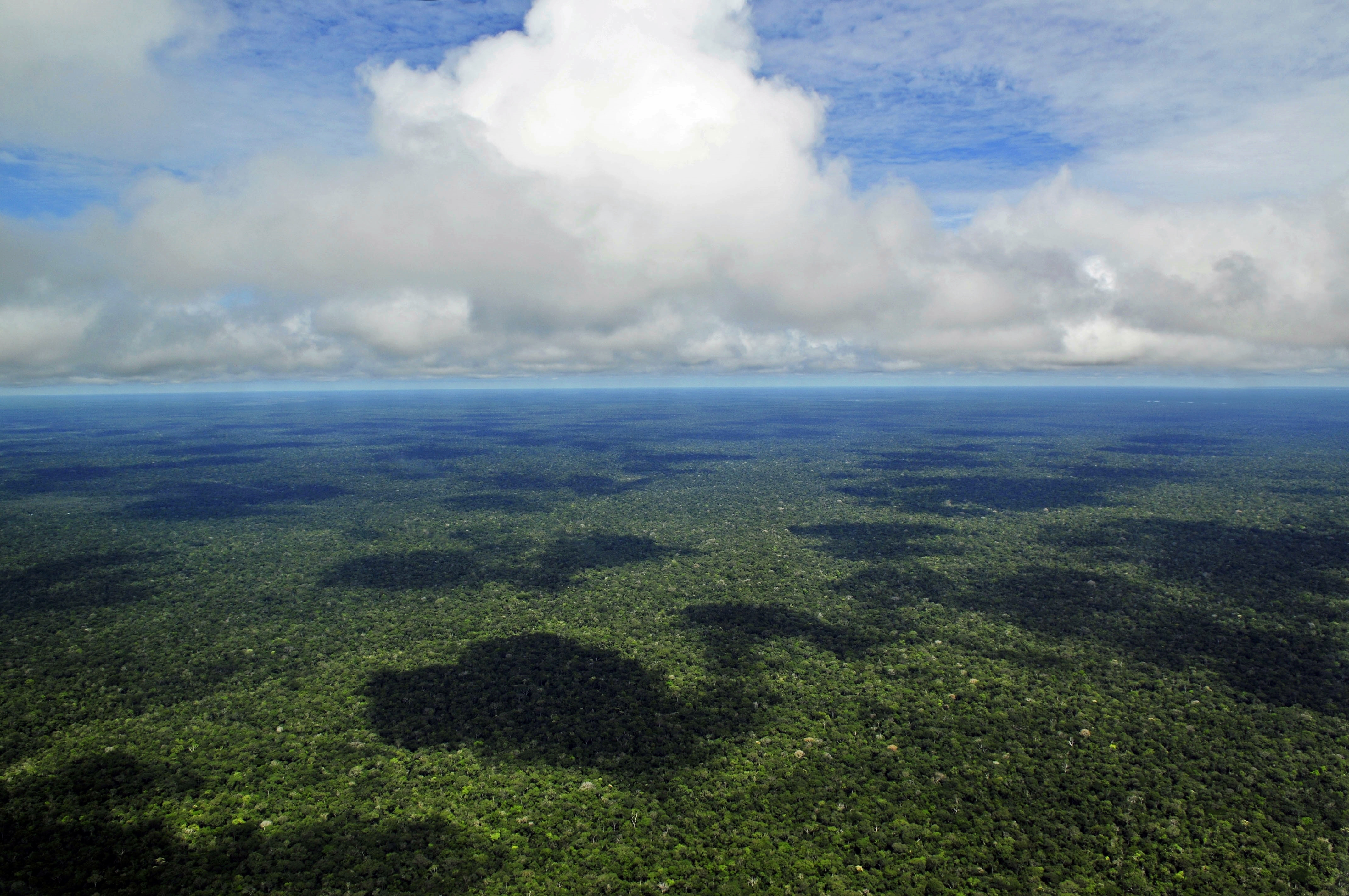
La foresta amazzonica

Il 4,0% del territorio è protetto (1% parzialmente protetto).
Trattati ambientali a cui è associato: Convenzione di Ramsar, CITES, CBD (sulla biodiversità), Convenzione di Basilea sui rifiuti tossici, Protocollo di Montréal (emissione clorofluorocarburi), Protocollo di Kyōto (effetto serra).
L'area del Brasile ospita diversi ecosistemi, come l'Amazzonia, la Riserve della foresta atlantica (Mata Atlantica) e il Cerrado; il Brasile è inserito tra i 17 Paesi megadiversi del pianeta per la notevole biodiversità dei suoi territori.

### Flora e fauna

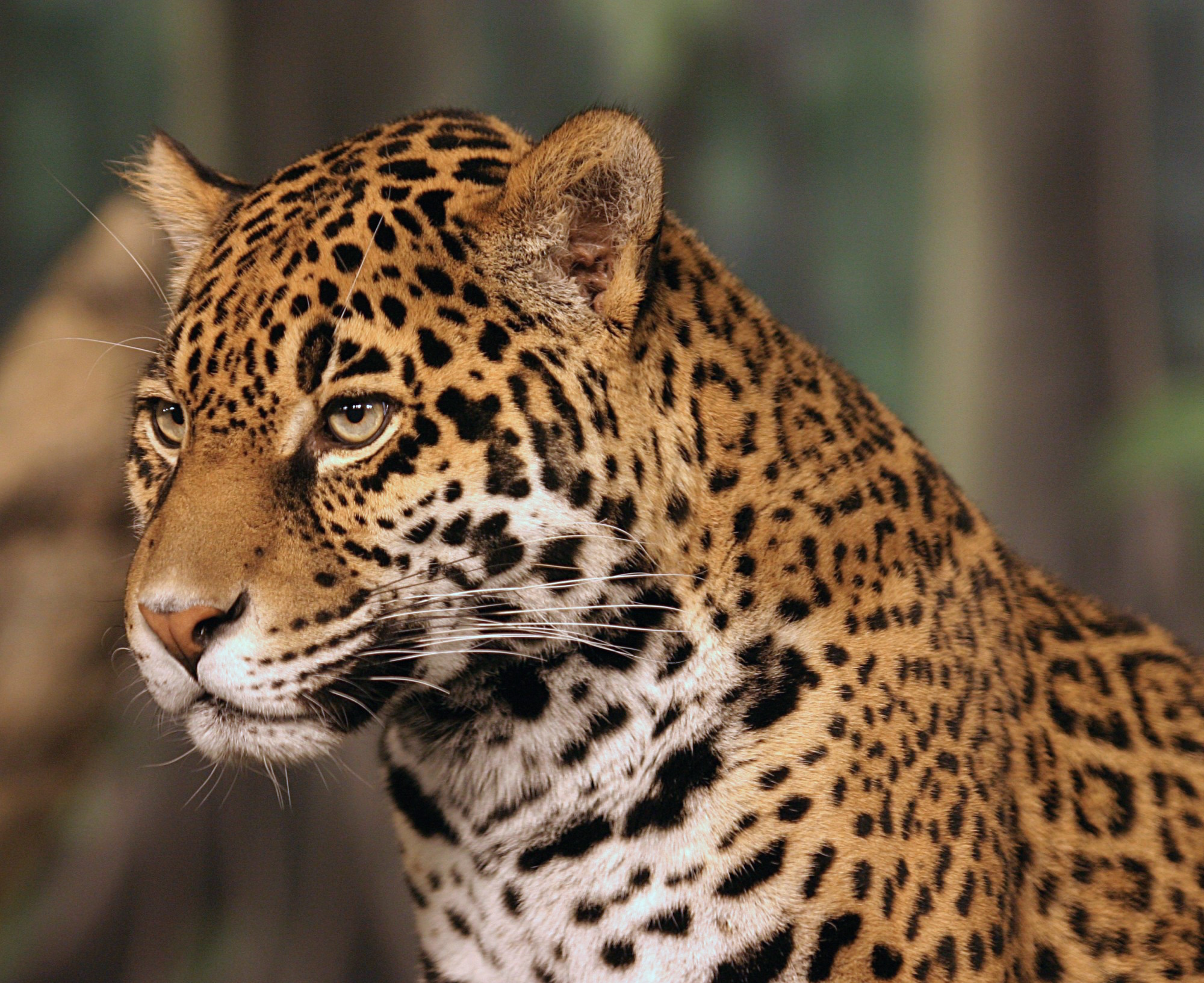
Il paese ha il maggior numero di giaguari in tutto il mondo

La foresta brasiliana più importante è la Foresta Amazzonica, una delle più grandi al mondo. È considerato il polmone verde della Terra. Tuttavia sono presenti problemi di deforestazione dovuti al taglio della legna e alla creazione di campi coltivabili. Lungo la costa atlantica si trova, su pianure e rilievi la Mata Atlantica, la Foresta Atlantica, o ciò che ne rimane dopo le deforestazioni dei secoli passati per dare spazio a piantagioni di banane e caffè. La Foresta Atlantica è comunque in ripresa e sono numerosi i parchi protetti, come ad esempio quello della Tijuca a Rio de Janeiro.
A dicembre 2016, secondo gli studi di EMBRAPA, la vegetazione autoctona conservata copriva il 61% del territorio brasiliano. L'agricoltura occupava l'8% del territorio nazionale mentre i pascoli coprivano il 19,7%.
La foresta è caratterizzata non solo dalla sua grandezza ma anche dalla varietà di specie animali che vi abitano.

## Cultura

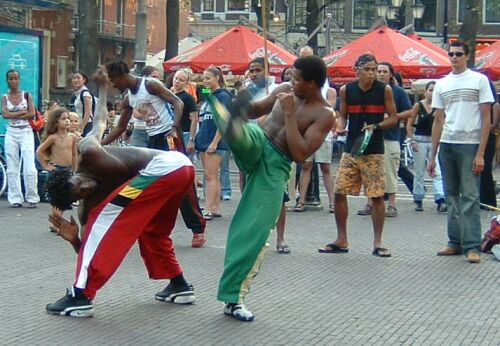
La capoeira. Arte marziale introdotta e sviluppata in Brasile dagli africani nell'era coloniale. Praticata perlopiù nello Stato di Bahia.

La cultura brasiliana è stata principalmente influenzata dalla cultura del Portogallo. La lingua portoghese, la religione cattolica e le tradizioni principali sono state introdotte dai colonizzatori portoghesi durante l'era coloniale. I nativi americani hanno influenzato la lingua e la cucina e gli africani hanno influenzato musica, cucina, lingua e religione del Brasile.
L'influenza tedesca e soprattutto quella italiana sono forti nelle regioni Sud e Sudorientale del Brasile. L'immigrazione italiana verso il Brasile meridionale è stata intensa fra il 1870 e il 1920.

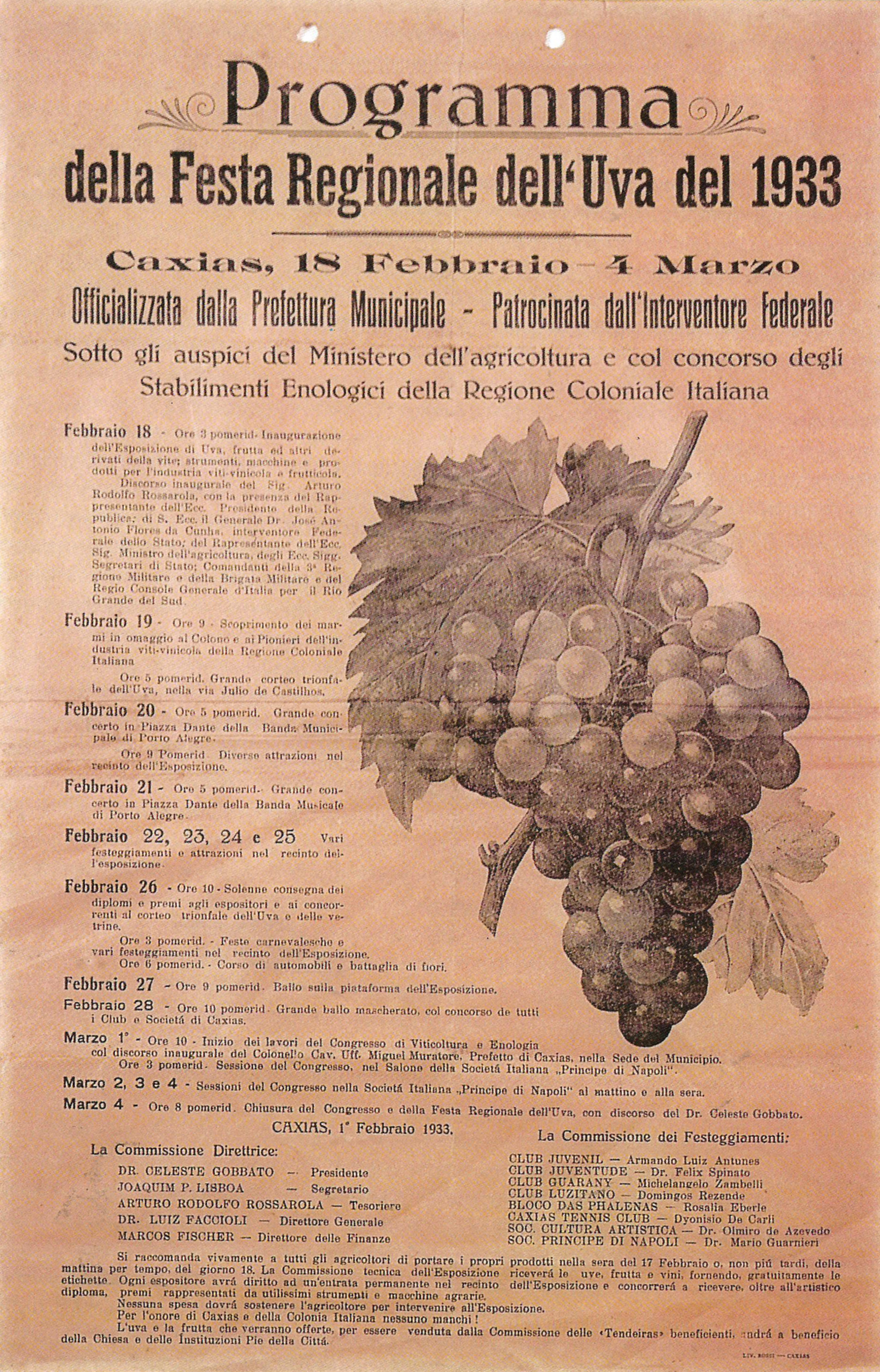
Manifesto agli albori della Festa da Uva (Festa dell'Uva) a Caxias do Sul. Iniziativa ideata da immigrati italiani che si celebra tutt'oggi.

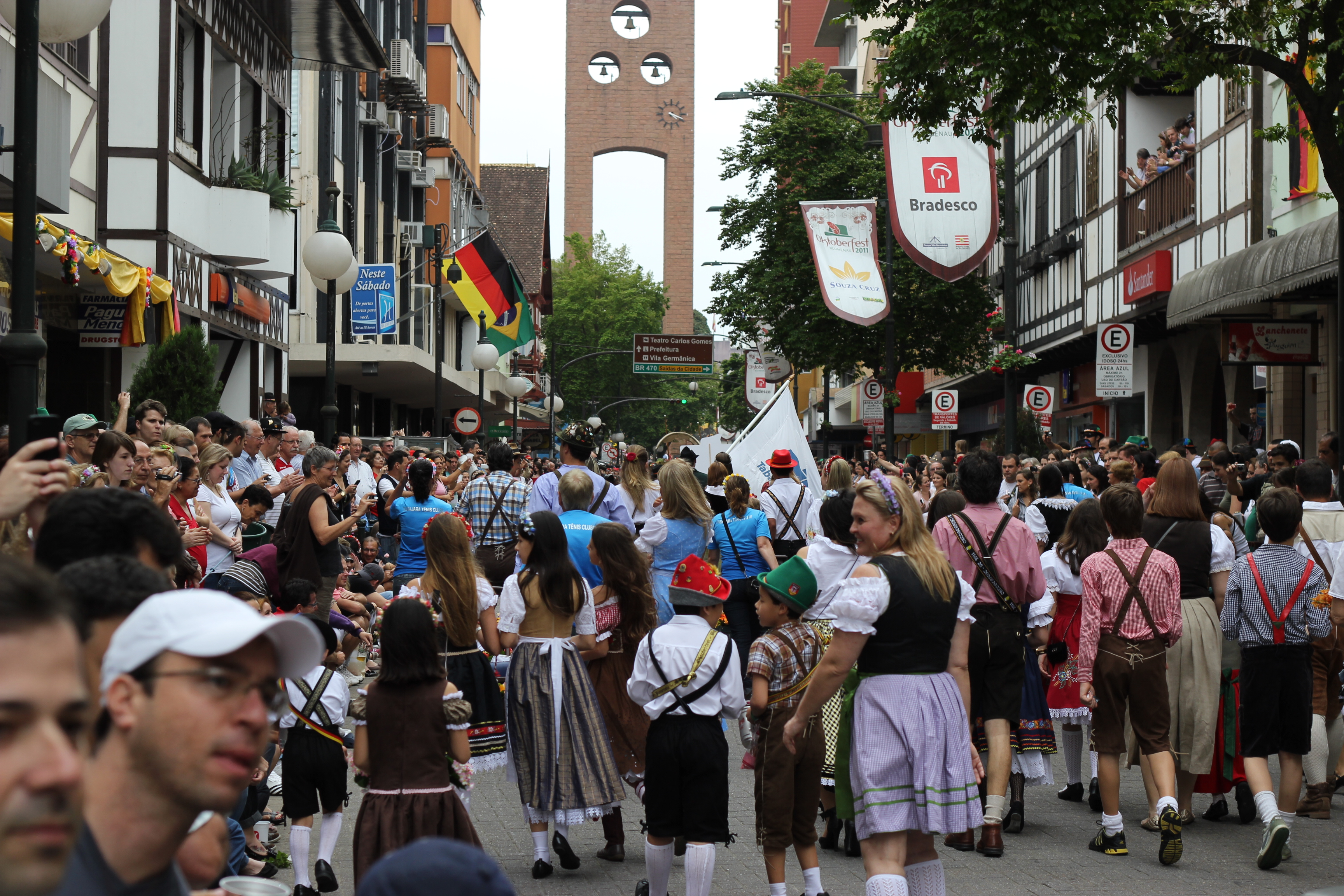
Oktoberfest di Blumenau, noto come il secondo Oktoberfest più grande al mondo, dopo quello di Monaco di Baviera. Tradizione portata da immigrati tedeschi.

Tutte queste culture mescolate hanno generato la ricca e diversa cultura brasiliana.

### Arte
Sin dal XVI secolo, le chiese e i conventi cattolici del Brasile, con l'adozione soprattutto dello stile chão portoghese, presentavano decorazioni di stile europeo realizzate spesso da artigiani brasiliani addestrati alle tecniche di oltreoceano. Durante i secoli XVII e XVIII, i modelli barocchi e rococò, importati dal Portogallo, influenzarono in maniera determinante l'architettura religiosa del Brasile. Molte di queste chiese possono essere ammirate ancora oggi.

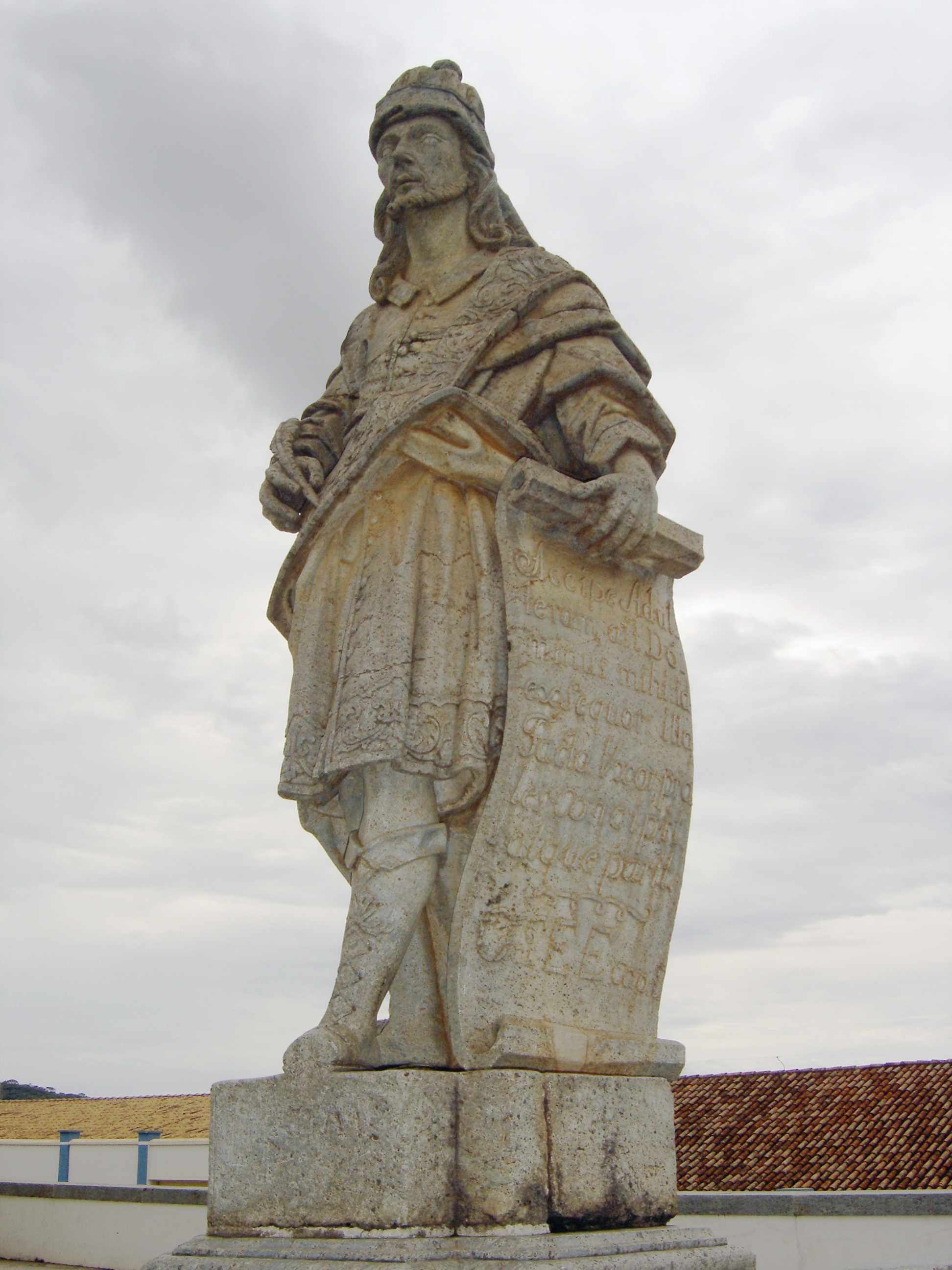
Scultura raffigurante Osea di Aleijadinho in Congonhas, Minas Gerais

L'artista più interessante dell'intero periodo coloniale fu senz'altro lo scultore e architetto Antônio Francisco Lisboa (1738-1814), meglio noto con il nome di Aleijadinho. Autodidatta, figlio di un colono portoghese e di una schiava, sviluppò una notevole maestria nelle più raffinate decorazioni rococò e le sue sculture lignee policrome e le statue di pietra esprimono una grandiosità di sentimenti fuori dal tempo. Aleijadinho, nonostante avesse contratto una grave malattia deformante, continuò a lavorare ugualmente per altri trent'anni, con lo scalpello e il mazzuolo legati al polso. La sua arte può essere apprezzata nelle molte chiese barocche dello Stato natio di Minas Gerais, specialmente nella città di Ouro Preto e nella zona circostante. Nella Chiesa del Bom Jesus de Matosinhos nella città di Congonhas do Campo, Aleijadinho scolpì nella pietra, a grandezza naturale, le statue dei dodici Profeti poste sulla scalinata e sul loggiato esterni. Di fronte alla scalinata della chiesa, in sei piccole cappelle devozionali, creò le stazioni della Via Crucis con 66 statue in legno di cedro.

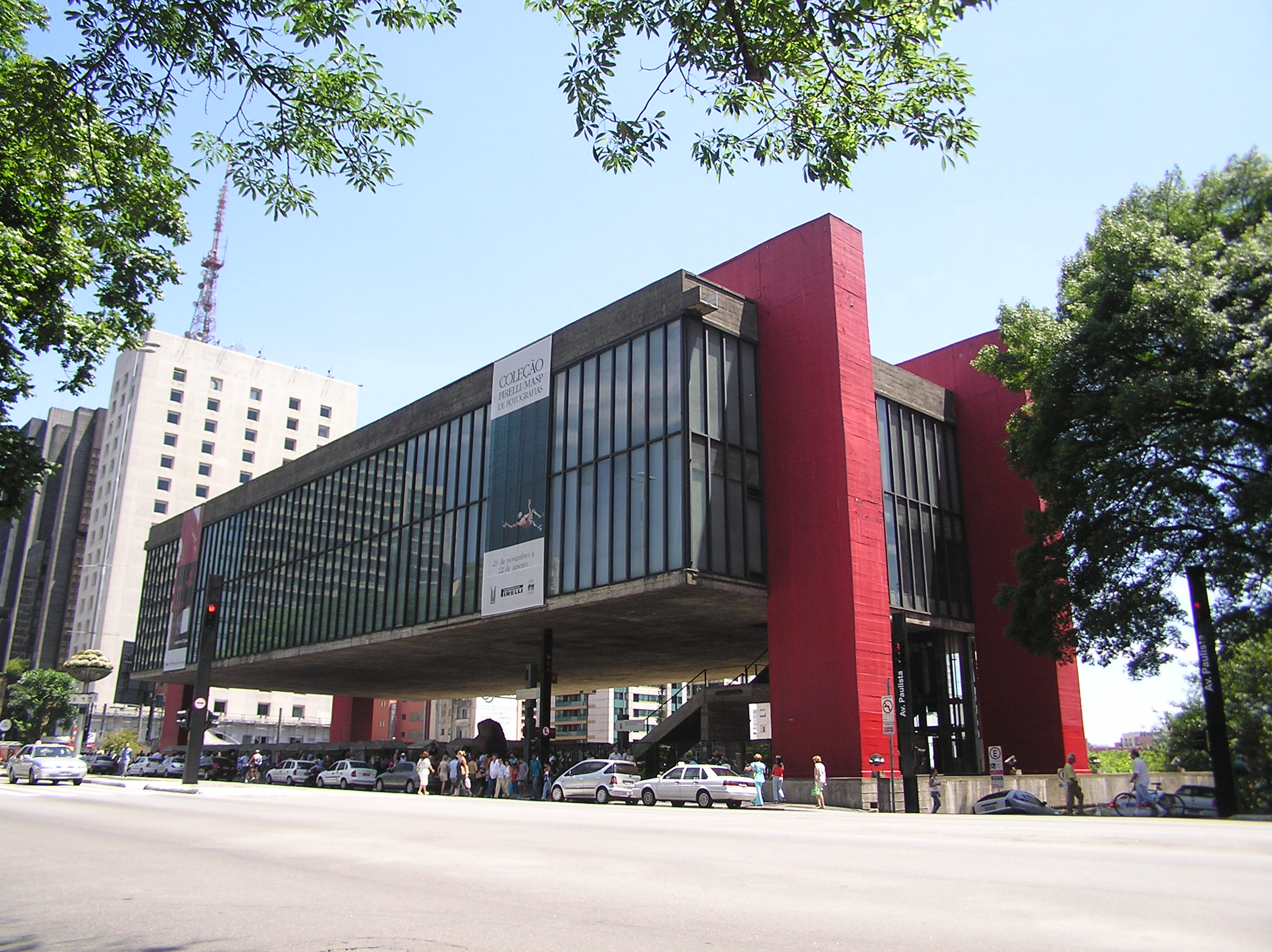
La raccolta di arte occidentale del MASP in San Paolo è considerata la più importante dell'intera America Latina

Durante gli ultimi due anni del XVIII secolo, specialmente a Rio de Janeiro, apparvero i segni di un'arte nuova, non più dominata dai temi religiosi. Diventarono sempre più frequenti nella produzione artistica di Rio opere di contenuto mondano, come i ritratti di personaggi famosi.

All'inizio del XIX secolo, con il trasferimento in Brasile della corte reale portoghese, determinato dall'invasione del Portogallo da parte delle truppe di Napoleone, si assiste a un processo di "europeizzazione" della vita culturale. Giovanni VI, il re portoghese fuggitivo, incoraggiò la vita intellettuale di Rio de Janeiro, fondando istituzioni culturali come la Stampa Regia e la Biblioteca Nazionale. Inoltre, portò con sé un gruppo di maestri francesi, la cosiddetta Missione artistica francese, per creare in Brasile un'Accademia delle Arti, sul modello di quelle europee, e introdurre lo stile neoclassico nel piano di ammodernamento di Rio de Janeiro come capitale del Regno. Facevano parte del gruppo artisti come i fratelli Taunay, l'architetto Auguste Grandjean de Montigny (1776-1850) e il pittore Jean-Baptiste Debret (1768-1848), che con i suoi quadri ha lasciato una preziosa documentazione iconografica del paesaggio, della gente e delle abitudini rurali e cittadine dell'epoca. L'impronta lasciata da Debret e dai suoi colleghi fu tale che il neoclassicismo ha dominato le arti figurative brasiliane fino al periodo repubblicano.
Dopo l'introduzione del Romanticismo nella pittura e nella scultura, nel periodo della proclamazione della repubblica (1889), si attivò un notevole sviluppo urbanistico coincidente con il ripristino della antica arte coloniale. Fino alla prima metà del XX secolo, l'arte brasiliana ha riflesso le correnti e i movimenti europei; tipico esempio di questo momento furono i monumenti dell'italiano Galileo Emendabili, tra cui l'Obelisco della rivoluzione costituzionale del 1932, collocato nel Parco Ibirapuera di San Paolo.
Dopo la seconda guerra mondiale, il Brasile ha cercato di avvicinarsi all'avanguardia delle correnti artistiche contemporanee. Una spinta propulsiva al rinnovamento delle tendenze è stato offerto dalla Biennale internazionale di San Paolo, istituita nel 1951. Importante esponente dell'arte modernista nel XX secolo fu inoltre Tarsila do Amaral.

### Architettura

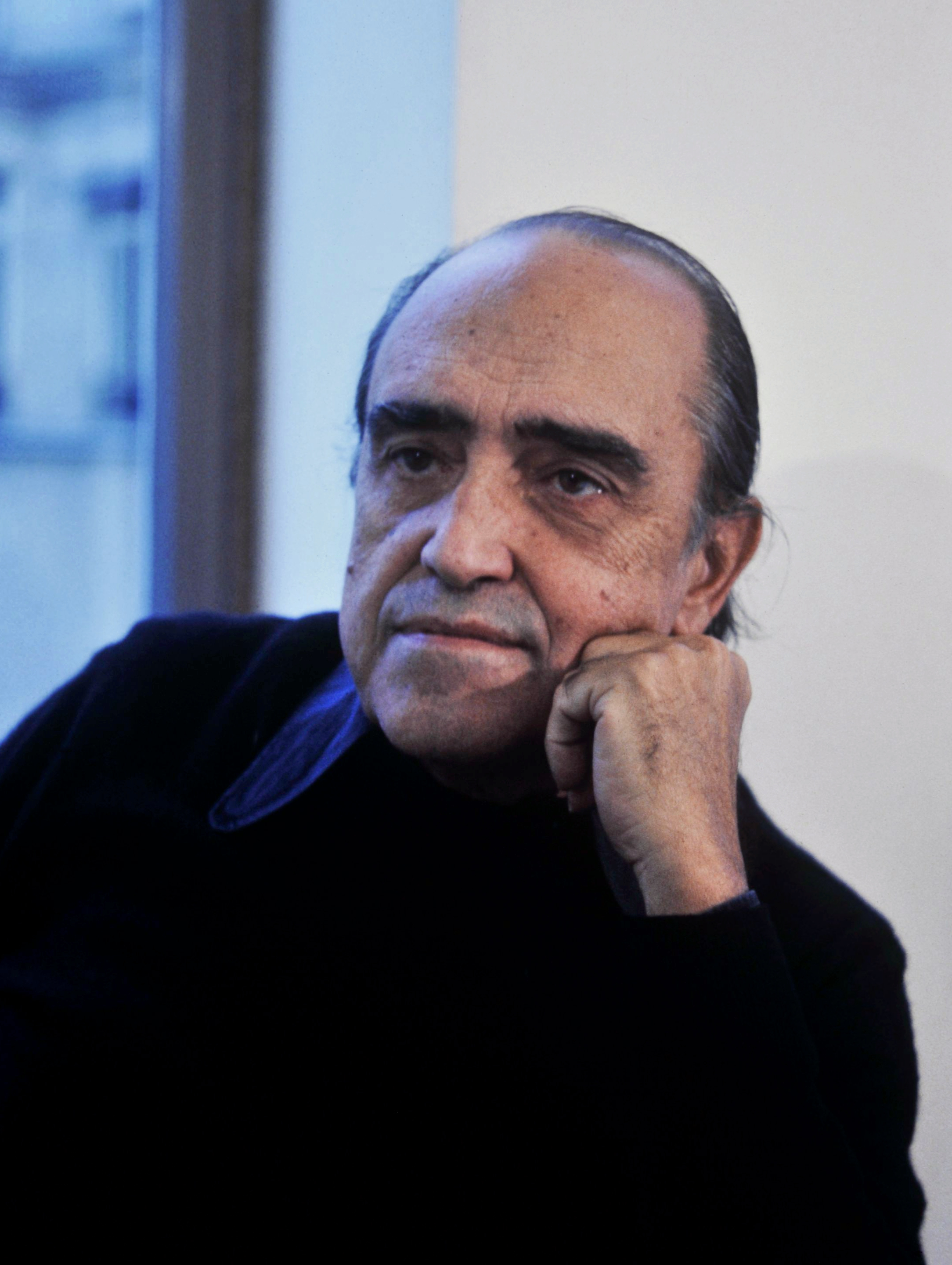
Oscar Niemeyer, tra i maggiori esponenti dell'architettura moderna.

In campo architettonico, tra il XX e il XXI secolo, spicca soprattutto la figura di Oscar Niemeyer.

### Patrimoni dell'umanità
Numerosi siti del Brasile sono stati iscritti nella Lista dei patrimoni dell'umanità dell'UNESCO.

### Letteratura

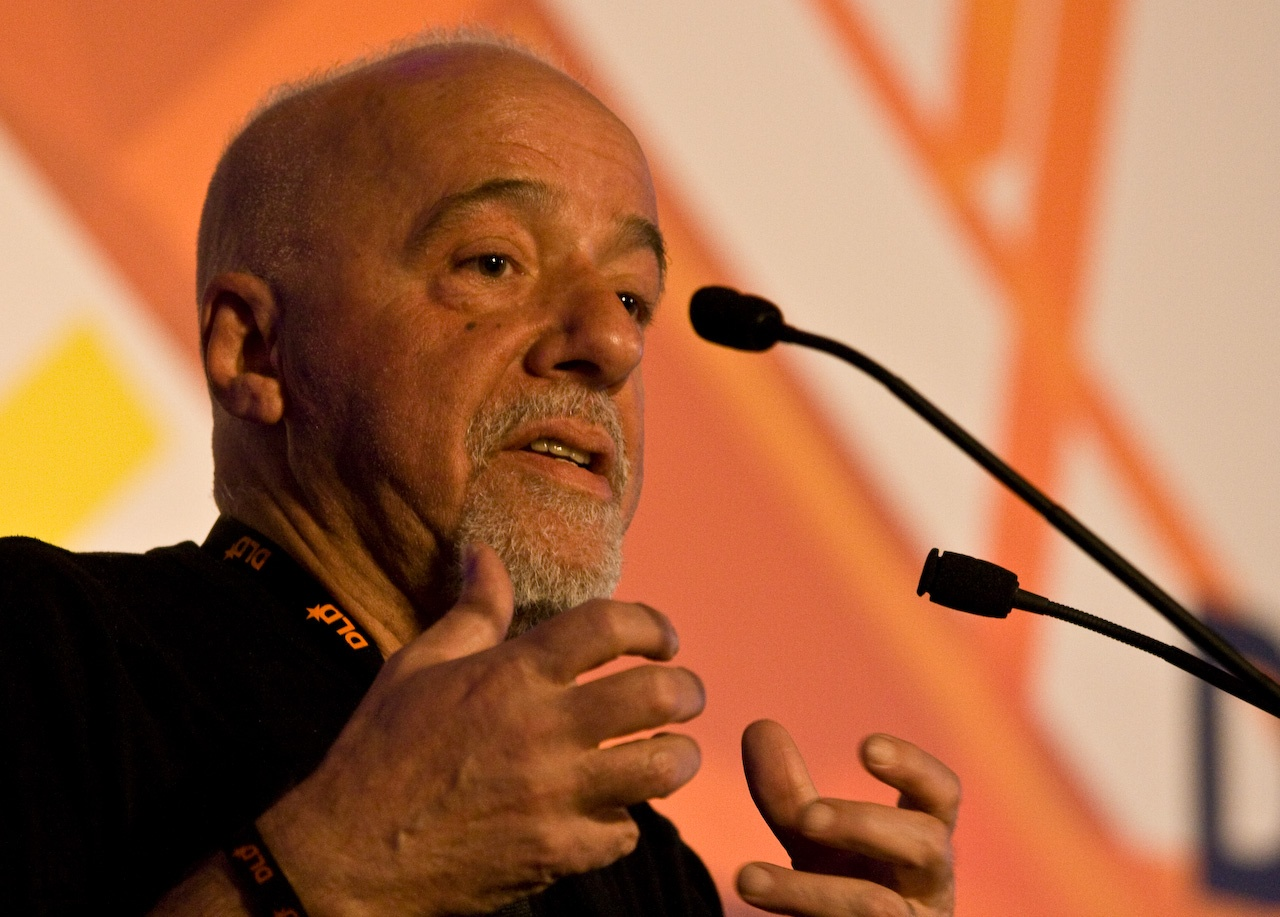
Paulo Coelho

Le prime tracce di letteratura brasiliana sono attribuibili ai versi religiosi dei gesuiti e ai resoconti dei cronisti del Cinquecento alla scoperta del Paese. Nel Seicento la scuola bahiana mise in evidenza opere di storici, di moralisti e dei primi poeti, tra i quali Gregorio de Mattos (1633-1696).
Nel secolo seguente fiorirono le prime accademie e finalmente, grazie alla scuola mineira arcadica, si formò assieme a una tecnica imitativa europea e delle opere di Camōes anche un sentimento letterario brasiliano. Solamente nell'Ottocento la letteratura brasiliana raggiunse una sua maturazione con i contributi del Romanticismo e del suo iniziatore: Gonçalves de Magalhães (1811-1882). Allo stesso periodo appartennero sia i due più popolari poeti romantici, Gançalves Dias (1823-1864) e Castro Alves (1847-1871), sia i primi romanzieri, Manuel Antonio de Almeida (1830-1861) e Joaquim Manuel de Macedo (1820-1882). Nei decenni seguenti si imposero il parnassianesimo in poesia e il naturalismo in prosa, magistralmente rappresentato da Machado de Assis (1839-1908); tra il XIX e il XX secolo si distinse il poeta Olavo Bilac (1865-1918). Se verso la fine dell'Ottocento si diffuse la reazione spiritualistica e simbolistica, il 1922 segnò l'inizio del modernismo, guidato da Mário de Andrade.. E ancora nel XX secolo si distinse il poeta Carlos Drummond de Andrade.
Tra i contemporanei si possono citare Paulo Coelho, il cui romanzo di formazione L'alchimista (1988) ha venduto oltre cento milioni di copie, João Guimarães Rosa e Jorge Amado con noti romanzi quali Il paese del carnevale (1931). Tra le scrittrici che hanno dato grande contributo alla letteratura brasiliana ricordiamo Rachel de Queiroz e Clarice Lispector, tra le maggiori del novecento.

### Teatro

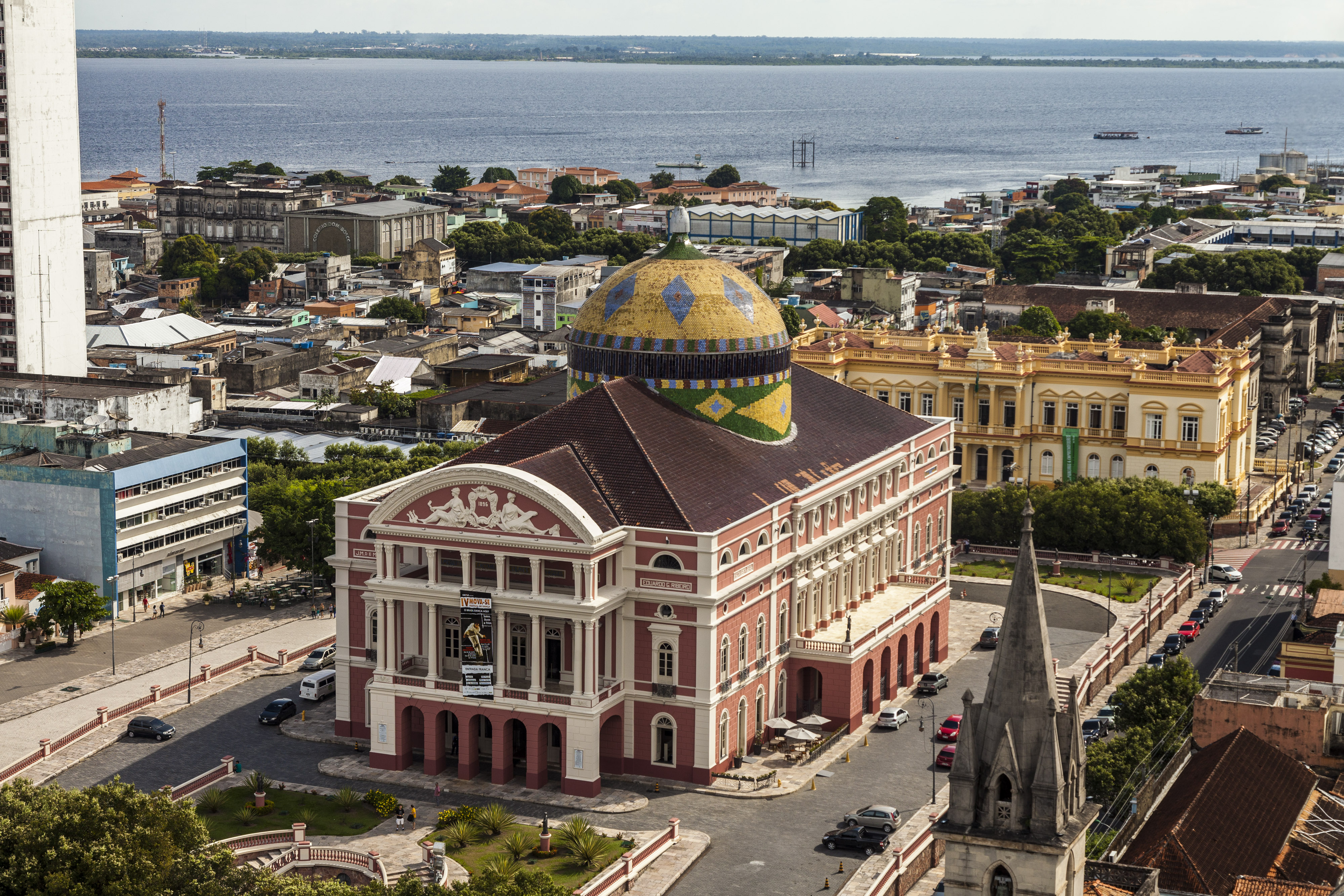
Teatro Amazonas a Manaus, capitale dello Stato di Amazonas

Se nel periodo dell'espansione gesuita il teatro venne utilizzato per la diffusione della dottrina cattolica, nel XVII e nel XVIII secolo apparvero i primi drammaturghi che misero in scena spettacoli di derivazione europea destinati alla Corte o a spettacoli privati. Durante il XIX secolo acquistò importanza e spessore il teatro drammatico, il cui primo degno rappresentante fu Luís Carlos Martins Pena (1813-1848), capace di descrivere la realtà a lui contemporanea. Sempre in questo periodo si impose la commedia di costume e la produzione comica. Rilevante, sempre nel XIX secolo, fu anche il drammaturgo Antônio Gonçalves Dias.
Già ai primi del XX secolo si accrebbe la presenza di teatri, di impresari e di compagnie di attori, ma paradossalmente la qualità dei prodotti messi in scena scemò, e solamente nel 1940 il teatro brasiliano ricevette un'impennata di rinnovamento grazie all'azione del Teatro do Estudante di Pascoal Carlos Magno, al gruppo dei Comediantes e agli italiani Adolfo Celi, Ruggero Jacobbi, Luciano Salce e Aldo Calvo del Teatro Brasileiro de Comedia. A partire dagli anni sessanta del secolo si assistette sia a un teatro impegnato nelle tematiche sociali e religiose sia al fiorire di scuole di arte drammatica. Gli autori più in evidenza in questa fase furono Jorge Andrade e Ariano Suassuna.

### Musica

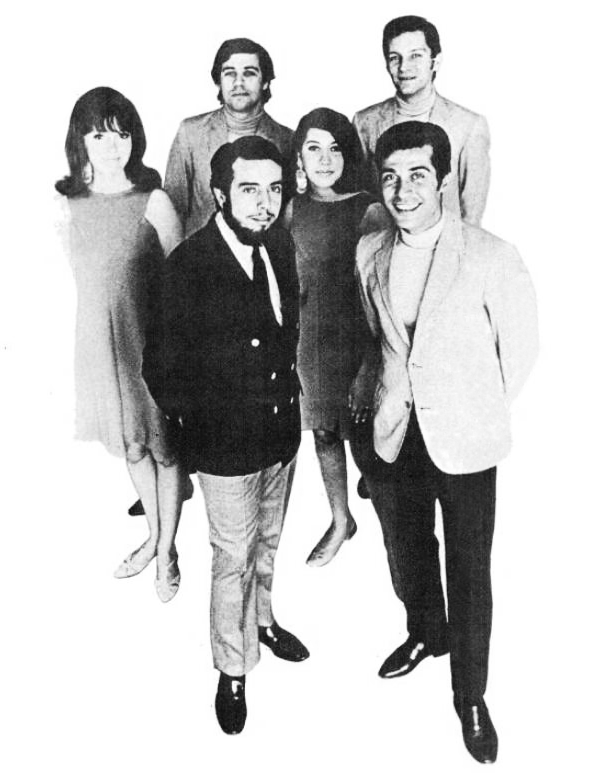
Banda Sergio Mendes & Brasil '66

La musica del Brasile è fortemente influenzata da quelle d'Africa e d'Europa. In 500 anni di storia, nel Paese sono sorti stili unici e originali come Axé, choro, forró, frevo, samba, bossa nova, Música Popular Brasileira (MPB) e rock brasiliano. Gli indios svilupparono una musica autoctona basata su strumenti tipici quali il chocalho, a percussione, e numerose danze rituali, come il catimbò e il fandango. In seguito gli indios assorbirono ritmi sincopati provenienti dalla tradizione africana e arricchirono la loro strumentazione con i tamburi (atabaques) e la campanella metallica (agogô). I canti antichi più diffusi erano quelli marinari, pastorali, epici, natalizi, sentimentali. Verso il XVI secolo la musica popolare brasiliana risentì anche dell'influenza della musica europea, ma solo con un certo ritardo si avviò il fenomeno d'integrazione con le espressioni musicali indigene, culminante agli inizi dell'Ottocento, durante il regno di Pietro I, grazie alla fondazione di teatri, istituti e scuole. Il compositore più importante di questo periodo è José Maurício Nunes Garcia, un mulatto dotato di vasta erudizione musicale, che riuscì a fondere gli elementi della scuola tradizionale del barocco brasiliano con la lezione dei grandi autori del classicismo europeo.
Tra i più famosi musicisti brasiliani del XIX secolo spicca Antônio Carlos Gomes. Il più importante compositore di musica classica brasiliano è Heitor Villa-Lobos, esponente del neoclassicismo musicale, compositore e direttore d'orchestra che scrisse attorno alle 1 300 composizioni, di cui molte ispirate alla tradizione musicale brasiliana e altre a quella europea del 1600.
Tra le compositrici brasiliane Chiquinha Gonzaga (1847-1935), prima pianista del Choro e autrice della prima marcia del carnevale, intitolata Ó Abre Alas (1899): la data del suo compleanno, il 17 ottobre, viene celebrata in Brasile con la Giornata nazionale della musica popolare brasiliana (Dia Nacional da Música Popular Brasileira).. Tra i compositori brasiliani Pixinguinha e Luiz Gonzaga, anche cantante e ancora da ricordare Tom Jobim.
Tra i cantanti brasiliani più affermati ci sono Carmen Miranda, Roberto Carlos, Emilio Santiago, Djavan, Milton Nascimento, Adoniran Barbosa, per il genere musicale del samba paulista, carioca Cartola, per il genere samba, Carlinhos Brown per il genere Samba-reggae, Rita Lee, considerata la Regina del rock brasiliano, Deborah Blando, Elza Soares, Fábio Jr., José Augusto, Tim Maia, Lobão, Marília Mendonça e Gusttavo Lima.
Per quanto riguarda le band, le più famose nella storia del paese sono: Olodum, Kaoma, Legião Urbana, Titãs, Os Paralamas do Sucesso, Ultraje a Rigor, Engenheiros do Hawaii, Skank, Roupa Nova e Mamonas Assassinas.
In campo metal, sono noti i Sepultura e gli Angra.
Infine tipica danza brasiliana è la samba de roda riconosciuta nel 2005 dall'UNESCO patrimonio immateriale dell'umanità.

### Cinema
Gli albori del cinema brasiliano sono rintracciabili verso i primi del Novecento e già nel 1928 vennero realizzati i primi grandi successi, grazie alle opere di Humberto Mauro e di Mário Peixoto. Negli anni trenta del secolo il cinema ricevette un grande impulso con la fondazione delle case produttrici Vera Cruz e Maristela e negli anni quaranta e cinquanta si misero in luce importante Lima Barreto e un nutrito gruppo di artisti italiani, con in testa Adolfo Celi e Luciano Salce. Nel 1962, dopo un periodo di stasi, il regista Anselmo Duarte ottenne la palma d'oro al Festival di Cannes per il film La parola data, il primo film brasiliano candidato per l'Oscar al miglior film straniero nel 1962, e negli ultimi decenni numerosi sono stati gli approcci verso una cinematografia sia ad ampio respiro internazionale, sia corrispondente alle esigenze e al sentimento nazionale. Primo film brasiliano a ottenere l'Oscar al miglior film in lingua straniera è stato, nel 2025, Io sono ancora qui del regista Walter Salles. Altro film noto O Quatrilho - Il quadriglio diretto dal regista Fábio Barreto, film che fu nominato all'Oscar al miglior film straniero nel 1996. Tra le varie attrici brasiliane che si distinsero nel XX secolo ricordiamo Dercy Gonçalves.Tra i film più recenti girati nel paese troviamo Fast & Furious 5.
Importante movimento di rinnovamento della cinematografia brasiliana fu il Cinema Novo.

### Altri contributi culturali
Nel 1960 Peter Medawar, naturalizzato inglese ma di origini brasiliane viene insignito del Premio Nobel per la medicina per i contributi alla tolleranza immunologica acquisita.
La Cucina brasiliana ha dato vita a molti dei piatti tipici della Cucina sudamericana.

## Sport
Il Brasile ha organizzato diversi eventi sportivi su larga scala. La nazione ha organizzato e ospitato i Giochi Olimpici del 2016, che si sono svolti nella città di Rio de Janeiro; i Campionato mondiale di calcio 1950 e i Campionato mondiale di calcio 2014; i Giochi Panamericani del 1963 a San Paolo e i Giochi Panamericani del 2007 a Rio de Janeiro; il Campionato mondiale maschile di pallacanestro 1954 e il Campionato mondiale maschile di pallacanestro 1963, a Rio; i Campionati mondiali di nuoto in vasca corta 1995 a Rio; dal Campionato mondiale di pallavolo maschile 1960, dal Campionato mondiale di pallavolo maschile 1990 e dal Campionato mondiale femminile di pallavolo 1994; il Campionati mondiali di judo maschile 1965, il Campionati mondiali di judo 2007 e il Campionati mondiali di judo 2013; il Campionati mondiali di beach volley 2003; il campionato mondiale femminile di pallamano 2011; Campionati mondiali di karate 1998, FIFA Futsal World Cup 2008, Campionato mondiale di beach soccer 2005, 2006 e 2007, Campionati mondiali di canoa/kayak slalom 1997, 2007 e 2018, Campionato mondiale di scherma 2016; ha ospitato la Copa América cinque volte, l'ultima delle quali è stata la Copa América 2019. Inoltre, il paese ospita ogni anno il Gran Premio del Brasile all'Autodromo José Carlos Pace, situato a San Paolo; un torneo di tennis ATP 500, il Rio Open; la Corrida Internacional de São Silvestre; il Grande Prêmio Brasil di equitazione, all'Ippodromo di Gavea e altri tornei.

### Calcio

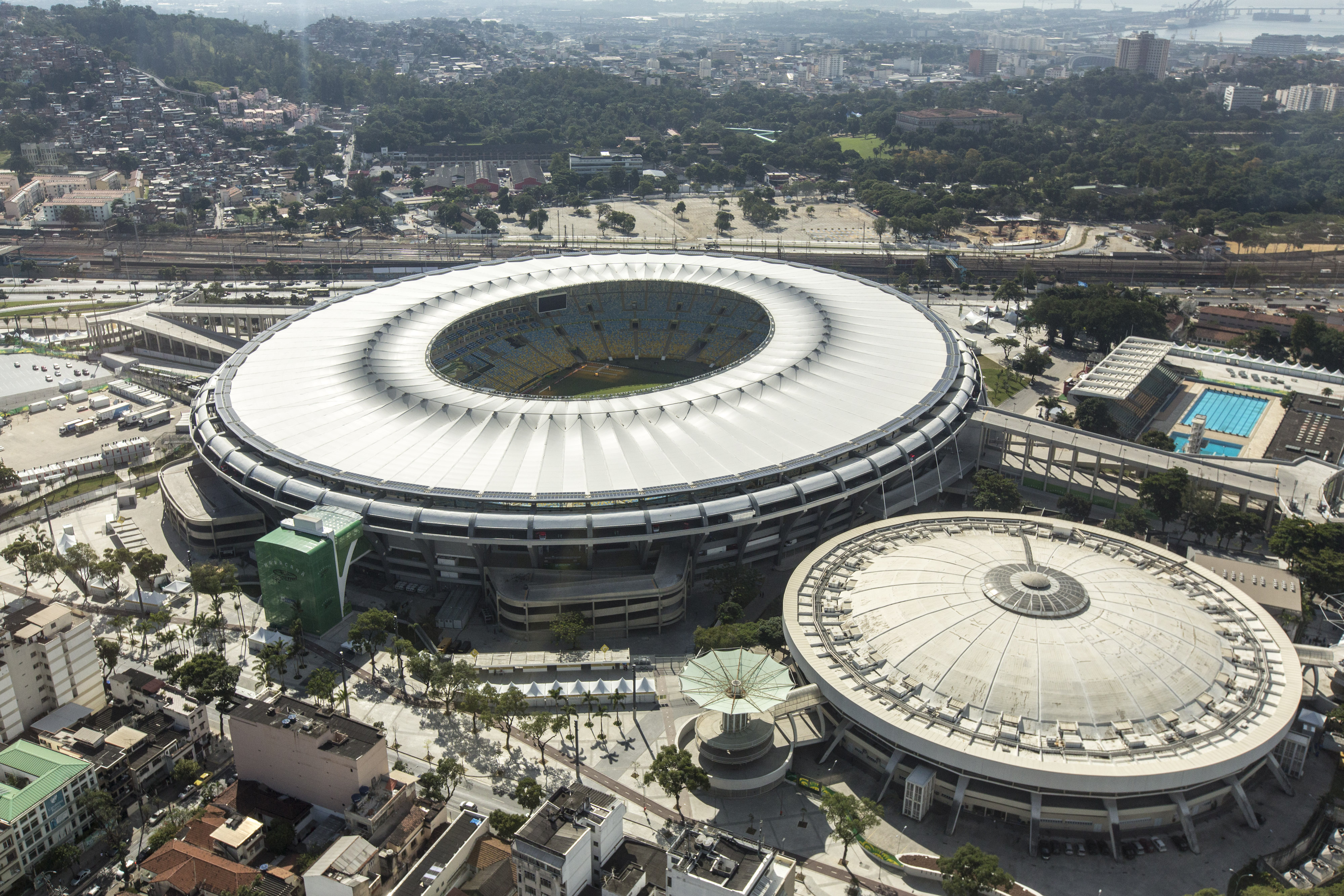
Lo stadio Maracanã di Rio de Janeiro, uno dei più famosi del mondo

Il calcio (futebol) è lo sport più seguito e più amato. La nazionale brasiliana, nota informalmente come Seleção (selezione), è la nazionale di calcio più titolata del mondo, vantando 5 campionati mondiali vinti (1958, 1962, 1970, 1994 e 2002), 9 Coppe America (1919, 1922, 1949, 1989, 1997, 1999, 2004, 2007, 2019) e 4 Confederations Cup.
Inoltre è l'unica nazionale di calcio a essersi sempre qualificata a tutte le edizioni del mondiale. Alcuni dei suoi giocatori, come Pelé, sono considerati tra i migliori di sempre. Tra gli altri calciatori brasiliani noti ricordiamo Ronaldo, Ronaldinho, Garrincha, Zico, Leônidas, soprannominato il  Diamante Nero e fu colui che inventò la rovesciata e Arthur Friedenreich, soprannominato El Tigre.
Il Brasile ha ospitato due volte il Campionato mondiale di calcio, nel 1950 e nel 2014. Nella partita decisiva della prima edizione perse per 2-1 contro l'Uruguay al Maracanã, evento per il quale venne coniato il termine Maracanazo. Nell'edizione del 2014 il Brasile venne clamorosamente battuto in semifinale dalla Germania, futura vincitrice del titolo, per 7-1; per calco linguistico, l'evento fu etichettato con il termine Mineirazo.

### Automobilismo

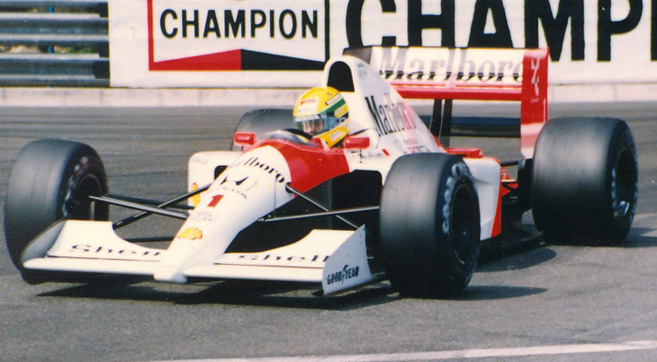
Ayrton Senna durante il Gran Premio di Monaco del 1991

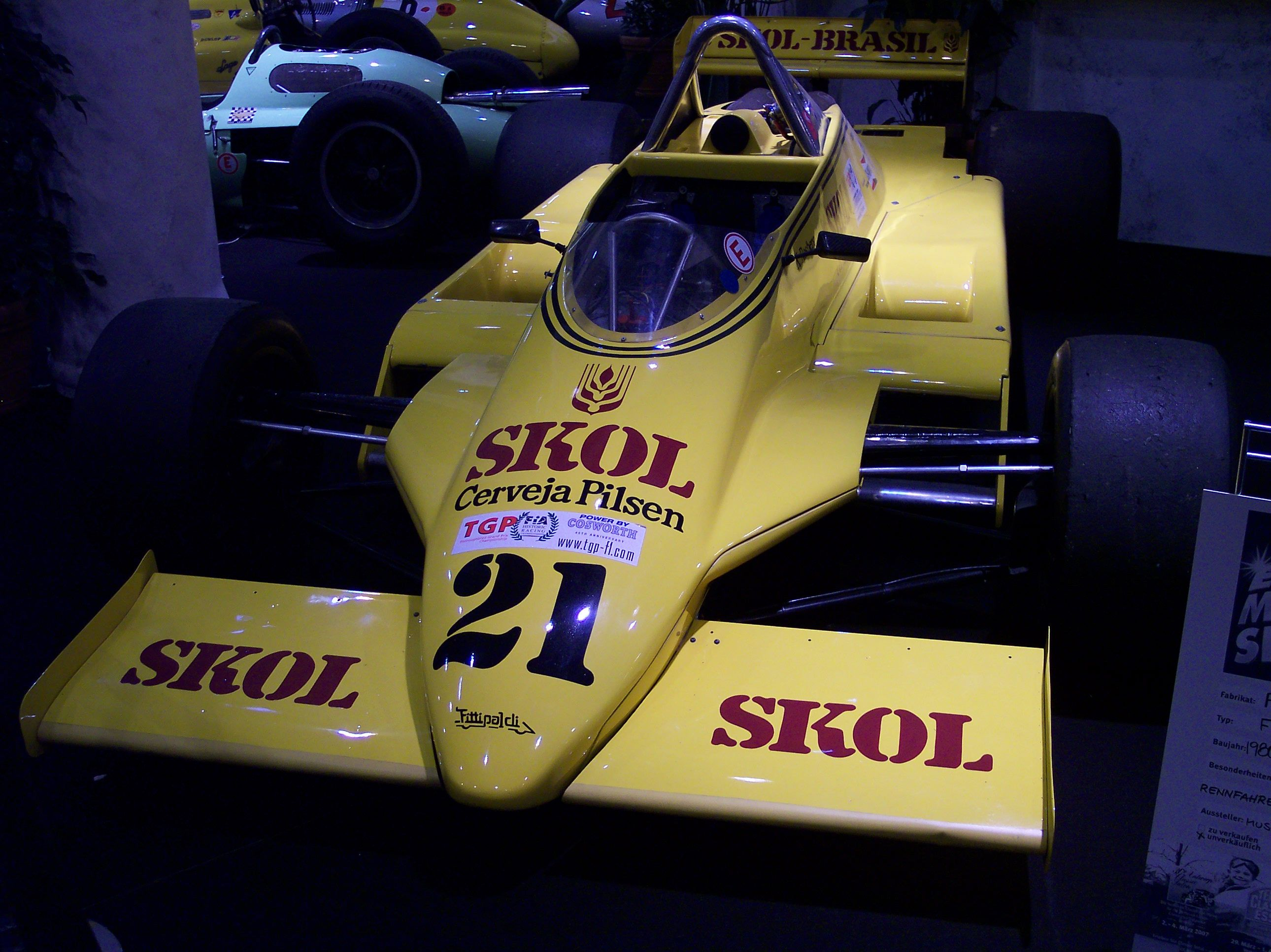
Scuderia Fittipaldi Automotive - Fittipaldi F8

Nell'automobilismo, sono molti i campioni venuti dal Brasile. Prima che venisse istituito il campionato mondiale di Formula 1 diversi piloti ottennero alcuni successi nei trofei di corse che si disputavano all'epoca, fra i quali uno dei più famosi fu Chico Landi che su Maserati vinse il Gran Premio di Bari nel 1948; ma bisognerà poi aspettare gli anni settanta per trovare un pilota brasiliano di F1 vincente, Emerson Fittipaldi, che fu anche il primo pilota brasiliano a vincere il titolo mondiale (1972 e 1974) e che successivamente gareggiò con successo anche nei campionati americani di CART vincendo sia il titolo sia la famosa 500 Miglia di Indianapolis. Negli ultimi tempi si è impegnato anche nei campionati Grand Prix Masters e A1 Grand Prix. Per un breve periodo, gestì anche una propria scuderia di corse, la Fittipaldi Automotive o Copersucar.
Noti sono anche Ayrton Senna (campione del mondo nel 1988, 1990 e 1991) e Nelson Piquet (campione nel 1981, 1983 e 1987), che con i loro successi infiammarono gli anni ottanta e i primi novanta. Sfortunatamente dopo di loro i piloti brasiliani non ottennero risultati soddisfacenti in F1, con le ultime vittorie in un gran premio ottenute da Felipe Massa e Rubens Barrichello ma senza titoli. Al contrario nei campionati americani di IndyCar ci sono stati gli iridi di Gil de Ferran, Cristiano da Matta e Tony Kanaan fra il 2000 e il 2004. Dal 2025, Gabriel Bortoleto, campione del mondo di Formula 2 2024, è pilota di Formula 1 con la Sauber F1 Team.
Altri piloti famosi nella storia dell'automobilismo, sia Formula 1 sia di categorie statunitensi, sono Carlos Pace, Christian Fittipaldi, Hélio Castroneves, Roberto Moreno, Tony Kanaan.

### Sport da combattimento

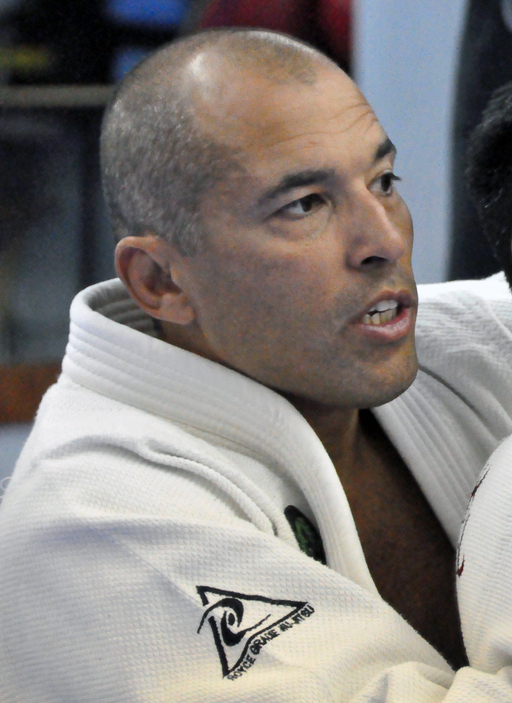
Royce Gracie, leggenda delle arti marziali miste

Molto diffusa è anche la lotta, nel quale i brasiliani hanno sviluppato delle varianti originali di sport da combattimento importati da immigrati europei e asiatici; sono molto popolari la luta livre e il jiu jitsu brasiliano, stili che sono fra l'altro basi comuni per i cruenti tornei del vale tudo e che sono stati studiati anche da atleti stranieri impegnati nelle competizioni di arti marziali miste. Fra i combattenti più importanti e noti ci sono Hélio Gracie, Royce Gracie, Rickson Gracie, Ronaldo Souza, Anderson Silva, Wanderlei Silva, Antônio Rodrigo Nogueira e Vítor Belfort, e in generale gli atleti brasiliani sono spesso stati dominanti nei tornei e organizzazioni internazionali di arti marziali miste e di submission grappling.

#### La Capoeira
Tipicamente brasiliana è anche la Capoeira, arte marziale dalle acrobazie simili a quelle di una danza, cosa che trae facilmente in inganno chi non la conosce appieno.
La Capoeira viene praticata da due "giocatori" all'interno di un cerchio di persone, la Roda, che suonano un ritmo particolare.
Figura di spicco di questa arte marziale viene considerato Mestre Bimba (1899-1974), il padre della capoeira regionale.

### Giochi olimpici
La prima medaglia d'oro olimpica per il Brasile fu vinta da Guilherme Paraense, nel tiro a segno, ai Giochi olimpici di Anversa 1920. E sempre ad Anversa 1920 che venne vinta la prima medaglia olimpica per il Brasile: la medaglia d'argento, nel tiro a segno, vinta da Afrânio da Costa. Fino alle Olimpiadi del 2016, il Brasile aveva vinto 129 medaglie nella storia dei Giochi Olimpici, tutte nelle edizioni estive. Ci sono 30 medaglie d'oro, 36 d'argento e 63 di bronzo, che lo rendono il paese sudamericano con il miglior record nella storia dei Giochi Olimpici moderni e il quarto più grande vincitore nelle Americhe dietro a Stati Uniti, Canada e Cuba, rispettivamente. È anche uno dei pochi paesi che ha un atleta che ha ricevuto la medaglia Pierre de Coubertin: Vanderlei Cordeiro de Lima. Il paese ha già vinto medaglie d'oro olimpiche in 11 diversi sport: vela, atletica leggera, pallavolo, judo, beach volley, calcio, nuoto, tiro a segno, ginnastica, boxe ed equitazione.
Alcuni degli atleti più famosi nella storia del Brasile sono: César Cielo Filho, Ricardo Prado, Gustavo Borges e Ana Marcela Cunha nel nuoto; Maria Esther Bueno, Gustavo Kuerten, Beatriz Haddad Maia, Marcelo Melo e Bruno Soares nel tennis; Ayrton Senna, Emerson Fittipaldi, Rubens Barrichello, Nelson Piquet e Felipe Massa in Formula 1; Oscar Schmidt e Hortência Marcari nel basket; Torben Grael, Robert Scheidt, Martine Grael y Kahena Kunze svegli; Arthur Zanetti e Rebeca Andrade in ginnastica artistica; Éder Jofre e Acelino Freitas nel pugilato; Adhemar Ferreira da Silva, Joaquim Cruz, Maurren Maggi, Alison dos Santos, Thiago Braz in atletica leggera; Rodrigo Pessoa in equestre; Aurélio Miguel, Sarah Menezes e Rogério Sampaio nel judo; Isaquias Queiroz in canoa; Bob Burnquist, Sandro Dias e Rayssa Leal sugli skateboard; Falcão nel futsal; Gabriel Medina e Ítalo Ferreira nel surf; Sandra Pires, Jackie Silva, Emanuel Rego, Ricardo Santos, Bruno Oscar Schmidt, Alison Cerutti nel beach volley; Anderson Silva, José Aldo, Rodrigo Minotauro, Vítor Belfort, Lyoto Machida, Royce Gracie, Amanda Nunes in MMA.
Nel 2016 Rio de Janeiro ha ospitato i giochi della XXXI olimpiade.

### Altri sport

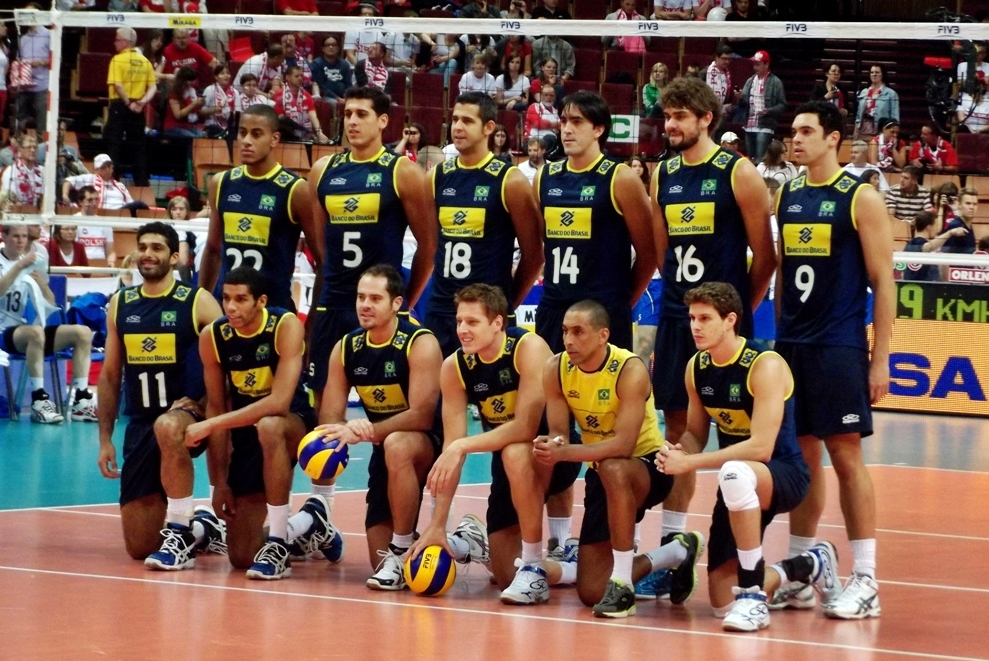
La squadra nazionale di pallavolo nel 2012

Oltre all'automobilismo, al calcio e alla lotta, nel Brasile molto popolari sono anche la pallavolo e, negli ultimi anni, il nuoto. La pallavolo nel Brasile è esplosa a partire dagli anni novanta, sia a livello maschile sia femminile: infatti, la Nazionale di pallavolo maschile del Brasile ha trionfato ai Giochi della XXV Olimpiade e ai Giochi della XXIII Olimpiade, oltre ad aver gli ultimi tre Campionati mondiali, le ultime due Coppe del Mondo, otto World League tra il 2001 e il 2011 e ad aver sempre trionfato nel Campionato sudamericano con l'esclusione del 1964, anno in cui la nazionale non si è qualificata. La nazionale femminile di pallavolo ha trionfato ai Giochi della XXIX Olimpiade e ha conquistato cinque World Grand Prix tra il 2004 e il 2009. Il nuoto è esploso negli ultimissimi anni, grazie soprattutto a César Cielo Filho, salito alla ribalta con la vittoria nei 50 metri stile libero ai Giochi della XXIX Olimpiade ed esploso definitivamente ai Campionati mondiali del 2009, in cui ha fatto la doppietta nei 50 e 100 stile libero, condita dallo sbalorditivo record del mondo nei 100 con 46"91, tempo che lo ha fatto diventare il primo nuotatore a essere sceso sotto la barriera dei 47" in tale disciplina. Un altro nuotatore brasiliano già abbastanza affermato a livello internazionale è Felipe França Silva, vincitore nei 50 metri rana a Campionati mondiali di nuoto 2011.

## Tradizioni

### Il Carnevale

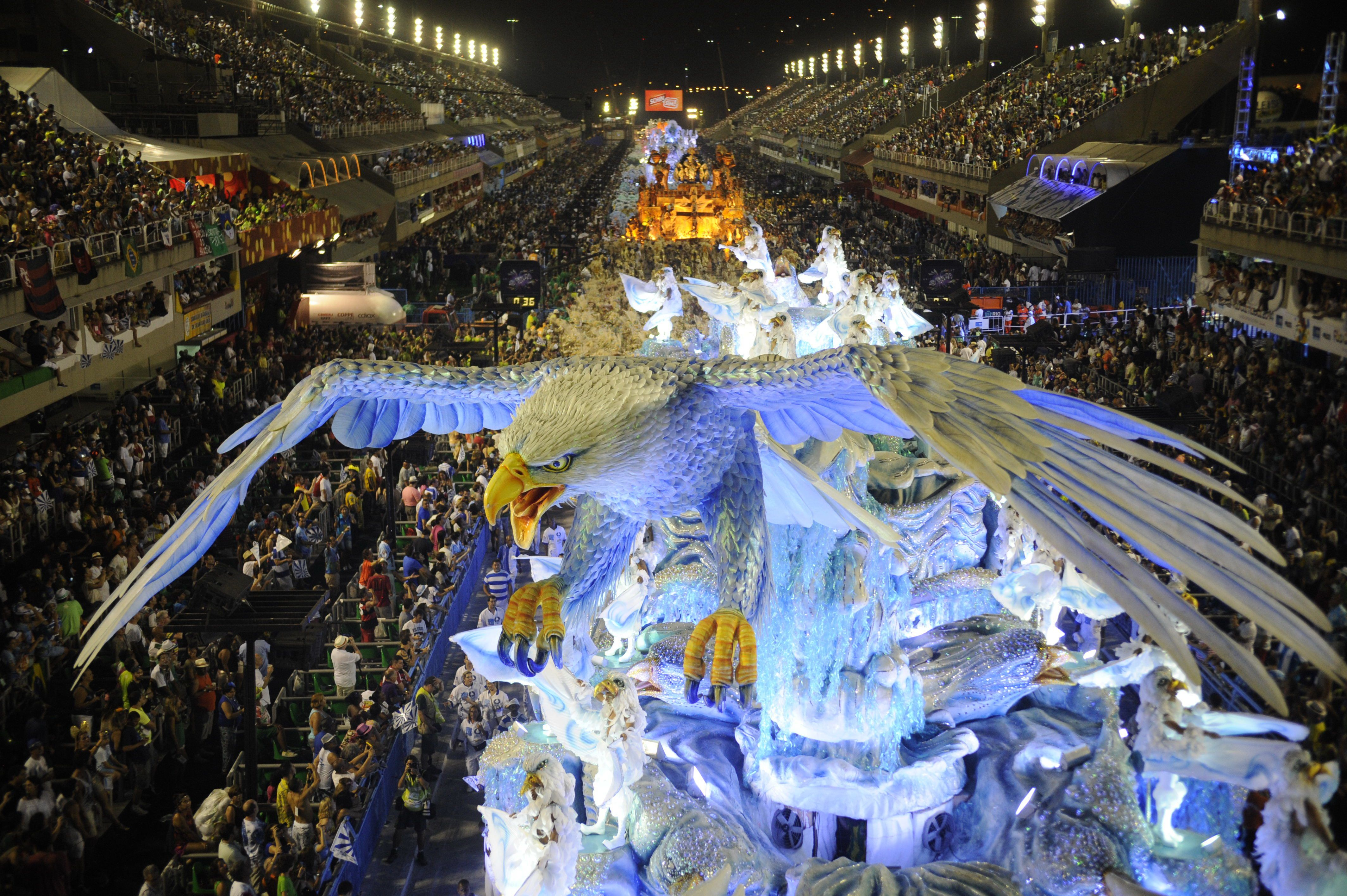
Il Carnevale di Rio de Janeiro

In Brasile ci sono moltissimi tipi di carnevale a seconda della regione in cui ci si trova. Quello che attrae più turisti brasiliani è il carnevale di Salvador de Bahia, mentre quello che più attrae turisti stranieri è il Carnevale di Rio de Janeiro, per l'inizio della Quaresima: si celebra quaranta giorni prima di Pasqua. Esso è considerato il più trasgressivo e il più importante del mondo; ogni anno sono milioni di turisti provenienti come detto da tutto il mondo che si recano alla manifestazione più importante, dove in una folla immensa, tra musica e festa, vengono spinti enormi carri con varie rappresentazioni di tutti i colori e ballerine brasiliane che ballano a suon di samba. In Brasile viene svolto normalmente quaranta giorni prima della quaresima; a seconda dell'anno dura circa due settimane e viene svolto nello stesso periodo in tutto il Paese. Nei giorni di festa del carnevale il paese vanta una forte crescita economica.
Un altro carnevale importante e tradizionale è quello di Olinda, dove la folla va in giro con grosse fantasie in blocchi tradizionali e il Carnatal, il carnevale fuori stagione che si tiene ogni anno intorno ai primi di dicembre a Natal.

### Festività
Dia dos Namorados è celebrato il 12 giugno è l'equivalente Brasiliano a San Valentino. In questo giorno tra le coppie: tra fidanzata e fidanzato, moglie e marito, ecc., è usanza scambiarsi regali e mazzi di fiori.
Dia das Mães è celebrato ogni seconda domenica di maggio è l'equivalente Brasiliano alla Festa della mamma. Dia dos Pais è celebrato ogni seconda domenica di agosto è l'equivalente Brasiliano alla Festa del papà.
São João (San Giovanni) è una festività celebrata il 24 giugno nella maggior parte delle città Brasiliane, specialmente in quelle del Nordest, come Recife e Maceió. Il 21 aprile si onora Tiradentes, patriota brasiliano.
Il 7 settembre è il giorno dell'indipendenza dall'Impero portoghese, il 15 novembre il giorno della proclamazione della Repubblica, mentre il 12 ottobre è la festa di Nostra Signora di Aparecida. Altre festività come la Festa del lavoro, la Festa dei morti e il Natale avvengono nelle stesse date di altre parti del mondo, ossia il Primo maggio, il 2 novembre e il 25 dicembre.

### Folclore
Tra i personaggi caratteristici del folclore brasiliano ci sono il saci, un giovane di colore con una sola gamba che fuma la pipa; il curupira, un personaggio con i piedi rivolti all'indietro che punisce chi danneggia la foresta e i suoi animali; il boitatá, un serpente di fuoco che attacca chi appicca incendi; la mula sem cabeça, una donna che, colpita da una maledizione per una storia d'amore con un prete, si trasforma in una mula nelle notti tra il giovedì e il venerdì; il caboclo d'água, un essere con un solo occhio che vive nel Rio São Francisco e può rovesciare le barche.

### Gastronomia
Ciò che caratterizza soprattutto la cucina brasiliana è la varietà presente da regione a regione con le sue proprie caratteristiche e usanze.

### Annotazioni
1. ↑  Con il Grito do Ipiranga da parte di Pietro I del Brasile.
2. ↑  Con il trattato di Rio de Janeiro.
3. ↑  Data della proclamazione della repubblica.
4. ↑  Ratifica della Costituzione del Brasile nell'ambito del processo di democratizzazione del Paese.

### Riferimenti
1. ↑  Membro fondatore
2. ↑   Brazil Population, su worldometers.info. URL consultato il 10 aprile 2022 (archiviato il 4 marzo 2021).
3. 1 2 3 4 5  (EN) World Economic Outlook Database, April 2019, su IMF.org, Fondo Monetario Internazionale. URL consultato il 19 maggio 2022 (archiviato il 6 agosto 2020).
4. ↑   Tasso di fertilità nel 2011, su data.worldbank.org. URL consultato il 12 febbraio 2013 (archiviato il 23 febbraio 2013).
5. ↑   Brazil - The land, su un.int (archiviato dall'url originale il 2 ottobre 2007).
6. ↑   Área Territorial Brasileira, su ibge.gov.br, IBGE. URL consultato il 12 luglio 2021 (archiviato il 19 ottobre 2019).
7. 1 2  
 CIA, Brazil, su The World Factbook. URL consultato il 12 luglio 2020 (archiviato il 22 dicembre 2015).
8. ↑   Francesco Tuccari, Brasile, storia del, in Enciclopedia dei ragazzi, Roma, Istituto dell'Enciclopedia Italiana, 2005. URL consultato il 2 novembre 2021.
9. ↑   Unidades territoriais de nível municipal, su sidra.ibge.gov.br, Istituto Brasiliano di Geografia e Statistica. URL consultato il 12 luglio 2013 (archiviato dall'url originale il 17 giugno 2022).
10. ↑  
 Booming Brazil could be world power soon, su usatoday30.usatoday.com, Usa Today. URL consultato il 12 luglio 2020 (archiviato il 28 giugno 2012).
11. ↑   200 brasileiros concentram a mesma riqueza que 38% da população mais pobre | Brasil | EL PAÍS Brasil, su brasil.elpais.com. URL consultato il 5 maggio 2020 (archiviato il 5 maggio 2019).
12. ↑   Etimología: el origen de las palabras, su elcastellano.org. URL consultato il 28 luglio 2013 (archiviato il 21 ottobre 2013).
13. ↑  (PT) Origem do nome Brasil, su brasilescola.com, Brasil escola. URL consultato il 28 luglio 2013 (archiviato il 22 settembre 2013).
14. ↑   Color and genomic ancestry in Brazilians, su pubmedcentral.nih.gov. URL consultato il 28 marzo 2008 (archiviato il 1º giugno 2021).
15. ↑   Manuela Carneiro da Cunha, História dos Índios no Brasil, su books.google.com.br, 2008.
16. ↑   A Pré-História do Brasil registrada, su sic.inep.gov.br, Mercosul Educacional. URL consultato il 10 novembre 2011 (archiviato dall'url originale il 19 maggio 2011).
17. 1 2  (PT) Descobrimento Do Brasil - História Do Brasil, su historiadobrasil.net, Historia do Brasil.net. URL consultato il 4 agosto 2013 (archiviato il 6 agosto 2013).
18. ↑  (PT) Capitanias Hereditárias - Resumo, su historiadobrasil.net, Historia do Brasil.net. URL consultato il 4 agosto 2013 (archiviato il 5 agosto 2013).
19. ↑  (PT) História Da Invasão Holandesa No Brasil, su historiadobrasil.net, Historia do Brasil.net. URL consultato il 4 agosto 2013 (archiviato il 6 agosto 2013).
20. ↑  (PT) Revolta De Beckman - Resumo, Causas, O Que Foi, Líderes, su historiadobrasil.net, Historia do Brasil.net. URL consultato il 4 agosto 2013 (archiviato il 6 agosto 2013).
21. ↑  https://symbolhunt.com/brazil/national-hero/?nowprocket=1
22. ↑   Gary Duffy, Family friendly: Brazil's scheme to tackle poverty, BBC News, 25 maggio 2010. URL consultato il 5 dicembre 2011 (archiviato il 10 giugno 2010).
23. ↑   Dilma Rousseff ha perso, Il Post.it, 31 agosto 2016. URL consultato il 1º settembre 2016 (archiviato il 2 settembre 2016).
24. 1 2  (ES) Brasil - Hidrografia, su portalbrasil.net. URL consultato il 15 agosto 2013 (archiviato il 26 luglio 2011).
25. ↑   Brasile, siccità senza precedenti dovuta alla secca dei "fiumi volanti", in Repubblica.it, 17 febbraio 2015. URL consultato il 21 ottobre 2017 (archiviato il 22 ottobre 2017).
26. ↑   Amazon's flying water vapor rivers bring rain to Brazil, su terradaily.com. URL consultato il 21 ottobre 2017 (archiviato il 2 gennaio 2016).
27. ↑   Brazil, su bbc.co.uk, BBC weather, maggio 2012. URL consultato il 28 luglio 2013 (archiviato il 20 settembre 2013).
28. ↑   Copia archiviata, su pubmedcentral.nih.gov. URL consultato l'11 agosto 2007 (archiviato il 1º giugno 2021).
29. ↑   Darcy Ribeiro, O Povo Brasileiro, Companhia de Bolso, 2003,  p. 435.
30. 1 2  (PT) Brasil tem 1,653 milhão de indígenas, apontam dados preliminares do Censo 2022, in IBGE,  p. 281. URL consultato il 2 maggio 2021.
31. 1 2 3 4 5  IBGE,  Síntese dos Indicadores Sociais (in portoghese). (PDF) (archiviato dall'url originale il 19 marzo 2015).
32. 1 2 3   PUC (PDF) (archiviato dall'url originale il 3 marzo 2016). Università Cattolica di San Paolo.
33. ↑   Compie cento anni la saga dei giapponesi emigrati in Brasile, su asianews.it. URL consultato il 3 aprile 2019 (archiviato il 3 aprile 2019).
34. 1 2 3 4   Storia della immigrazione giapponese in Brasile (in portoghese, inglese e francese), su psg.com. URL consultato il 15 agosto 2013 (archiviato dall'url originale il 10 gennaio 2012).
35. ↑   Indiani incontattati del Brasile - Survival International, su survival.it. URL consultato il 26 giugno 2014 (archiviato il 17 giugno 2014).
36. 1 2   Meta-analysis of Brazilian genetic admixture and comparison with other Latin America countries, su onlinelibrary.wiley.com. URL consultato il 3 aprile 2019 (archiviato il 28 novembre 2017).
37. ↑   Revisiting the Genetic Ancestry of Brazilians Using Autosomal AIM-Indels, su journals.plos.org. URL consultato il 1º giugno 2021 (archiviato l'8 ottobre 2017).
38. ↑   The Genomic Ancestry of Individuals from Different Geographical Regions of Brazil Is More Uniform Than Expected, su journals.plos.org. URL consultato il 1º giugno 2021 (archiviato il 18 maggio 2021).
39. ↑   Exploring the Distribution of Genetic Markers of Pharmacogenomics Relevance in Brazilian and Mexican Populations, su journals.plos.org. URL consultato il 1º giugno 2021 (archiviato il 14 febbraio 2021).
40. ↑   DNA de negros e pardos do Brasil é 60% a 80% europeu, su www1.folha.uol.com.br. URL consultato il 3 aprile 2019 (archiviato il 3 aprile 2019).
41. ↑   Latin Americans show wide-spread Converso ancestry and the imprint of local Native ancestry on physical appearance (PDF), su biorxiv.org. URL consultato il 4 aprile 2019 (archiviato il 14 novembre 2020).
42. ↑   Brasil 500 anos. (archiviato dall'url originale l'8 maggio 2013).
43. ↑   Copia archiviata, su familia.prati.com.br. URL consultato l'11 agosto 2007 (archiviato l'8 agosto 2007).
44. ↑   Emigrazione Italiana in Brasile (archiviato dall'url originale il 27 luglio 2013). Emigrati.it
45. ↑   Nuovo Mondo, Nuovi Scenari - Brasile (archiviato dall'url originale il 2 maggio 2015). roccadevandro.net
46. ↑   Storia dell'emigrazione italiana, su focus.it. URL consultato il 21 febbraio 2019 (archiviato il 22 febbraio 2019).
47. ↑   Schiavi bianchi e prigionieri delle fazendas: una lettura del processo migratorio in quanto spazio di morte e distruzione dell’umano (PDF), su iris.unive.it. URL consultato il 21 febbraio 2019 (archiviato il 1º novembre 2018).
48. ↑   L’immigrazione e l’imprenditoria italiana in Brasile ieri e oggi, su dspace.unive.it. URL consultato il 21 febbraio 2019 (archiviato il 1º giugno 2021).
49. ↑   Annuario statistico della emigrazione italiana dal 1876 al 1925: con notizie sull'emigrazione negli anni 1869-1875, su books.google.com.br. URL consultato il 4 settembre 2016 (archiviato il 24 settembre 2017).
50. ↑  IBGE. Censo brasileiro de 1940 (PDF) (archiviato dall'url originale il 6 luglio 2011).
51. ↑   Gli Italiani in Brasile (PDF), su consultanazionaleemigrazione.it, consultanazionaleemigrazione.it/. URL consultato il 15 agosto 2013 (archiviato dall'url originale il 18 maggio 2012).
52. ↑  (PT) Simon Schwartzman, Fora de foco: diversidade e identidades étnicas no Brasil, su br.monografias.com, 1999. URL consultato il 7 gennaio 2016 (archiviato il 6 agosto 2017).
53. ↑   Copia archiviata (PDF), su ipea.gov.br. URL consultato il 21 febbraio 2018 (archiviato il 26 ottobre 2019).
54. ↑   Número de evangélicos aumenta 61% em 10 anos, aponta IBGE (archiviato dall'url originale il 1º ottobre 2020). Globo, 29 giugno 2012
55. 1 2   País tem menor nível de adeptos do catolicismo desde 1872, diz estudo, su g1.globo.com, Globo.com, agosto 2011. URL consultato il 4 ottobre 2013 (archiviato il 6 ottobre 2018).
56. ↑   - PopulaÁăo residente, por sexo e situaÁăo do domicÌlio, segundo a religiăo - Brasil (PDF), su ibge.gov.br, IBGE, 2000. URL consultato il 4 ottobre 2013 (archiviato il 21 febbraio 2011).
57. ↑   Portuguese language and the Brazilian singularity, in Country studies, EUA. URL consultato il 22 dicembre 2012 (archiviato il 29 giugno 2011).
58. ↑   Languages of Brazil, su ethnologue.com, Ethnologue. URL consultato il 9 giugno 2008 (archiviato il 21 maggio 2008).
59. ↑   Censo 2010: população indígena é de 896,9 mil, tem 305 etnias e fala 274 idiomas (archiviato dall'url originale il 17 maggio 2013). IBGE
60. ↑  Frosi 1987, p. 147.
61. ↑   Dialeto de imigrantes italianos se torna patrimônio brasileiro (archiviato dall'url originale il 25 luglio 2018).
62. ↑   Voci venete dal cuore del Brasile: il talian, su patrimonilinguistici.it. URL consultato il 5 aprile 2019 (archiviato il 15 aprile 2019).
63. ↑   Moradores tentam resgatar dialetos 'esquecidos' no sul do país, su www1.folha.uol.com.br. URL consultato il 5 aprile 2019 (archiviato il 9 agosto 2020).
64. ↑   O alemão lusitano do Sul do Brasil, in DW-World, Alemanha. URL consultato il 16 marzo 2013 (archiviato il 5 febbraio 2012).
65. ↑   Talian, Unicamp. URL consultato il 15 agosto 2013 (archiviato dall'url originale il 15 settembre 2011).
66. ↑   ÚLTIMA FLOR DA POMERÂNIA, su piaui.folha.uol.com.br. URL consultato il 5 aprile 2019 (archiviato il 23 febbraio 2019).
67. ↑   http://www.nilc.icmc.usp.br/nilc/download/NILC-TR-13-06.pdf (PDF), su nilc.icmc.usp.br. URL consultato il 5 aprile 2019 (archiviato il 19 febbraio 2019).
68. 1 2   Instituto Brasileiro de Geografia e Estatística, ESTIMATIVAS DA POPULAÇÃO RESIDENTE NO BRASIL E UNIDADES DA FEDERAÇÃO COM DATA DE REFERÊNCIA EM 1º DE JULHO DE 2021 (PDF), su ftp.ibge.gov.br, 27 agosto 2021. URL consultato il 13 gennaio 2024.
69. ↑   Brazilian Institute of Geography and Statistics (PDF), 2014.
«2014 Estimates of Population»
70. ↑   CIA - The World Factbook, su cia.gov. URL consultato l'11 agosto 2007 (archiviato il 22 dicembre 2015).
71. ↑   Faculdades reconhecidas pelo MEC (archiviato dall'url originale il 6 agosto 2013). seruniversitario.com.br
72. ↑  (EN) South American leaders sign agreement creating South Bank, in MercoPress, 27 settembre 2009. URL consultato il 27 settembre 2009 (archiviato il 19 ottobre 2017).
73. ↑  (EN) Venezuela summit criticises West, in BBC News, 27 settembre 2009. URL consultato il 27 settembre 2009 (archiviato il 29 settembre 2009).
74. ↑   IMF DATAMEPPER, su imf.org. URL consultato il 12 dicembre 2023.
75. ↑   The World's Top 20 Economies, su investopedia.com. URL consultato il 5 aprile 2019 (archiviato il 25 marzo 2021).
76. ↑   Mercosul e União Europeia selam esperado acordo após 20 anos de negociações | Economia | EL PAÍS Brasil, su brasil.elpais.com. URL consultato il 14 ottobre 2019 (archiviato l'11 novembre 2019).
77. ↑   The Case of Brazil, su oxfordscholarship.com. URL consultato il 5 aprile 2019 (archiviato il 5 aprile 2019).
78. ↑   Brazil Opens Up an Economy Long Shielded From Competition - WSJ, su wsj.com. URL consultato il 14 ottobre 2019 (archiviato il 14 ottobre 2019).
79. ↑   Privatizações: ainda é pouco, su g1.globo.com. URL consultato il 5 aprile 2019 (archiviato il 5 aprile 2019).
80. ↑   Country Rankings, su heritage.org. URL consultato il 5 aprile 2019 (archiviato il 21 maggio 2020).
81. ↑  https://www.istoedinheiro.com.br/pobreza-no-brasil-hoje-atinge-21-da-populacao-segundo-banco-mundial/# Archiviato il 25 gennaio 2021 in Internet Archive. Pobreza no Brasil atinge 21% da população, segundo Banco Mundial
82. ↑   Copia archiviata, su g1.globo.com. URL consultato il 14 ottobre 2019 (archiviato il 14 ottobre 2019).
83. ↑  (PT) Pobreza extrema aumenta 11% no último ano; economistas culpam trabalho informal, su Brasil de Fato, 12 aprile 2018. URL consultato il 5 maggio 2019 (archiviato il 3 maggio 2019).
84. ↑   US makes support for Brazil’s admission to OECD official | Agência Brasil, su agenciabrasil.ebc.com.br. URL consultato il 14 ottobre 2019 (archiviato il 14 ottobre 2019).
85. ↑   Produzione del Brasile nel 2018, dalla FAO, su fao.org. URL consultato il 28 marzo 2021 (archiviato l'11 maggio 2017).
86. ↑   Produção de cana deve ser 1,9% menor na safra 2020/2021, aponta Conab, su revistagloborural.globo.com. URL consultato il 12 agosto 2020 (archiviato il 20 luglio 2020).
87. 1 2   Brasil deve colher 131 milhões de toneladas de soja na safra 2020/21, aponta USDA, su revistagloborural.globo.com. URL consultato il 12 agosto 2020 (archiviato il 20 luglio 2020).
88. 1 2   IBGE prevê safra recorde de grãos em 2020, su agenciadenoticias.ibge.gov.br. URL consultato il 12 agosto 2020 (archiviato il 28 ottobre 2020).
89. ↑   Produção brasileira de laranja em 2018 (PDF), su cnpmf.embrapa.br. URL consultato il 12 agosto 2020 (archiviato il 12 dicembre 2020).
90. ↑   Produção brasileira de mamão em 2018 (PDF), su cnpmf.embrapa.br. URL consultato il 12 agosto 2020 (archiviato il 26 giugno 2020).
91. ↑   Região Sul é responsável por 98% da produção de tabaco no Brasil, su noticiasagricolas.com.br. URL consultato il 12 agosto 2020 (archiviato il 6 agosto 2020).
92. ↑   Notícia: Região Sul deverá produzir 760 mil toneladas de fumo em 2008/2009, su portaldoagronegocio.com.br. URL consultato il 12 agosto 2020 (archiviato dall'url originale il 22 maggio 2011).
93. ↑   Produção brasileira de abacaxi em 2018, Embrapa (PDF), su cnpmf.embrapa.br. URL consultato il 12 agosto 2020 (archiviato il 17 settembre 2020).
94. ↑   Abacaxi faz o Pará despontar como o maior produtor nacional do fruto, su adepara.pa.gov.br. URL consultato il 12 agosto 2020 (archiviato il 15 luglio 2020).
95. ↑   Segundo maior produtor de algodão do país, Bahia tem previsão de 15% de crescimento da safra, su g1.globo.com. URL consultato il 12 agosto 2020 (archiviato il 28 luglio 2020).
96. ↑   MT segue como líder isolado na produção de algodão e safra sobe para 65% em 2017/18, su agroolhar.com.br. URL consultato il 12 agosto 2020 (archiviato il 29 luglio 2020).
97. ↑   Produção brasileira de mandioca em 2018 (PDF), su cnpmf.embrapa.br. URL consultato il 12 agosto 2020 (archiviato il 22 luglio 2020).
98. ↑   PRODUÇÃO DE COCO: O NORDESTE É DESTAQUE NACIONAL, su bnb.gov.br. URL consultato il 12 agosto 2020 (archiviato il 28 giugno 2020).
99. ↑   Produção brasileira de limão em 2018 (PDF), su cnpmf.embrapa.br. URL consultato il 12 agosto 2020 (archiviato il 17 settembre 2020).
100. ↑   Pará retoma liderança na produção brasileira de cacau, com a união de agricultores, su g1.globo.com. URL consultato il 12 agosto 2020 (archiviato il 28 luglio 2020).
101. ↑   Safra de tomate deve vir 12% menor este ano em Goiás, su g1.globo.com. URL consultato il 12 agosto 2020 (archiviato il 17 settembre 2020).
102. ↑   Região Sul é responsável por mais de 90% das uvas produzidas para processamento no Brasil, su jvanguarda.com.br. URL consultato il 12 agosto 2020 (archiviato dall'url originale il 9 giugno 2020).
103. ↑   Safra da maçã deve render 600 mil toneladas em Santa Catarina, su nsctotal.com.br. URL consultato il 12 agosto 2020 (archiviato il 26 ottobre 2020).
104. ↑   Qualidade da fruta marca abertura da colheita da maçã e da uva no RS, su estado.rs.gov.br. URL consultato il 12 agosto 2020 (archiviato il 6 agosto 2020).
105. ↑   Produção brasileira de banana em 2018 (PDF), su cnpmf.embrapa.br. URL consultato il 12 agosto 2020 (archiviato il 12 novembre 2020).
106. ↑   Custo de produção de banana no sudeste paraense, su embrapa.br. URL consultato il 12 agosto 2020 (archiviato il 27 ottobre 2020).
107. ↑   Feijão - Análise da Conjuntura Agropecuária (PDF), su agricultura.pr.gov.br. URL consultato il 12 agosto 2020 (archiviato il 26 settembre 2020).
108. ↑   Paraná é líder na produção de feijão no País, su terra.com.br. URL consultato il 12 agosto 2020 (archiviato il 24 novembre 2020).
109. ↑   Estudo mapeia áreas de produção de amendoim do Brasil para prevenir doença do carvão, su embrapa.br. URL consultato il 12 agosto 2020 (archiviato il 26 ottobre 2020).
110. ↑   Produtores de batata vivem realidades distintas em Minas Gerais, su g1.globo.com (archiviato il 17 settembre 2020).
111. ↑   Aumento da demanda elevará a colheita de batata em Minas, su cnabrasil.org.br. URL consultato il 12 agosto 2020 (archiviato il 17 settembre 2020).
112. ↑   CENOURA:Produção, mercado e preços (PDF), su ceasa.pr.gov.br. URL consultato il 12 agosto 2020 (archiviato il 15 febbraio 2021).
113. ↑   CAJUCULTURA NORDESTINA EM RECUPERAÇÃO, su bnb.gov.br. URL consultato il 12 agosto 2020 (archiviato il 12 agosto 2020).
114. ↑   Produção brasileira de tangerina em 2018 (PDF), su cnpmf.embrapa.br. URL consultato il 12 agosto 2020 (archiviato il 26 giugno 2020).
115. ↑   Caqui – Panorama nacional da produção, su revistacampoenegocios.com.br. URL consultato il 12 agosto 2020 (archiviato il 6 agosto 2020).
116. ↑   Qual o panorama da produção de morango no Brasil?, su revistacampoenegocios.com.br. URL consultato il 12 agosto 2020 (archiviato il 6 agosto 2020).
117. ↑   Incentivos mantêm guaraná na Amazônia, su valor.globo.com. URL consultato il 12 agosto 2020 (archiviato il 28 luglio 2020).
118. ↑   Caminhos do açaí: Pará produz 95% da produção do Brasil, fruto movimenta US$ 1,5 bi e São Paulo é o principal destino no país, su g1.globo.com. URL consultato il 12 agosto 2020 (archiviato il 15 luglio 2020).
119. ↑   Produção comercial de castanhas na Amazônia ajuda na recuperação de florestas e movimenta economia local, su g1.globo.com. URL consultato il 12 agosto 2020 (archiviato il 15 luglio 2020).
120. ↑   Pesquisa aponta queda de 70% na produção de castanha-da-amazônia, su embrapa.br. URL consultato il 12 agosto 2020 (archiviato il 15 luglio 2020).
121. ↑   Mercado internacional está sedento por erva-mate brasileira, su jornaldatarde.com. URL consultato il 12 agosto 2020.
122. ↑   Conheça os 3 países que desafiam o Brasil nas exportações de frango, su aviculturaindustrial.com.br. URL consultato il 12 agosto 2020 (archiviato il 17 ottobre 2020).
123. ↑   maiores exportadores de carne de frango entre os anos de 2015 e 2019, su farmnews.com.br (archiviato il 26 ottobre 2020).
124. ↑   IBGE: rebanho de bovinos tinha 218,23 milhões de cabeças em 2016, su beefpoint.com.br. URL consultato il 12 agosto 2020 (archiviato il 16 ottobre 2020).
125. ↑   Brasil é o 3º maior produtor de leite do mundo, superando o padrão Europeu em alguns municípios, su agronewsbrazil.com.br. URL consultato il 12 agosto 2020 (archiviato dall'url originale il 17 settembre 2020).
126. ↑   principais países produtores de carne suína entre 2017 e a estimativa para 2019, su farmnews.com.br. URL consultato il 12 agosto 2020 (archiviato il 30 ottobre 2020).
127. ↑   Brasil é sétimo maior produtor mundial de ovos, su aviculturaindustrial.com.br. URL consultato il 12 agosto 2020 (archiviato il 27 novembre 2020).
128. ↑   Anuário Mineral Brasileiro 2018, su anm.gov.br. URL consultato il 12 agosto 2020 (archiviato il 9 luglio 2020).
129. ↑   Brasil extrai cerca de 2 gramas de ouro por habitante em 5 anos, su noticias.r7.com (archiviato il 12 luglio 2020).
130. ↑   Votorantim Metais adquire reservas de zinco da Masa, su g1.globo.com (archiviato il 18 gennaio 2021).
131. ↑   Nióbio: G1 visita em MG complexo industrial do maior produtor do mundo, su g1.globo.com. URL consultato il 12 agosto 2020 (archiviato il 12 dicembre 2019).
132. ↑   Algumas Gemas Clássicas, su cprm.gov.br. URL consultato il 12 agosto 2020 (archiviato il 6 settembre 2019).
133. ↑   Rio Grande do Sul: o maior exportador de pedras preciosas do Brasil, su noticias.band.uol.com.br. URL consultato il 12 agosto 2020 (archiviato il 2 maggio 2018).
134. ↑   A indústria de alimentos e bebidas na sociedade brasileira atual, su alimentosprocessados.com.br. URL consultato il 12 agosto 2020 (archiviato il 25 marzo 2018).
135. ↑   Faturamento da indústria de alimentos cresceu 6,7% em 2019, su g1.globo.com. URL consultato il 12 agosto 2020 (archiviato il 19 febbraio 2020).
136. ↑   https://agenciabrasil.ebc.com.br/economia/noticia/2020-02/industria-de-alimentos-e-bebidas-faturaram-r-6999-bi-em-2019, su agenciabrasil.ebc.com.br. URL consultato il 12 agosto 2020 (archiviato il 19 febbraio 2020).
137. ↑   Produção nacional de celulose cai 6,6% em 2019, aponta Ibá, su valor.globo.com. URL consultato il 12 agosto 2020 (archiviato il 21 febbraio 2020).
138. ↑   Sabe qual é o estado brasileiro que mais produz Madeira? Não é São Paulo, su celuloseonline.com.br. URL consultato il 12 agosto 2020 (archiviato il 12 ottobre 2017).
139. ↑   São Mateus é o 6º maior produtor de madeira em tora para papel e celulose no país, diz IBGE, su g1.globo.com. URL consultato il 12 agosto 2020 (archiviato il 14 giugno 2020).
140. ↑   Saiba quais são os principais polos calçadistas do Brasil, su blog.danielatacado.com.br. URL consultato il 12 agosto 2020 (archiviato il 12 agosto 2020).
141. ↑   Industrias calcadistas em Franca SP registram queda de 40% nas vagas de trabalho em 6 anos, su g1.globo.com. URL consultato il 12 agosto 2020 (archiviato il 14 luglio 2019).
142. ↑   Produção de calçados deve crescer 3% em 2019, su fenac.com.br. URL consultato il 12 agosto 2020 (archiviato il 1º novembre 2019).
143. ↑   Abicalçados apresenta Relatório Setorial 2019, su abicalcados.com.br. URL consultato il 12 agosto 2020 (archiviato il 21 ottobre 2020).
144. ↑   Exportação de Calçados: Saiba mais, su fazcomex.com.br. URL consultato il 12 agosto 2020 (archiviato il 17 giugno 2020).
145. ↑   Minas Gerais produz 32,3% do aço nacional em 2019, su diariodocomercio.com.br. URL consultato il 12 agosto 2020 (archiviato il 14 giugno 2020).
146. ↑   O novo mapa das montadoras, su istoedinheiro.com.br (archiviato l'8 marzo 2019).
147. ↑   Indústria automobilística do Sul do Rio impulsiona superavit na economia, su g1.globo.com. URL consultato il 12 agosto 2020 (archiviato il 19 luglio 2017).
148. ↑   Indústria Química no Brasil (PDF), su pwc.com.br. URL consultato il 12 agosto 2020 (archiviato il 14 giugno 2020).
149. ↑   Estudo de 2018 (PDF), su www2.deloitte.com (archiviato il 10 agosto 2019).
150. ↑   Produção nacional da indústria de químicos cai 5,7% em 2019, diz Abiquim, su economia.uol.com.br. URL consultato il 12 agosto 2020 (archiviato il 14 giugno 2020).
151. ↑   Industria Textil no Brasil, su bnb.gov.br (archiviato il 19 giugno 2020).
152. ↑   PIB 2018 Setor terciário, su veja.abril.com.br. URL consultato il 22 gennaio 2021 (archiviato il 7 gennaio 2021).
153. ↑   A importância do setor terciário para a economia, su mdic.gov.br. URL consultato il 22 gennaio 2021 (archiviato il 10 agosto 2020).
154. ↑   Pequenos negócios já representam 30% do Produto Interno Bruto do país, su revistapegn.globo.com. URL consultato il 22 gennaio 2021 (archiviato l'8 gennaio 2021).
155. ↑   Iae/CTA - todos os projetos (in portoghese). URL consultato l'8 luglio 2021 (archiviato dall'url originale l'11 agosto 2021).
156. ↑   Sounding rockets (en inglés).
157. ↑   Missão centenário.
158. ↑   INB conclui mais uma exportação de urânio para a Argentina (in portoghese).
159. ↑   Rede pesquisará fusão nuclear para gerar energia limpa (in portoghese).
160. ↑   Tokamaks Esféricos (in portoghese).
161. ↑   Quatro supercomputadores brasileiros esão entre os mais poderosos do planeta (in portoghese).
162. ↑   Agricultura tropical: quatro décadas de inovações tecnológicas, institucionais e políticas (in portoghese).
163. ↑   Produção científica brasileira tem reconhecimento mundial (in portoghese).
164. ↑   Brasil ocupa o 13º puesto mundial de produção científica (in portoghese). URL consultato l'8 luglio 2021 (archiviato dall'url originale il 28 luglio 2014).
165. 1 2   Matriz Energética e Elétrica, su epe.gov.br. URL consultato il 28 marzo 2021 (archiviato il 17 gennaio 2021).
166. ↑   Rio aumenta sua participação na produção nacional de petróleo e gás, su anp.gov.br. URL consultato il 22 gennaio 2021 (archiviato il 27 ottobre 2020).
167. ↑   Brasil alcança 170 mil megawatts de capacidade instalada em 2019, su aneel.gov.br. URL consultato il 25 agosto 2020 (archiviato il 30 novembre 2020).
168. ↑   Brasil desponta como terceiro maior produtor de eletricidade das Américas, su abrapch.org.br. URL consultato il 14 gennaio 2021 (archiviato il 13 gennaio 2021).
169. ↑   O BNDES e a questão energética e logística da Região Sudeste (PDF), su web.bndes.gov.br. URL consultato il 22 gennaio 2021 (archiviato il 9 luglio 2020).
170. ↑   Ventos promissores a caminho, su revistapesquisa.fapesp.br. URL consultato il 22 gennaio 2021 (archiviato il 29 novembre 2020).
171. ↑   Brazilian onshore wind potential could be 880 GW, study indicates, su www2.ctee.com.br. URL consultato il 22 gennaio 2021 (archiviato il 14 agosto 2020).
172. ↑   Boletim Mensal de Geração Eólica Fevereiro 2021 (PDF), su ons.org.br. URL consultato il 7 aprile 2021 (archiviato il 10 aprile 2021).
173. ↑   Eólica supera 22 GW em operação no Brasil, su megawhat.energy. URL consultato il 6 agosto 2022.
174. 1 2   Quantas usinas geradoras de energia temos no Brasil?, su cbie.com.br. URL consultato il 25 agosto 2020 (archiviato il 31 ottobre 2020).
175. ↑   Global wind statistics (PDF).
176. ↑   Boletim Mensal de Geração Solar Fotovoltaica Julho 2021 (PDF), su ons.org.br. URL consultato il 25 giugno 2021 (archiviato il 10 aprile 2021).
177. ↑   Solar atinge 21 GW e R$ 108,6 bi em investimentos no Brasil, su canalenergia.com.br. URL consultato il 28 outubro 2022.
178. ↑   Quais as melhores regiões do Brasil para geração de energia fotovoltaica?, su sharenergy.com.br. URL consultato il 22 gennaio 2021 (archiviato il 7 ottobre 2018).
179. ↑   RENEWABLE CAPACITY STATISTICS 2022 (PDF).
180. ↑   Hannah Ritchie, Max Roser: Solar Power Generation.
181. ↑   RENEWABLE CAPACITY STATISTICS 2021 page 41 (PDF).
182. ↑   Anuário CNT do transporte 2018, su anuariodotransporte.cnt.org.br. URL consultato il 22 gennaio 2021 (archiviato l'11 novembre 2019).
183. ↑   Gargalo histórico: Paraná ainda patina em quilometragem de rodovias duplicadas, su gazetadopovo.com.br. URL consultato il 22 gennaio 2022.
184. ↑   Brasil tem 9 dos maiores aeroportos da América Latina, su panrotas.com.br. URL consultato il 22 gennaio 2021 (archiviato l'11 gennaio 2021).
185. ↑   attività portuale in America Latina e Caraibi 2018 (PDF), su cepal.org. URL consultato il 22 gennaio 2021 (archiviato il 14 gennaio 2021).
186. ↑   The World Factbook - Central Intelligence, su cia.gov. URL consultato l'11 agosto 2007 (archiviato il 22 dicembre 2015).
187. ↑   La vegetazione autoctona preservata occupa il 61% dell'area del Brasile, afferma Embrapa.
188. ↑   Comida, su sustainabletourismbrazil.org. URL consultato il 15 agosto 2013 (archiviato dall'url originale il 9 gennaio 2009).
189. ↑   The Afro-Brazilian experiment | UNESCO Courier | Find Articles, su findarticles.com. URL consultato l'11 agosto 2007 (archiviato il 1º ottobre 2020).
190. ↑   História da Imigração no Brasil - Resumo, su historiadobrasil.net. URL consultato l'11 agosto 2007 (archiviato il 15 agosto 2007).
191. ↑  Universo, De Agostini, Novara, Vol.II, pag.405-409
192. 1 2  (EN) Brazilian Theatre: An Introduction, su brasembottawa.org, Ambasciata brasiliana a Ottawa (archiviato dall'url originale il 5 febbraio 2012).
193. ↑   Copia archiviata, su calendarr.com. URL consultato il 30 aprile 2019 (archiviato il 18 settembre 2019).
194. ↑  https://www.repubblica.it/spettacoli/musica/2023/05/09/news/morta_rita_lee_regina_del_rock_in_brasile-399461736/
195. ↑   As 100 Maiores Vozes da Música Brasileira, su rollingstone.uol.com.br. URL consultato il 22 aprile 2021 (archiviato il 23 maggio 2021).
196. ↑   maiores. URL consultato il 22 aprile 2021 (archiviato dall'url originale il 2 gennaio 2015).
197. ↑   As 20 melhores bandas de rock nacional de todos os tempos, su letras.mus.br. URL consultato il 22 aprile 2021 (archiviato il 22 aprile 2021).
198. ↑   Sepultura Angra Massacration, su headbangersbr.com. URL consultato il 22 aprile 2021 (archiviato il 22 aprile 2021).
199. ↑   https://agenciabrasil.ebc.com.br/rio-2016/noticia/2016-08/maioria-da-imprensa-internacional-elogia-abertura-da-rio-2016.
200. ↑   Copas no Brasil.
201. ↑   CBB Conquistas.
202. ↑   No esporte e nas pesquisas, Brasil é destaque mundial no judô.
203. ↑   Leônidas, il "Diamante Nero" - L'uomo nel pallone, su uomonelpallone.it. URL consultato il 6 settembre 2020 (archiviato il 29 settembre 2020).
204. ↑   Google celebra Leônidas che inventò la rovesciata | Sky Sport, su sport.sky.it. URL consultato il 6 settembre 2020 (archiviato il 16 gennaio 2021).
205. ↑   Sky Sport, Brasile-Uruguay story: 70 anni dal 'Maracanazo', su sport.sky.it. URL consultato il 9 luglio 2021.
206. ↑   Disfatta Brasile, Germania in finale: 7-1, su la Repubblica, 8 luglio 2014. URL consultato il 9 luglio 2021.
207. ↑   The History of Brazilian Jiu-Jitsu, su ibjjf.org, IBJJF, 1º maggio 2013 (archiviato dall'url originale il 1º maggio 2013).
208. ↑   About European Vale Tudo, su europeanvaletudo.com, 7 aprile 2007 (archiviato dall'url originale il 7 aprile 2007).
209. ↑   The art of capoeira, su bbc.co.uk, BBC, 13 settembre 2005. URL consultato il 30 aprile 2019 (archiviato il 22 novembre 2018).
210. ↑   Brasile alle Olimpiadi, su olimpiadatododia.com.br. URL consultato il 9 gennaio 2021 (archiviato l'11 gennaio 2021).
211. ↑   Natal Informazioni turistiche (archiviato dall'url originale il 25 febbraio 2014).
212. ↑  (PT) História do Dia dos Namorados e o significado da data, su www2.uol.com.br. URL consultato il 2 settembre 2016 (archiviato il 15 giugno 2015).
213. ↑  (PT) DIA DAS MÃES, su brasilescola.uol.com.br, Brasiescola.uol. URL consultato il 2 settembre 2016 (archiviato il 15 settembre 2016).
214. ↑  (PT) Dia dos Pais, su calendariobr.com.br. URL consultato il 2 settembre 2016 (archiviato il 3 settembre 2016).
215. ↑   É tempo de São João, su www2.uol.com.br, uol.com.br (archiviato dall'url originale il 29 agosto 2016).
216. ↑  (PT) Feriado de 21 de Abril, su carnavalouropreto.com. URL consultato il 2 settembre 2016 (archiviato il 15 settembre 2016).
217. ↑   LEI No 10.607, DE 19 DE DEZEMBRO DE 2002, su planalto.gov.br, 2002. URL consultato il 2 settembre 2016 (archiviato il 6 settembre 2016).
218. ↑  (PT) São Paulo Celebra o Dia da Pizza - GAZETA MERCANTIL, su gazetamercantil.com, 10 luglio 2023. URL consultato il 19 giugno 2024.